# Auschwitz
Cet article concerne le camp de concentration nazi. Pour la ville, voir Oświęcim. Pour les autres significations, voir Auschwitz (homonymie).

Localisation des centres d'extermination nazis.

Auschwitz (en allemand : Konzentrationslager Auschwitz , « camp de concentration d'Auschwitz ») est le plus grand complexe concentrationnaire du Troisième Reich, et est à la fois un camp de concentration, un centre de mise à mort et un camp d'extermination par le travail. Le camp est divisé en trois parties distinctes : le camp de concentration Auschwitz I, initialement camp de prisonniers polonais ; le camp d’extermination Auschwitz II, initialement camp de prisonniers de guerre soviétiques ; le camp de travailleurs forcés Auschwitz III, fabrique de caoutchouc synthétique, carburant synthétique, explosifs, engrais etc, construit par IG Farben.
En effet, Auschwitz est aussi un centre industriel et un nœud de communication ferroviaire situé sur le territoire des localités d'Oświęcim (Auschwitz en allemand) et de Brzezinka (Birkenau en allemand), à une cinquantaine de kilomètres à l'ouest de Cracovie, dans la province de Silésie, occupée par l'Allemagne après l'invasion de la Pologne en septembre 1939.
Le camp de concentration est créé le 27 avril 1940 à l'initiative de Heinrich Himmler et est dirigé par les SS. Le centre d’extermination est construit à partir de la fin de 1941 et le second camp de concentration, destiné au travail forcé à IG Farben est créé au printemps 1942. Ces camps sont libérés par l'Armée rouge le 27 janvier 1945.
L'ensemble du camp et ses divers terrains annexes, dont le nœud ferroviaire de l'époque, a une superficie d’environ 55 km2 dont environ 10 km2 pour le camp à lui seul. C'est une enclave mémorielle perpétuelle dans le territoire de la Pologne d'aujourd'hui.
En cinq ans, plus de 1 100 000 hommes, femmes et enfants meurent à Auschwitz, essentiellement à partir de 1942 dans le cadre de ce que les nazis appelèrent la « Solution finale de la question juive ». Parmi ces victimes, 
900 000 sont tuées le jour même de leur débarquement des trains qui les ont amenées, assassinées dans les chambres à gaz et incinérées dans les fours crématoires. Les autres victimes meurent des mauvais traitements qui leur sont infligés, de maladies, de malnutrition, voire à la suite d'expériences médicales.
Un nombre encore incertain de Tsiganes y sont également assassinés. Cette tragédie est connue sous le nom de porajmos dans la mémoire collective rom,.
Comme les autres camps de concentration nazis, Auschwitz était placé sous les ordres de Heinrich Himmler et de la SS. Le responsable du camp fut le SS-Obersturmbannführer Rudolf Höss (du 1er mai 1940 au 1er décembre 1943, puis de nouveau entre mai et septembre 1944), remplacé entre-temps par Arthur Liebehenschel, et ensuite par Richard Baer.
En raison de sa taille, Auschwitz est considéré comme le symbole des meurtres de masse commis par les nazis et plus particulièrement comme celui de la Shoah, au cours de laquelle près de six millions de Juifs furent assassinés.
Monument historique majeur contribuant au « devoir de mémoire », Auschwitz est, depuis 1979, inscrit au patrimoine mondial de l'Unesco. Le nom officiel du site commémoratif est Auschwitz-Birkenau, camp allemand nazi de concentration et d'extermination (1940-1945),,.

## Vaste complexe

Plan de situation des trois camps d'Auschwitz, à l'été 1944.

Auschwitz était constitué principalement de trois camps :
1. Auschwitz I, ouvert le 20 mai 1940 — le camp souche (principal) est un camp de concentration où périrent près de 70 000 personnes, au début des prisonniers de guerre et des opposants politiques polonais[a] et soviétiques ; ensuite des Juifs et des résistants de toutes nationalités ;
2. Auschwitz II (Birkenau), ouvert le 8 octobre 1941, d’abord pour les prisonniers de guerre soviétiques — à la fois camp de concentration et centre de mise à mort immédiate où périrent plus d'un million de personnes, juives dans leur immense majorité ainsi que des Tziganes ;
3. Auschwitz III (Monowitz), ouvert le 31 mai 1942 — un camp de travail pour la société IG Farben.

Ces trois camps étaient complétés par une cinquantaine de petits camps (appelés aussi « kommandos ») dispersés dans la région et placés sous la même administration.

### Auschwitz I
La création du camp souche Auschwitz I est décidée par les SS en février 1940 : c'est d'abord un camp de concentration et de travail forcé. Il est implanté sur le site d'une ancienne caserne de l'armée autrichienne, subséquemment de l'armée polonaise, dont les bâtiments délabrés sont entourés d'un vaste terrain destiné au dressage des chevaux,.
Il se situe au milieu d'une région de la Pologne annexée par le Troisième Reich en 1939. Les premiers prisonniers sont des opposants politiques polonais, socialistes ou communistes pour la plupart. Une première vague, au nombre de 720, arrive en juin 1940. Le camp est prévu pour ceux que le régime nazi estime dangereux : suspects de résistance, hommes politiques, intellectuels, des Allemands condamnés par les tribunaux, des prisonniers politiques, ainsi que ceux que les nazis appellent des « éléments asociaux » : Tziganes, prostituées, homosexuels, handicapés, Témoins de Jéhovah, Juifs. En 1940, le camp renferme de 13 000 à 16 000 détenus, pour 300 gardiens SS. Le nombre de prisonniers atteint environ 20 000 en 1942.
Durant les vingt premiers mois, plus de la moitié des 23 000 prisonniers polonais meurent à la suite des traitements inhumains et des tortures infligés par les gardiens SS.
Auschwitz se trouve au milieu d'une région polonaise riche en matières premières : eau (au bord de la rivière Soła (en), zones marécageuses à proximité), chaux, et charbon (à 30 km du camp se trouvent des gisements parmi les plus riches d'Europe).
Ces ressources sont nécessaires pour la production d'essence synthétique et de caoutchouc synthétique (Buna) ; elles sont essentielles pour soutenir l'effort de guerre allemand. C'est pourquoi les nazis chargent le groupe chimique IG Farben d'assurer l'exploitation du site.
Le Reichsführer-SS Himmler comprend l'importance du projet et envisage de passer d'une population carcérale de 10 000 à 100 000 lors de sa visite en mars 1941. Himmler veut faire d'Auschwitz un camp modèle de colonisation à l'Est, avec une Kommandantur et un quartier général monumental du parti nazi ; ce dernier aurait eu des appartements privés de grand luxe ; ce gigantesque projet aurait été financé par la manne générée par la revente des matières premières à IG Farben, mais il n'a pas été mis en œuvre en raison du déroulement de la guerre déclenchée en juin 1941 quand Adolf Hitler donne l'ordre d'attaquer l'Union soviétique. Le commandant SS Rudolf Höss est chargé de la construction du camp et de son entretien. Höss n'aura pas toujours le matériel nécessaire à la construction, c'est pourquoi il se verra obligé d'en voler.
À partir de l'agression contre l'URSS, on redirige des prisonniers de guerre soviétiques vers Auschwitz, ce qui modifie les plans initiaux de Himmler (lire supra). La brutalité des gardiens SS augmente particulièrement à l'arrivée de ces captifs : ils sont les plus mal traités de tous les détenus. En été 1941, environ 10 000 prisonniers de guerre soviétiques sont envoyés à Auschwitz pour réaménager le camp ; en été 1942, ils ne sont plus qu'une centaine qui servent alors de cobayes pour l'expérimentation de chambres à gaz. Les exécuteurs de ces basses œuvres sont désignés parmi les déportés.
À mesure que les troupes allemandes pénètrent en URSS, on assiste aux assassinats massifs de toutes les populations juives. On y fusille hommes, femmes, enfants, du bébé au vieillard dans les régions traversées, mais en août 1941 des officiers de la Wehrmacht se plaignent de cette tâche barbare et déshumanisante ; les Allemands pour une raison de coût refusent d'envoyer sur le front les bonbonnes de monoxyde de carbone nécessaire aux gazages ; c'est pourquoi en septembre 1941 le médecin SS Albert Widmann (qui a déjà participé au gazage des handicapés au monoxyde de carbone) teste une méthode à base d'explosifs, mais c'est encore pire ; Wideman pense alors utiliser les gaz d'échappement des camions dans lesquels les prisonniers seront entassés. Cette méthode est testée sur des prisonniers de guerre soviétiques.
Höss a tenu à reprendre la devise du camp de mise à mort de Dachau, Arbeit macht frei — « Le travail rend libre » —, qu'il fait inscrire en lettres capitales au-dessus du portail d'entrée. Les détenus chargés de l'installation, dont Jan Liwacz, montent volontairement à l'envers la lettre « B » du mot Arbeit comme un pied-de-nez au commandant du camp,.
Pour surveiller ceux-ci, les SS utilisent des Kapos, principalement recrutés parmi les prisonniers allemands de droit commun les plus violents. Les détenus sont catégorisés par symboles de formes et de couleurs bien définies, cousus sur leur tenue de bagnard : prisonnier politique, Juif, homosexuel, etc. Les détenus sont également identifiés par un numéro tatoué sur le bras.

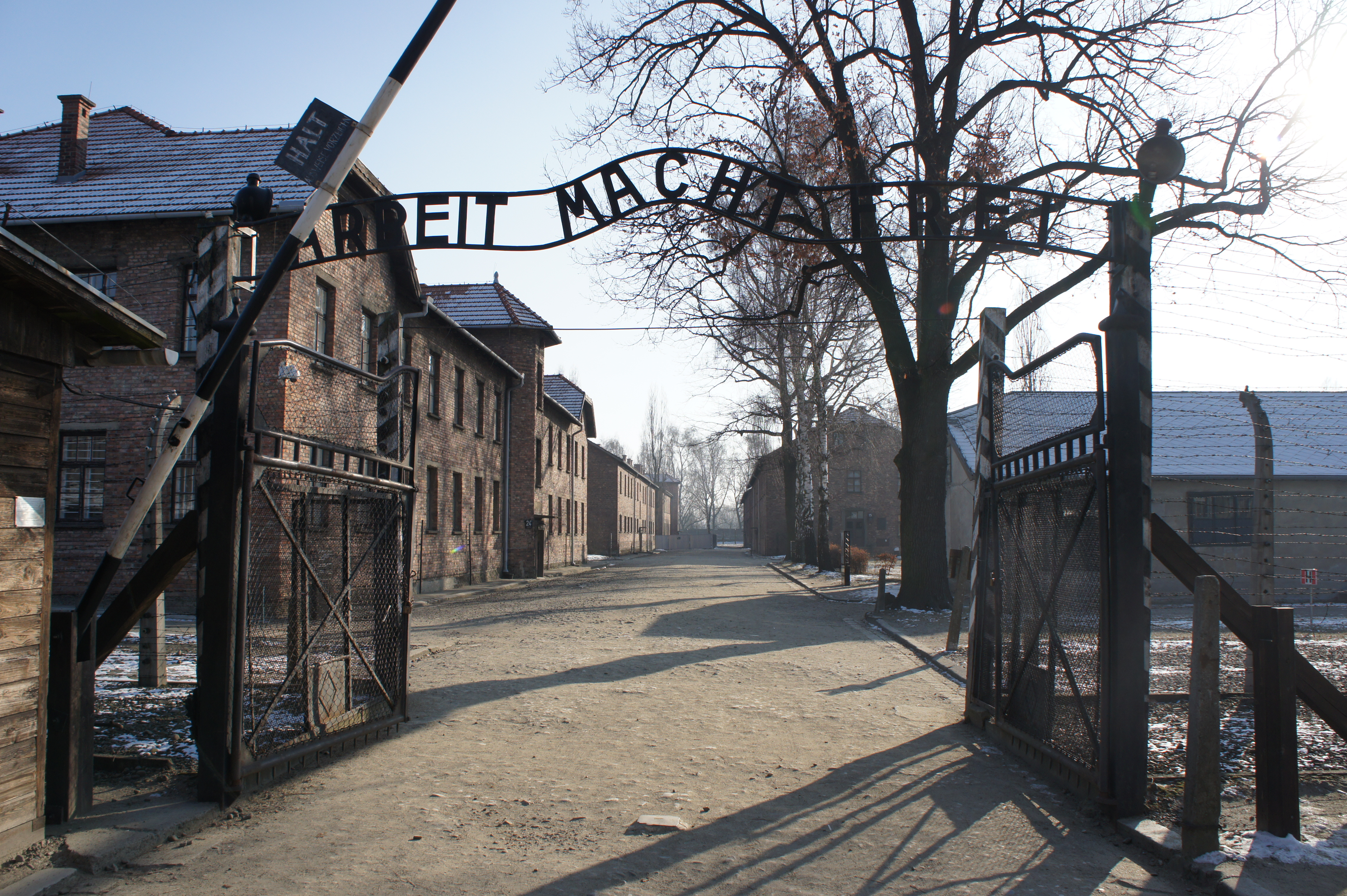
Porche d’entrée d'Auschwitz avec l'inscription Arbeit macht frei (« le travail rend libre »).

Les prisonniers travaillent pendant six, voire sept jours par semaine. Le dimanche est en principe réservé à la « toilette personnelle » mais l'absence d'hygiène, la malnutrition et les mauvais traitements provoquent rapidement de nombreux décès.
Auschwitz est d'abord un camp de travail où les détenus sont des hommes adultes. Les prisonniers valides doivent travailler, ceux qui sont malades ou blessés ne sont pas ou peu soignés et meurent d'épuisement. Plusieurs sont envoyés à un poteau d'exécution pour y être fusillés. À la fin de leur journée de travail, des individus considérés comme récalcitrants ou paresseux sont plus qu'entassés pour la nuit, dans des geôles cubiques de moins d'un mètre cinquante de côté. Des exécutions sont aussi le fait des médecins du service d'euthanasie du Reich, chargés de tuer les handicapés mentaux et physiques, parmi lesquels 575 seront transférés dans des chambres à gaz en Allemagne pour y être éliminés.
Lorsque Hitler décide l'extermination systématique des Juifs à grande échelle, Rudolf Höss, alors responsable du camp, expérimente divers modes d'exécution. Le nombre de déportés augmente rapidement et il est chargé de « préparer à Auschwitz une installation destinée à l'extermination en masse ». Son approche du problème est technique et pragmatique. Les exécutions sont jusqu'ici menées à l'arme à feu, les déportés fusillés au bord de fosses communes qu'ils ont eux-mêmes creusées. D'autres prisonniers recouvrent les corps de chaux. Cette méthode est décrite par lui, lors de son interrogatoire après sa capture, comme peu efficace, lente, et coûteuse en munitions. Elle est en outre éprouvante pour les personnels chargés de ces assassinats. Prenant modèle sur le centre de mise à mort de Treblinka, il fait construire deux petites chambres à l'extérieur du camp, où les déportés sont asphyxiés par les gaz d'échappement d'un camion. Höss raconte que cette opération prenait du temps, que les SS chargés de l'opération l'abrégeaient souvent, et qu'un nombre non négligeable des gazés reprenaient conscience alors que leurs bourreaux les enterraient.

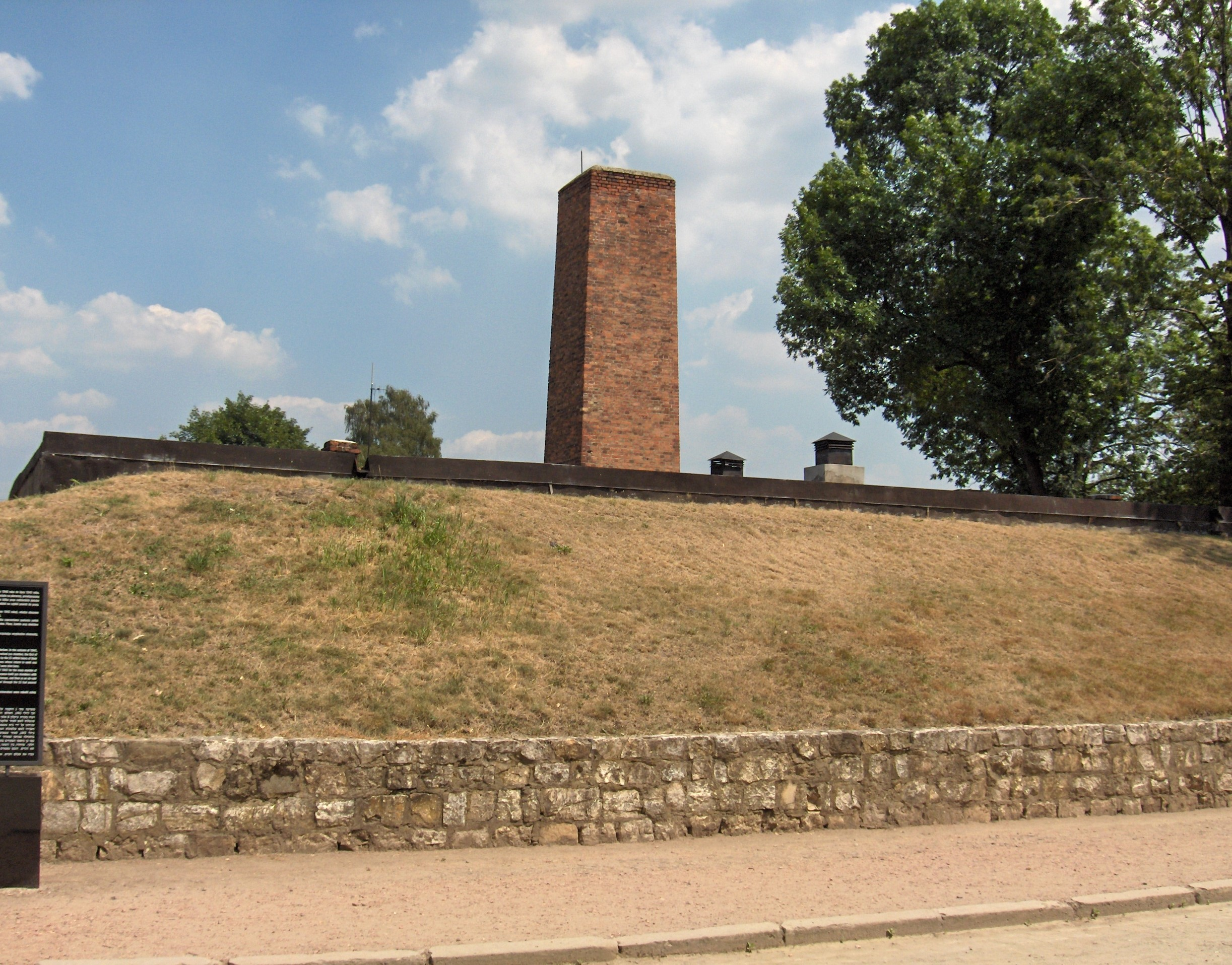
La première chambre à gaz (partiellement reconstituée) située à Auschwitz I.

C'est en observant les précautions importantes que nécessite l'emploi d'un pesticide utilisé pour nettoyer les baraquements que l'idée vient à l'assistant de Höss, Karl Fritzsch, d'employer le Zyklon B. Il l'utilise d'abord dans le block 11 sur des prisonniers soviétiques. Höss satisfait de la méthode de Fritzsch décide de la généraliser. Le Zyklon B était un pesticide, actif au simple contact de l'air ambiant, connu et utilisé couramment dans l'armée allemande. Le camp d'Auschwitz en possédait donc de grandes quantités en stock. Pour nettoyer un baraquement de la vermine qui l'infestait, il fallait en faire sortir tous les prisonniers, fermer hermétiquement toutes les ouvertures et répandre les cristaux de ce pesticide sur le sol. Après environ une demi-heure, un soldat pénétrait dans le baraquement, muni de gants et d'un masque à gaz, pour ouvrir et ventiler la pièce.
Testé en septembre 1941 sur des prisonniers de guerre soviétiques, le produit se révèle mortel même en très petite quantité. Les SS ajoutent des ventilateurs pour accélérer la propagation du gaz délétère au début du processus de gazage. Les corps des premières victimes tombées au sol recouvrant souvent les cristaux de Zyklon B (qui réagissent à l'air), ils décident de déverser le produit par des lucarnes percées près du plafond.
Les SS aménagent alors dans le camp souche un bâtiment comprenant une chambre à gaz et un four crématoire attenant équipé de quatre foyers. Cette installation fut mise en service en 1941 avant d'être transformée, après la mise en service d'Auschwitz II, en bunker de protection en cas d'attaque aérienne et en dépôt de munitions. C'est pour cette raison que le bâtiment n'a pas été détruit par les nazis. Le four crématoire actuellement visible y a été reconstruit après la guerre à partir du matériel original récupéré sur place.
Sur les ordres de Heinrich Himmler, le Block 24 fut transformé en bordel pour récompenser les détenus méritants,,.

### Auschwitz II

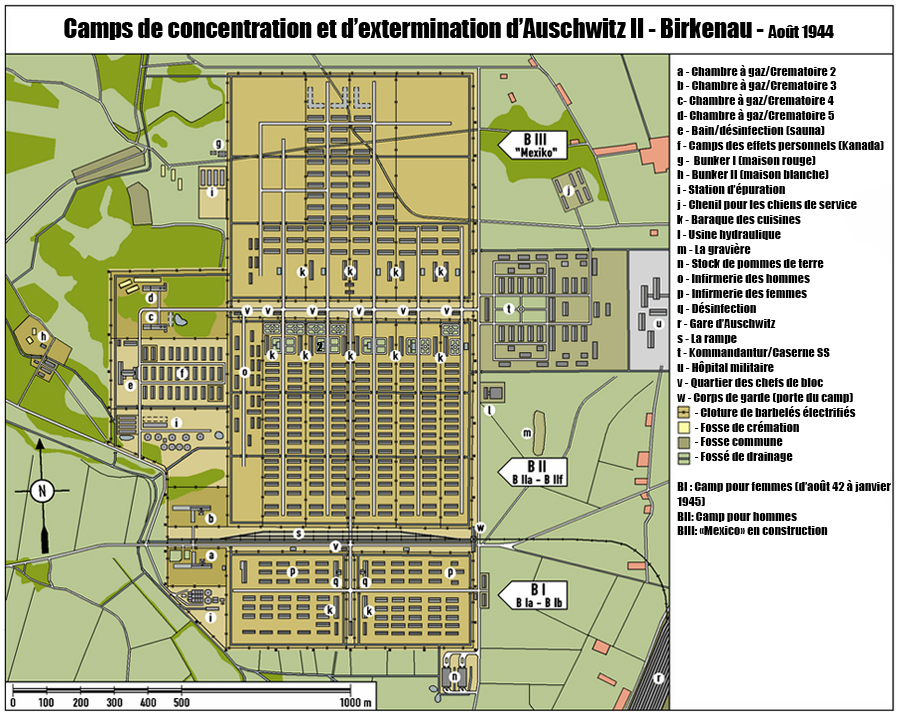
Auschwitz II Birkenau, août 1944.

En novembre 1943, le camp est fractionné en trois parties ; tandis qu'Auschwitz I devient le Stammlager en français : « le stalag », Birkenau devient Auschwitz II ; celui-ci comprend le centre de mise à mort ainsi qu'un gigantesque camp de travail forcé. C'est là qu’ont péri plus d'un million de personnes, principalement des Juifs et des Tziganes. À partir de 1943, sous l'autorité du Lagerkommandant (qui commande l'ensemble des camps du complexe), Auschwitz II a son propre commandant (un Lagerführer) : Friedrich Hartjenstein de 1943 à 1944, puis Joseph Kramer de mai à décembre 1944.
Le rôle principal de Birkenau, défini dès fin 1941, est d'appliquer la solution finale de la question juive, c’est-à-dire la mise à mort systématique et programmée des Juifs d'Europe, à l'échelle industrielle.
Birkenau est à environ trois kilomètres de la ville d'Auschwitz, dans des marécages, ; il se trouve près de l'emplacement du village de Brzezinka (Birkenau en allemand) détruit pour construire le camp.
D'une capacité théorique de 100 000 détenus, il s'étend sur 170 ha (720 m sur 2 340 m), fermés par 16 km de barbelés. Il comprend, dans sa configuration finale, trois parties ou Lager : le camp des femmes, le camp des hommes et une extension jamais terminée « Mexico » ; en tout, 300 baraques environ, tout usage confondu. Chacun des Lager est entouré de clôtures de barbelés électrifiés à haute tension. Certains détenus désireux de se suicider se jetaient sur ces fils de fer.

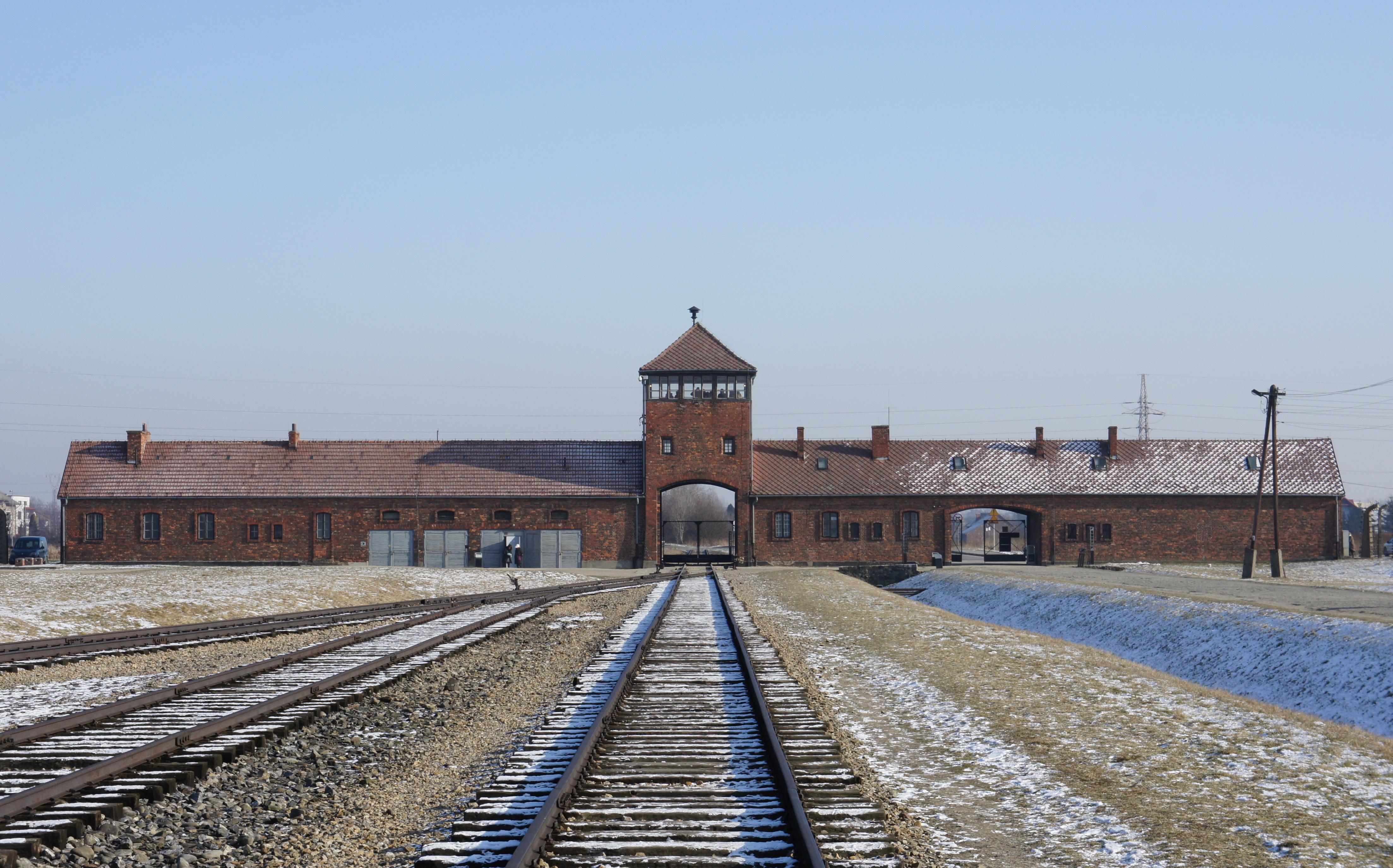
Sortie (faisant aussi office d’entrée) de Birkenau (Auschwitz II), vue depuis l'intérieur du camp (en janvier 2012).

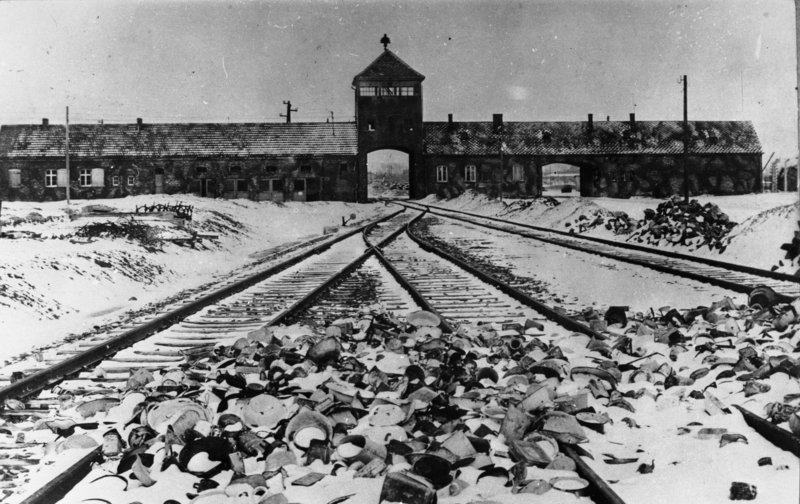
La même sortie le 27 janvier 1945.

Dans un premier temps, Himmler avait pensé Birkenau comme une extension d'Auschwitz destinée à accueillir des prisonniers de guerre soviétiques dans le cadre de l'invasion de l'Union soviétique. Ce sont d'ailleurs ces prisonniers soviétiques qui commencent à construire les baraquements en brique qui deviennent plus tard le camp des femmes.
Puis les nazis y font construire quatre unités de mise à mort, les chambres à gaz et crématoires : les K II, K III, K IV et K V — le K I étant l'ensemble chambre à gaz-crématorium d'Auschwitz I. La construction débute en 1942. Deux anciennes fermes situées à proximité du camp et transformées en chambres à gaz, nommées la maison rouge et la maison blanche (Bunker I et II), servent aussi aux assassinats, notamment d'une grande partie des Juifs déportés de France, partis principalement de la gare du Bourget (1942-1943) et la gare de Bobigny (1943-1944).
Les crématoires (KII à KV) sont construits sous la direction de l'organisation SS des constructions (Bauleitung(de)), dépendant du SS-Wirtschafts-Verwaltungshauptamt (Office central administratif et économique de la SS, ou SS-WVHA). La fabrication des installations de mise à mort et des crématoires est confiée à diverses entreprises, dont la Topf und Söhne d'Erfurt, fabricant de systèmes de chauffage et de fours crématoires. De nombreuses difficultés surgissent, du fait de l'absolue nouveauté et de l'ampleur du projet. Ces difficultés conduisent à des conflits entre le WVHA et les entreprises, et à l'abandon de certaines installations.

Le parcours des déportés vers la chambre à gaz.

Les détenus arrivent de toute l'Europe en train, souvent après plusieurs journées passées dans des wagons à bestiaux. Certains sont déjà morts à leur arrivée : de soif, de faim, de maladie ou encore d'asphyxie.
Pendant la plus grande partie de l'existence du camp, les déportés doivent descendre des wagons au niveau de l'ancienne gare de marchandises d'Auschwitz, sur la Judenrampe, et marcher environ un kilomètre jusqu'à Birkenau. La voie ferrée sera prolongée plus tard, terminant son trajet à l'intérieur de Birkenau (Auschwitz II), au plus près des dispositifs de gazage, au printemps 1944 (juste avant l'arrivée des Hongrois). La classique photographie où l'on voit des rails franchissant un des deux porches au centre du bâtiment principal, est prise depuis l’intérieur du camp. Ce porche, clos par un lourd portail, fut d'abord employé pour l'accès sévèrement contrôlé au camp des véhicules automoteurs, des piétons autorisés et surtout des déportés. Il fut ensuite modifié pour permettre la pose des rails d'une voie unique raccordée à la gare de marchandises. Passé ce porche, par un système d'aiguillage cette voie se divisait en trois, triplant alors les « capacités d'accueil » du terminal ferroviaire. Un autre porche, moins haut, fut percé plus au sud pour rétablir un passage autre que ferroviaire et notamment celui des déportés « travaillant » à l'extérieur de l'enceinte de Birkenau. L'image de ce camp, telle que souvent présentée aujourd'hui, correspond donc à la configuration ultime du bâtiment principal, surmonté en son centre de la vigie où se tenait le commandement de la garde SS. Les clichés sont pris depuis l'intérieur (côté ouest) car une vue d'ensemble de la façade principale (côté est) exige un recul, une prise de distance, plus difficile. De plus, depuis l'intérieur, on voit « mieux » les rails, plus nombreux qu'à l'extérieur…

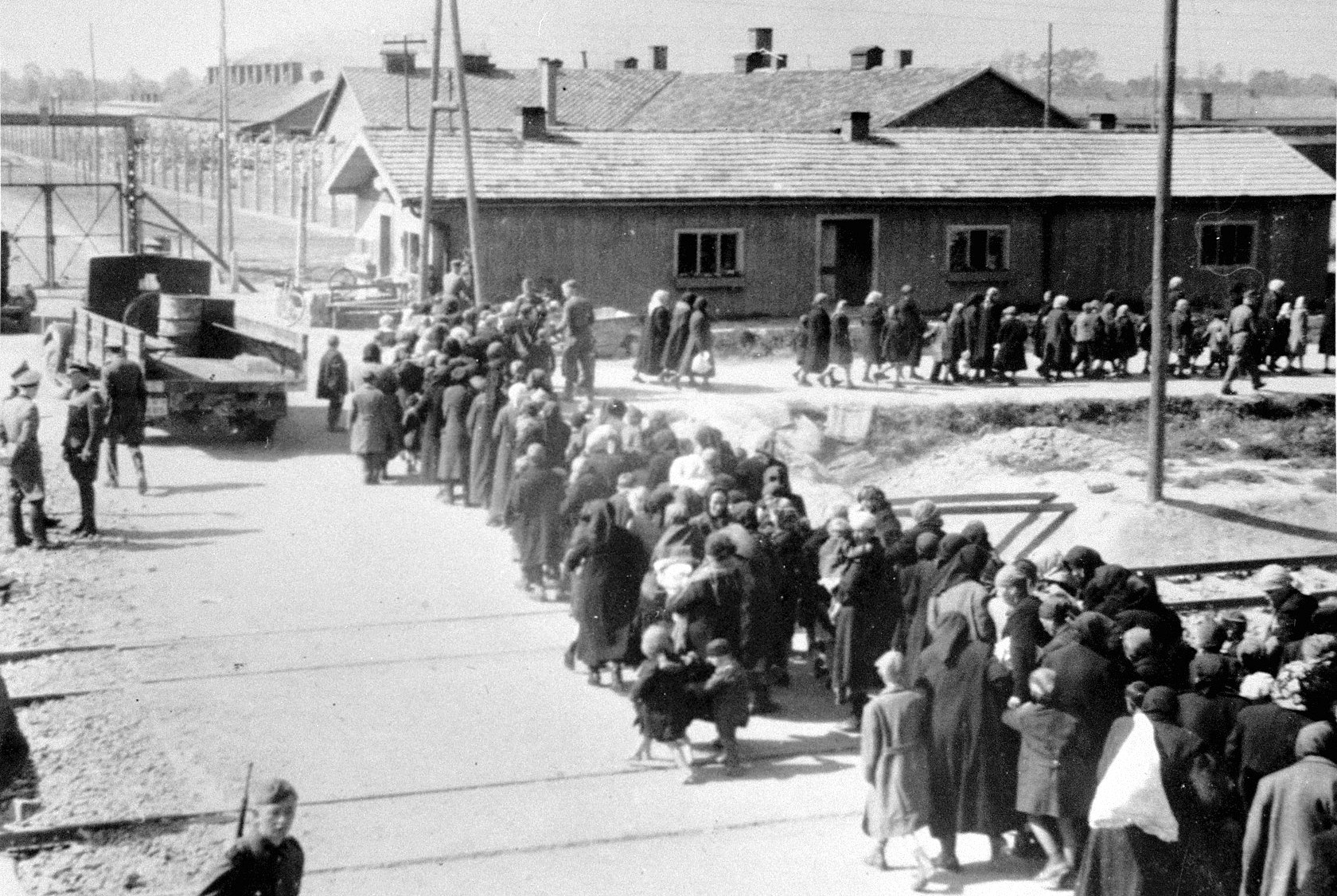
La Selektion de déportés juifs dirigés vers la chambre à gaz d'Auschwitz-Birkenau, 27 mai 1944.

À peine sortis du train, les prisonniers subissent la Selektion. D'un côté, on fait ranger les faibles, les personnes âgées, les malades, les femmes enceintes, les enfants pour les conduire vers ce qu'on leur laisse croire être des installations sanitaires, des douches, mais en fait des chambres à gaz. D'un autre côté, on parque les adultes (en théorie à partir de 15 ans) jugés les plus valides par les SS et destinés a priori au travail forcé. Souvent, le docteur Josef Mengele ou ses assistants opèrent en complément une sélection parmi les nouveaux venus pour conduire des « expériences médicales ».
Dans tous les cas, les détenus sont contraints de se dévêtir totalement. Les cadavres de ceux qui ont été gazés sont tondus, dépouillés de leurs bijoux ou dents en or, puis chargés dans un monte-charge menant aux fours crématoires. Ceux qui se retrouvent « parmi les plus forts », sont également tondus, tatoués à l'avant-bras gauche, « désinfectés » puis envoyés en quarantaine dans des baraquements un peu à l'écart des installations principales. Tous les biens (vêtements, lunettes, jouets, etc.) récupérés sur les morts ou volés aux survivants sont triés par des équipes d'anciens déportés spécialisés dans cette tâche et stockés dans des entrepôts appelés Kanada dans le jargon du camp. Les objets personnels de valeur font l'objet d'une comptabilité précise établie par l'administration du camp sous les ordres de Karl Möckel et sont ensuite envoyés en Allemagne, au rythme d’une fois par trimestre.
Après leur quarantaine et une sévère désinfection, les survivants au premier tri sont répartis en groupes de travail, appelés Kommandos, et employés comme main-d'œuvre esclave dans les usines dépendant du camp, mais aussi dans des fermes ou à l'intérieur du camp.

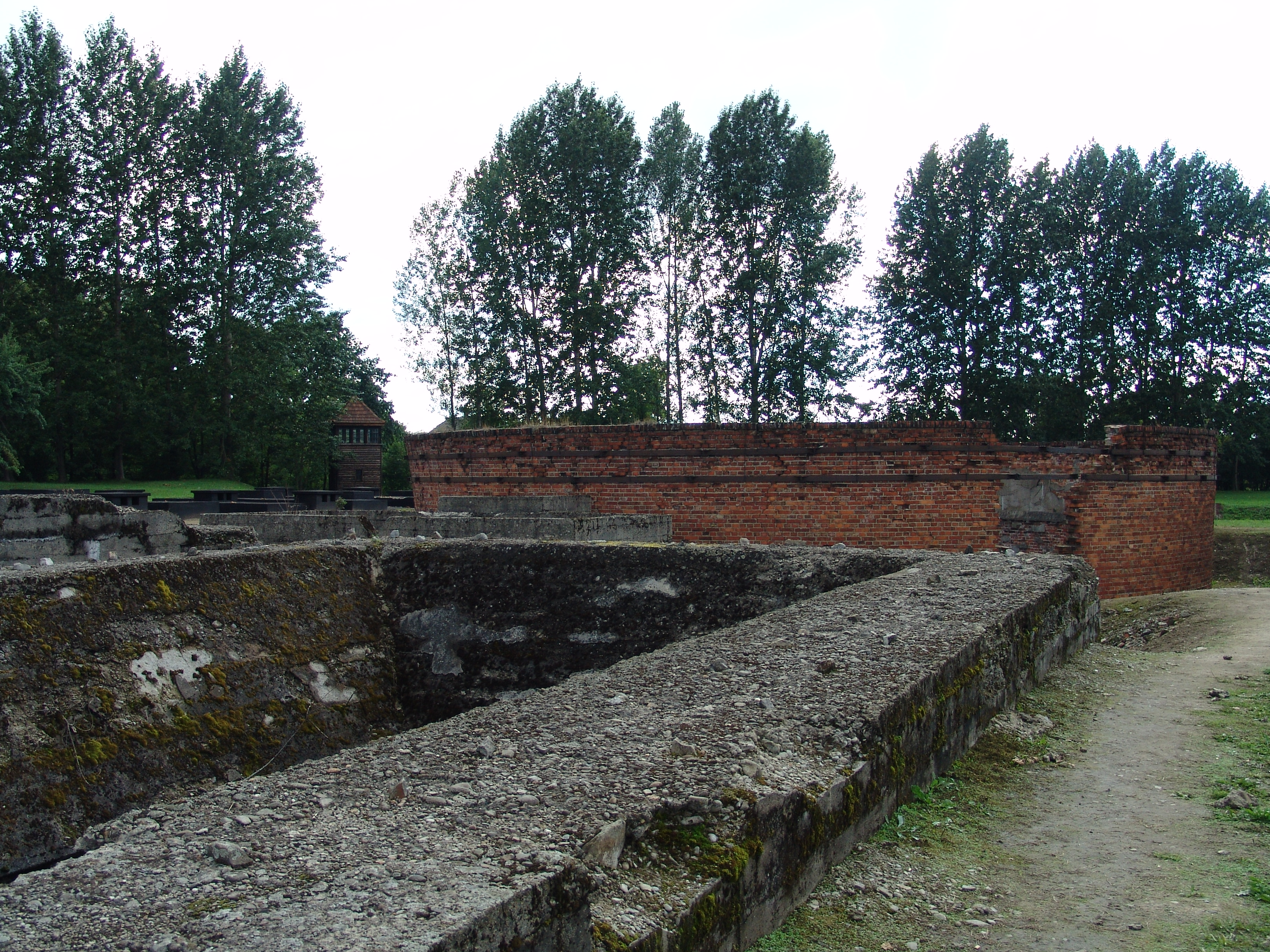
Les ruines d'une installation de traitement des eaux usées.

Les chambres à gaz des crématoires II et III ont chacune une surface de 210 mètres carrés, celles des chambres à gaz des crématoires IV et V chacune une surface cumulée de 237 mètres carrés, leur permettant de recevoir jusqu'à plusieurs milliers de personnes. Une salle, dotée d'une installation sanitaire factice, laisse entrevoir une trappe sur le toit d'où le zyklon B est jeté par des gardes. On examine ensuite soigneusement les cadavres pour récupérer leurs éventuelles bagues ou dents en or avant de les brûler aussi vite que possible dans les fours crématoires contigus. C'est la mission du Sonderkommando choisi parmi les prisonniers. Vers la fin de la guerre, alors que les crématoires tournent à plein régime, les nazis tuent plus de victimes que les fours ne peuvent en accepter et doivent brûler les corps dans des fosses de crémation creusées à proximité. Les cendres sont transportées par camion jusqu'à la Vistule toute proche, où elles sont dispersées dans le fleuve.

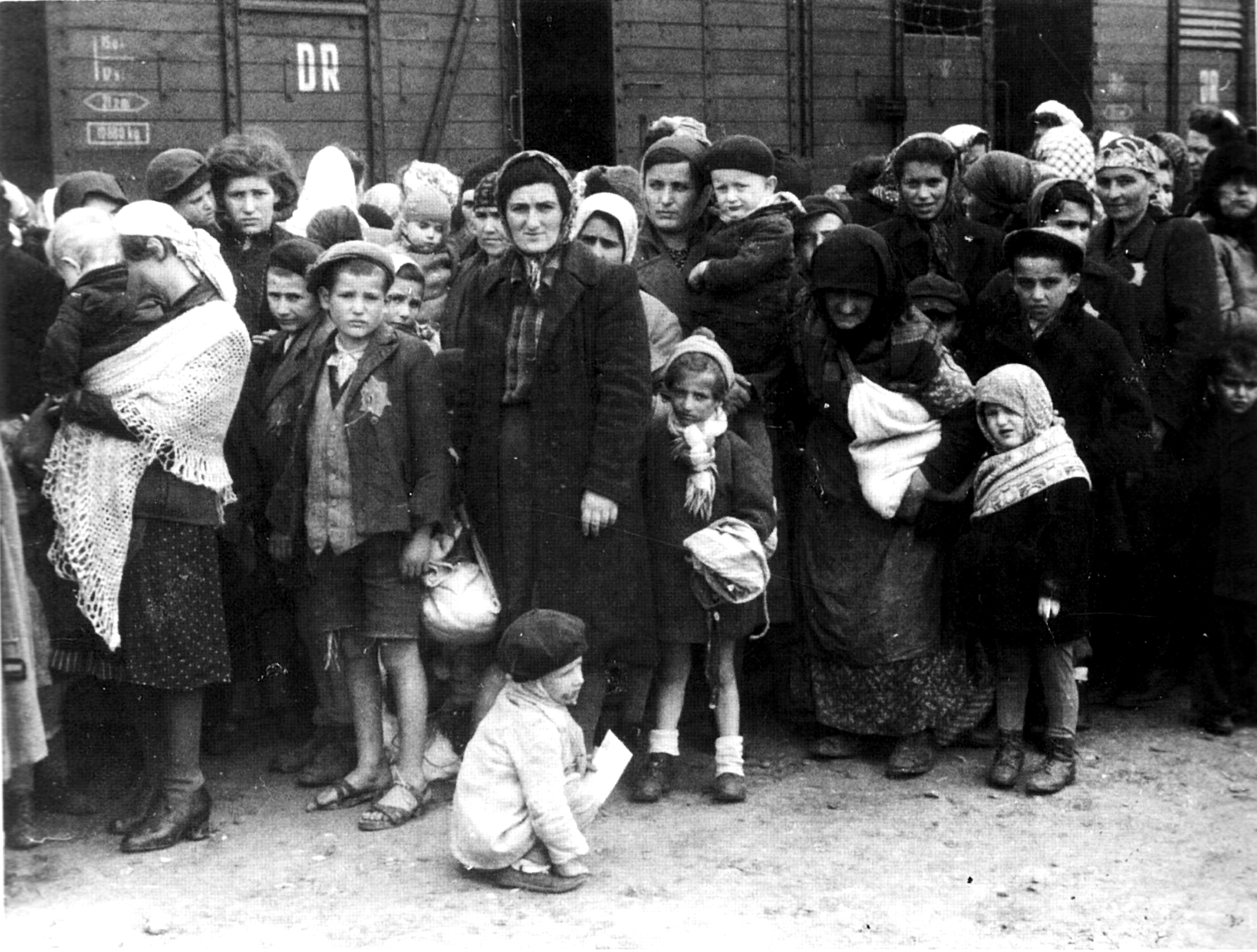
Sélection de femmes et enfants juifs hongrois à la descente du train, Auschwitz-Birkenau, mai 1944.

À partir du 15 mai 1944, 440 000 Juifs hongrois sont déportés à Auschwitz-Birkenau après que la Wehrmacht a pris le contrôle de la Hongrie en mars. Parmi eux, 250 000 sont assassinés, les autres envoyés dans des camps de travail.
Le 7 octobre 1944, des membres du Sonderkommando, 250 prisonniers responsables de la manipulation des cadavres après gazage, organisent un soulèvement. Ils se sont procuré des explosifs subtilisés par un Kommando de jeunes femmes juives travaillant dans les usines d'armement de l’Union Werke. Ils réussissent à détruire partiellement le crématoire IV. Après l'explosion, ils coupent les barbelés électrifiés à l'aide de pinces d'électricien, et s'échappent dans la forêt. La plupart sont rapidement rattrapés et liquidés : peu y ont survécu.

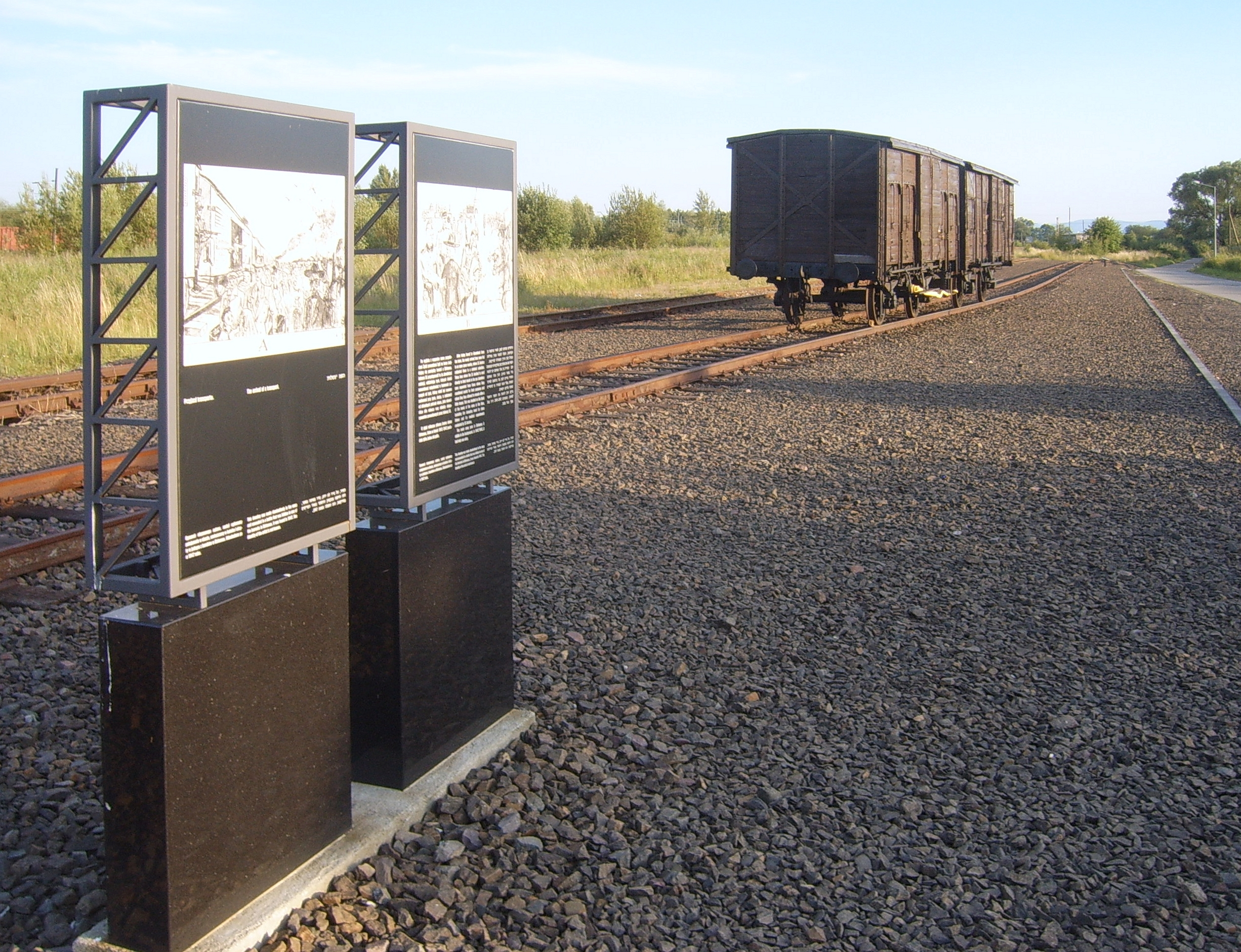
La Judenrampe, où les prisonniers étaient débarqués jusqu'au 15 mai 1944.

#### Le camp des familles
Le camp des familles était un camp à l'intérieur d'Auschwitz II (Birkenau), créé en 1943. Il regroupait des familles, principalement d'origine tchécoslovaque. Ce camp devait servir de justification face à l'opinion internationale ; néanmoins, une partie de ses membres a subi les expériences du docteur Mengele.

### Auschwitz III
Le gouvernement nazi travaillait avec les industriels allemands (fonderie, industrie chimique, armement…). Décidée au début de l'année 1941, la construction de l'usine IG Farben de caoutchouc synthétique (Buna) à Monowitz, qui resta inachevée, fit appel de manière croissante à la main d'œuvre concentrationnaire. La sous-alimentation, les conditions de travail inhumaines et le renvoi des inaptes à la chambre à gaz, dont a témoigné notamment Primo Levi, y ont fait entre 25 000 et 35 000 victimes (23 000 décès relevés sur 35 000 détenus employés pour la période 1943-1944).

### Camps annexes
Les camps annexes étaient désignés sous les vocables d'Aussenlager (camp extérieur), de Nebenlager (sous-camp) ou d'Arbeitslager (camp de travail). Outre IG Farben, de nombreuses autres industries allemandes comme Krupp et Siemens construisaient des usines dotées de camps annexes. Autour du camp-souche d'Auschwitz gravitaient ainsi 45 camps satellites dont 28 servaient l'industrie de l'armement. La population de ces camps allait de quelques douzaines à plusieurs milliers. Des camps furent construits à Blechhammer, Fürstengrube, Jawischowitz (de), Jaworzno, Lagisze, Mysłowice, Trzebinia, et d'autres centres plus distants comme le protectorat de Bohême-Moravie,,. Les déportés étaient employés dans différents secteurs d'activités. Ils se voyaient ainsi confier des travaux dans les mines, ceux relatifs à l'armement, dans les fonderies ou d'autres industries métallurgiques, dans les industries chimiques ainsi que des travaux forestiers ou liés à l'agriculture.

### Chaîne de commandement du camp

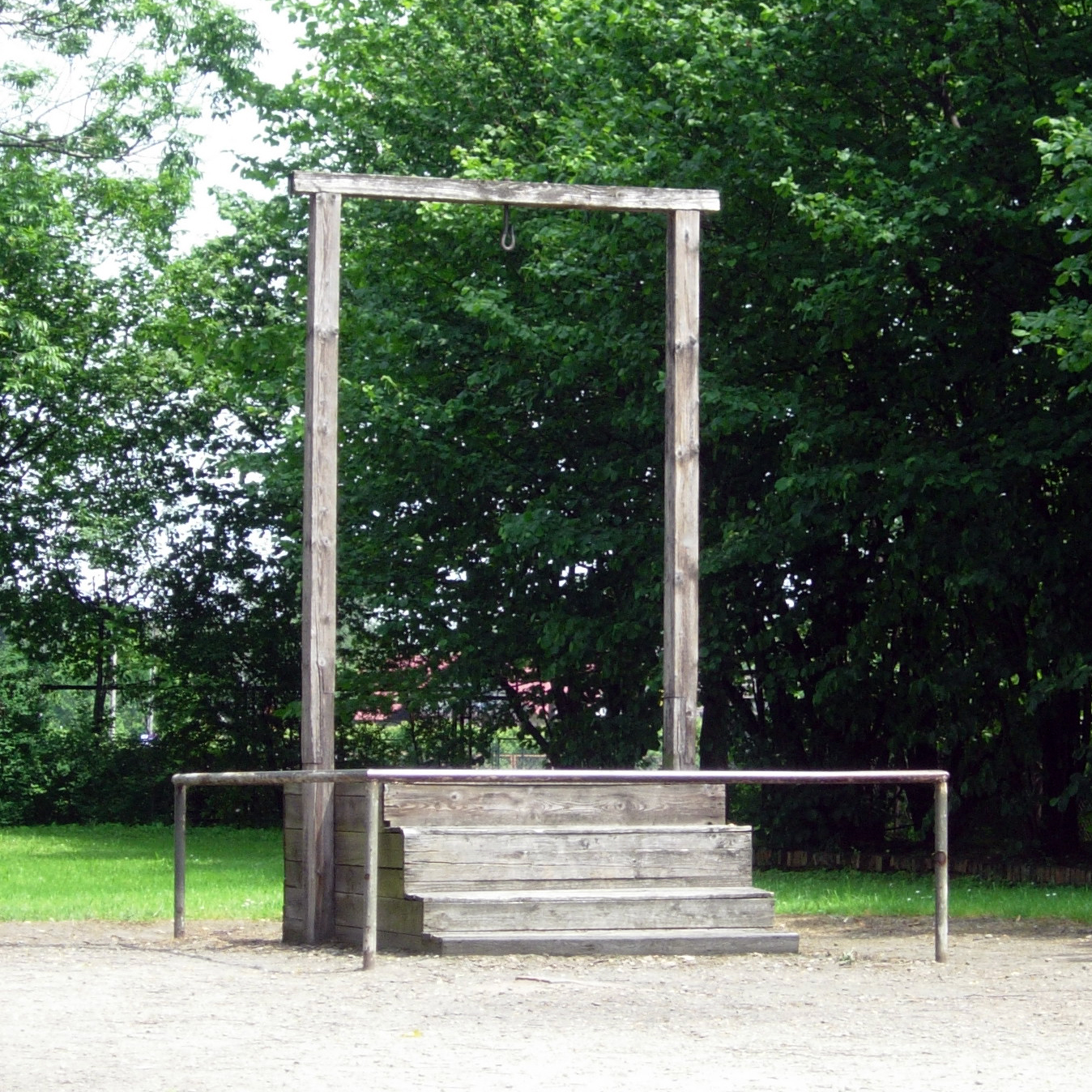
Auschwitz I, potence où Rudolf Höß fut pendu en 1947.

#### Commandement suprême
- Reichsführer-SS Heinrich Himmler (commandant en chef de la SS)
- SS-Obergruppenführer Oswald Pohl (commandant, Office central SS pour l'économie et l'administration (SS-Wirtschafts-Verwaltungshauptamt)
- SS-Gruppenführer Richard Glücks (Inspection des camps de concentration)

#### Commandants du Camp
- SS-Obersturmbannführer Rudolf Höss (4 mai 1940 – 10 novembre 1943)
- SS-Obersturmbannführer Arthur Liebehenschel (11 novembre 1943 – 8 mai 1944)
- SS-Sturmbannführer Richard Baer (11 mai 1944 – janvier 1945)

## La vie dans le camp

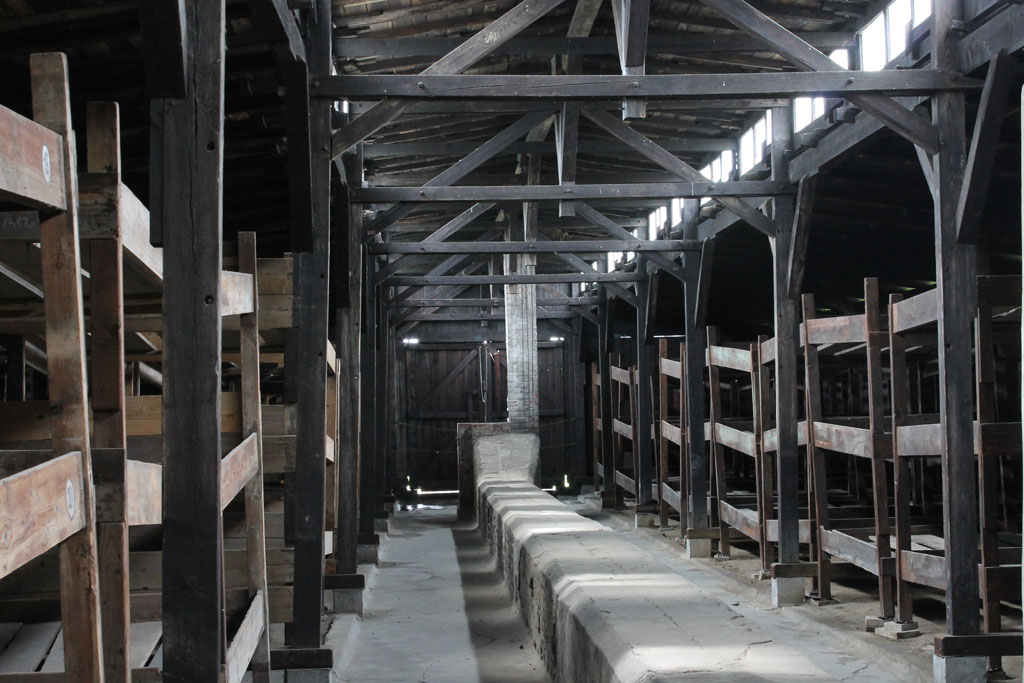
Intérieur des baraquements.

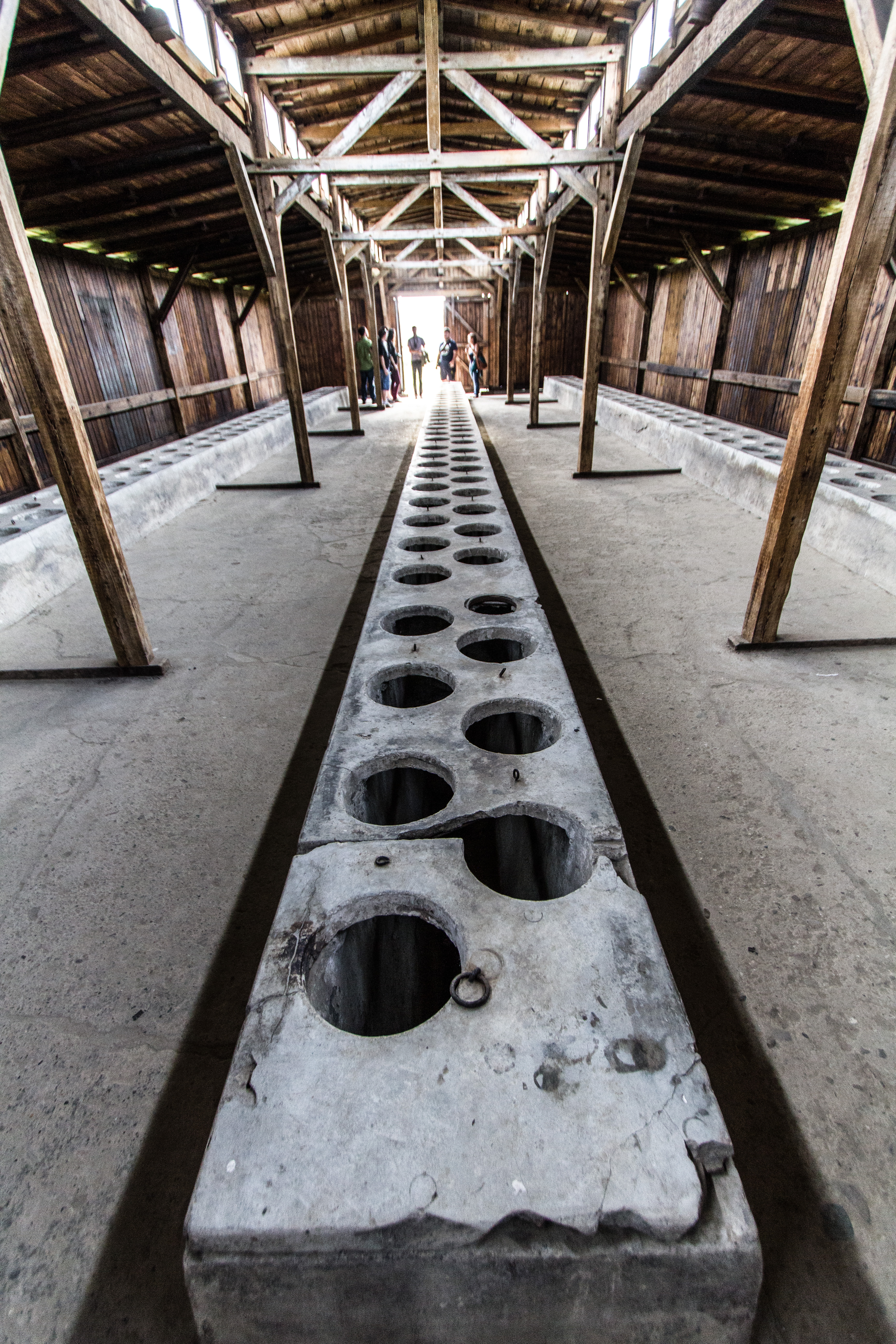
Latrines à Auschwitz-Birkenau (photo prise en 2014).

### Les journées
Les prisonniers commençaient la journée à 4 h 30 du matin (une heure plus tard en hiver) avec l'appel. Le docteur Miklós Nyiszli décrit l'appel comme débutant à 3 heures du matin et durant 4 heures. À ce moment de la journée, même en été, il fait froid. Les prisonniers étaient en rangs à l'extérieur des baraquements et restaient là jusqu'à 7 heures, horaires à laquelle les officiers SS arrivaient. Pendant ce temps, les gardes pouvaient leur infliger des punitions, pour un bouton manquant, une gamelle mal nettoyée. Ils pouvaient ainsi être contraints à rester une heure en position accroupie, les mains sur la tête ou recevoir des coups. Les détenus étaient comptés et recomptés. Miklós Nyiszli décrit comment la mort s'invitait également à l'appel du matin, rôdant parmi les détenus se supportant l'un l'autre, jusqu'à ce que l'épreuve soit finie. Lorsqu'il était prisonnier en 1944-1945, de cinq à dix prisonniers étaient retrouvés morts après chaque nuit dans son baraquement. Les prisonniers relevant du service de Josef Mengele étaient quant à eux réveillés à 7 heures, l'appel pour eux, ne durait que quelques minutes.

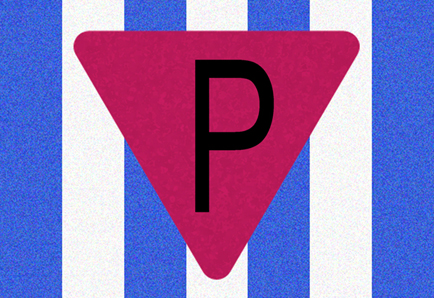
Winkel d'un prisonnier politique polonais.

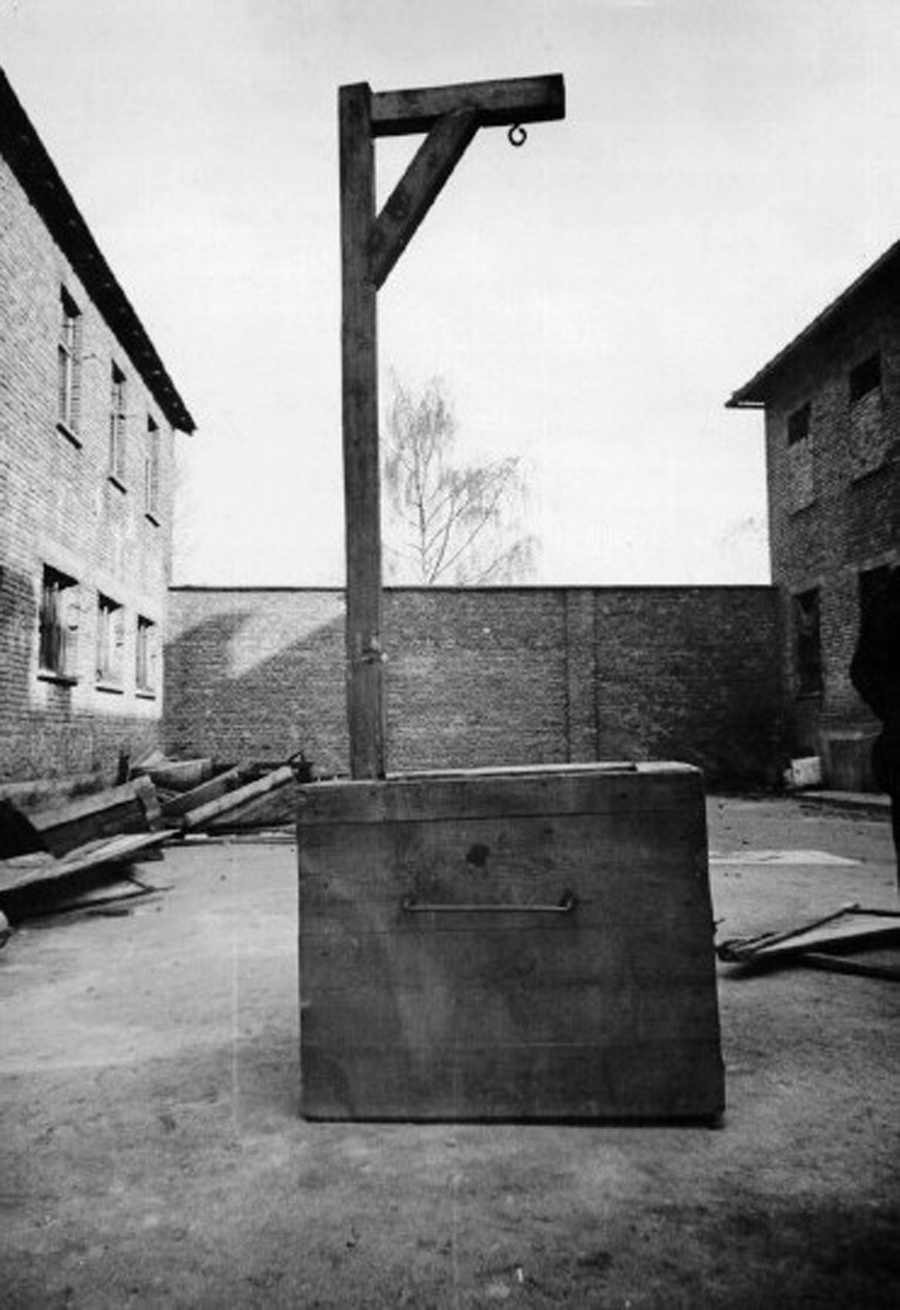
Potence mobile utilisée dans les blocks.

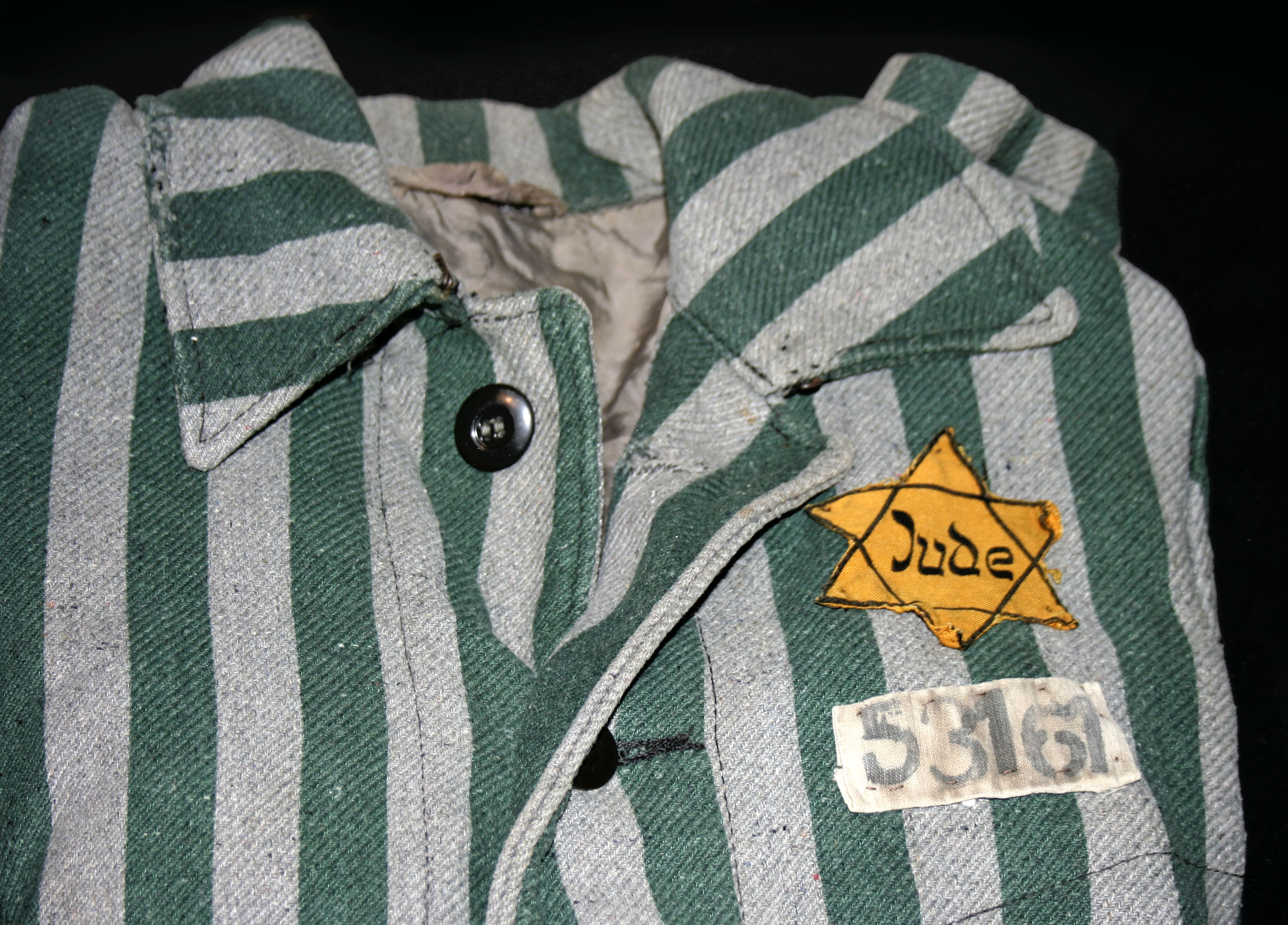
Vêtement de prisonnier juif à Auschwitz.

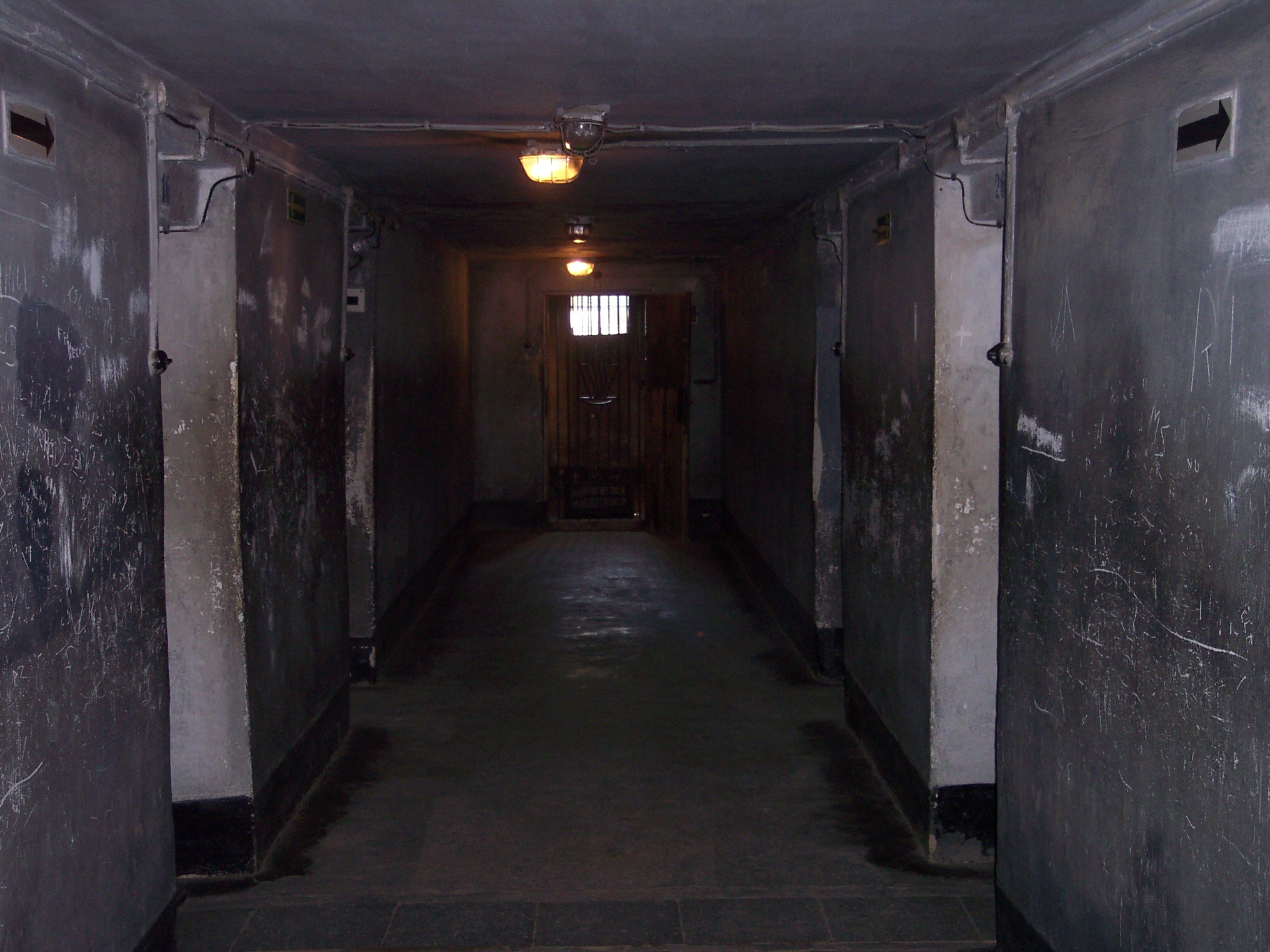
Le Block 11, le block de la mort.

Après l'appel, les Kommandos se mettaient en marche vers leur lieu de travail, par groupes de cinq, portant leur tenue de camp rayée, sans sous-vêtement, portant des sabots de bois mal adaptés à leurs pieds et sans chaussette. Un orchestre de prisonniers (comme l'Orchestre des femmes d'Auschwitz au camp pour femmes d'Auschwitz II-Birkenau) était obligé de jouer des airs entraînants pour accompagner le départ des prisonniers vers leur lieu de corvée. Les Kapos avaient la responsabilité des autres prisonniers tout comme l'escorte SS qui les accompagnait. La journée de travail durait douze heures en été et un peu moins en hiver. La plupart des tâches étaient relatives à la construction du camp, aux travaux dans les gravières ou dans les dépôts de bois. Aucune pause n'était accordée. Un prisonnier était même assigné aux latrines pour mesurer le temps que les détenus prenaient pour se vider la vessie et les intestins,. Le dimanche n'était pas un jour de travail, mais les prisonniers ne se reposaient pas pour autant. Ils devaient nettoyer les baraquements et prendre leur douche hebdomadaire. Les prisonniers pouvaient écrire, uniquement en allemand, à leur famille, ceux qui ne maîtrisaient pas l'allemand devaient se faire aider pour rédiger leur courrier. Les membres de la SS censuraient le courrier sortant.
Un second appel était effectué le soir. Lorsqu'un prisonnier manquait à l'appel, les autres devaient rester en place jusqu'à ce que la cause de cette absence soit identifiée, ceci, indépendamment des conditions climatiques et même si cela devait durer des heures. Des punitions, collectives ou individuelles, étaient infligées sur la base de ce qui s'était produit durant la journée. Les prisonniers recevaient alors leur ration d'eau et de pain et regagnaient leur baraquement. Le couvre-feu intervenait deux ou trois heures plus tard. Les prisonniers dormaient sur des banquettes de bois, sur leurs vêtements et chaussures pour éviter qu'ils ne soient volés.

### Baraquements
De huit cents à mille détenus étaient entassés dans les lits de bois superposés de chaque baraquement. Incapables de s'allonger complètement, ils dormaient en long ou en travers, avec les pieds de l'un sur la tête de l'autre, le cou ou la poitrine. Dépouillés de toute dignité humaine, ils se frappaient, se mordaient, se donnaient des coups de pied afin de grappiller quelques centimètres d'espace supplémentaire pour dormir un peu plus confortablement, ce qui rendait leurs nuits fort courtes.
Afin de gagner en capacité et d'évacuer les sanies libérées par les détenus, les châlits étaient légèrement inclinés. De plus, les châlits supérieurs (théoriquement plus propres) étaient pris d'assaut par les plus costauds, plus « valides » que ceux qui se voyaient contraints de se contenter des banquettes inférieures où en raison de la dysenterie fréquente se déversaient tout au long de la nuit les déjections venues des étages supérieurs.
L'hiver, une installation de chauffage sommaire parvenait à maintenir une température limitant le nombre de décès par hypothermie. Chaque baraquement était équipé de deux cheminées en briques. Placées à chacune des extrémités du bâtiment leurs foyers étaient reliés par un large conduit bâti à même le sol, dans l'axe du baraquement. Ce système de chauffage demeure l'un des vestiges d'origine encore visibles. Les constructions en bois (à droite de l'entrée du camp) sont des reconstitutions récentes, les matériaux d'origine ayant été dévastés soit à l'évacuation du camp, soit - après la libération - par les populations locales à la recherche de combustible.
En plus de l'entrée monumentale d'Auschwitz-Birkenau, il subsiste quelques bâtiments « en dur » comme le bureau où, entre deux arrivages de convois de déportés, se tenaient Mengele et ses assistants, quelques bâtisses qui abritaient les cuisines ou divers magasins servant à la vie du camp.

### Les Winkels
Les différents types de prisonniers se reconnaissaient à des pièces de tissu de couleur triangulaires cousues sur leurs vêtements sous leur numéro de matricule appelées winkel. Les prisonniers politiques portaient un triangle rouge ; les témoins de Jéhovah, violet ; les criminels, vert ; les Juifs portaient l'étoile jaune. Les tsiganes portaient le brun ou le noir. La nationalité était représentée par une lettre sur le winkel. Les détenus pouvaient avoir plusieurs winkel s'ils entraient dans plusieurs catégories. À Auschwitz, et uniquement là, les prisonniers étaient tatoués sur leur avant-bras de leur numéro de matricule, les prisonniers de guerre russes étaient tatoués sur la poitrine,. Dans le cas des juifs un triangle était quelquefois tatoué sous le numéro,.

### Nourriture
Le matin, les prisonniers recevaient une boisson chaude mais pas de nourriture. Le midi, ils recevaient une soupe claire sans viande et le soir, un quignon de pain rassis. La plupart des prisonniers gardaient un peu de pain pour le lendemain matin. La ration journalière ne dépassait pas 700 calories, à l'exception des détenus soumis aux expérimentations médicales qui étaient mieux nourris et mieux vêtus. Les conditions sanitaires étaient déplorables et l'eau potable manquait. À Auschwitz II - Birkenau, il n'y avait pas de latrines avant 1943, deux ans après que la construction du camp n'eut démarré. Le camp était infesté par la vermine comme les poux qui étaient vecteurs de maladies et les prisonniers mouraient en masse d'épidémie de typhus ou d'autres maladies. Le noma, une infection bactérienne liée à la malnutrition, était une cause de mortalité infantile importante dans le camp des Roms.

### Prisons
Le Block 11 à Auschwitz était la prison dans la prison. C'était là que ceux qui avaient enfreint l'une des nombreuses règles du camp étaient punis. Ceux-ci pouvaient connaitre la cellule-debout qui contenait quatre hommes sur un espace d'un mètre carré et demi. Ils ne pouvaient que se tenir debout, et le lendemain, ils étaient contraints de faire leur journée de travail. Les prisonniers condamnés à mort pour évasion pouvaient être laissés en cellule, sans nourriture et sans eau jusqu'à ce que mort s'ensuive. Parfois, pour frapper les esprits, ils étaient pendus à proximité de leur baraquement sur des potences mobiles, comme ce fut le cas pour Mala Zimetbaum et Edek Galinski. Au sous-sol, se trouvaient les cellules-sombres qui ne comportaient qu'une toute petite fenêtre et une porte robuste. Les prisonniers détenus dans ces cellules suffoquaient fréquemment pour avoir brûlé tout l'oxygène de la cellule quand les SS n'allumaient pas une bougie pour accélérer le processus. Certains furent pendus par les bras, les mains entravées dans le dos pendant des heures et même des jours, jusqu'à ce que les articulations des épaules soient complètement disloquées.

## Résistance et évasions

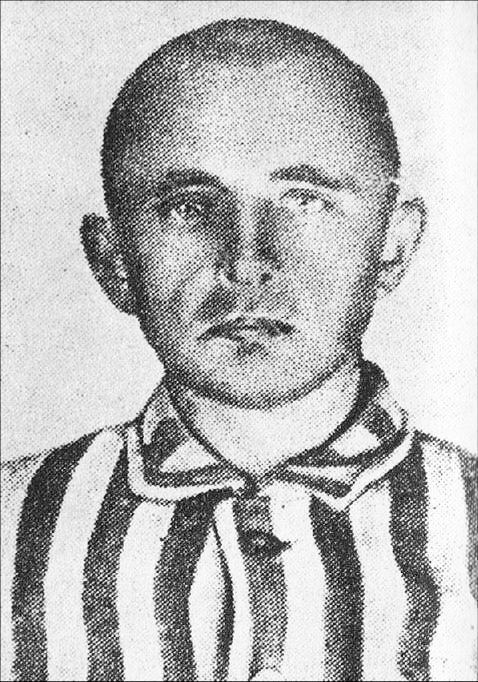
Stanisław Dubois, du Parti socialiste polonais.

L'organisation du mouvement de résistance clandestin à Auschwitz débute mi-1940, peu après que le camp est devenu opérationnel, en mai 1940,.
En septembre 1940, Witold Pilecki arrive au camp. Pilecki, se faisant appeler Tomasz Serafiński (matricule 4859). Il s'est laissé capturer par les Allemands durant une łapanka (rafle dans les rues) dans l'unique but de se faire déporter à Auschwitz afin d'y récolter des informations de première main sur ce tout récent camp de concentration et pour y organiser la résistance,. Sous la direction de Pilecki, la Związek Organizacji Wojskowej (Union des organisations militaires (ZOW)) est constituée. Initialement, ce mouvement est composé de prisonniers politiques et de prisonniers de guerre polonais issus d'anciens éléments de l'armée et de la résistance polonaises. En février 1942, le colonel Kazimierz Rawicz (pl), sous le pseudonyme de Jan Hilkner, organise une cellule de l'Union de combat armé (ZWZ).
Approximativement à la même époque, des activistes du Parti socialiste polonais (PPS), comme Stanisław Dubois, commencent à former leur propre organisation (Dubois fut exécuté par les Allemands en 1942). Parallèlement, des détenus associés avant-guerre à la droite polonaise, comme Jan Mosdorf (pl) et Roman Rybarski (pl), forment également leur groupe. À mesure que le nombre de détenus et la taille du camp augmentent, des efforts sont accomplis pour tenter d'unifier ces différents mouvements au sein d'Auschwitz. Ceci est atteint en 1942 lorsque le ZWZ et les autres groupes fusionnent sous le vocable de Armia Krajowa polonaise (Armée de l'intérieur). Quand le premier commandant du groupe unifié, Rawicz, est transféré au Camp de concentration de Mauthausen en 1942, Juliusz Gilewicz le remplace à la tête du mouvement jusqu'à sa disparition lors d'une exécution de masse en octobre 1943.

### Résistance internationale

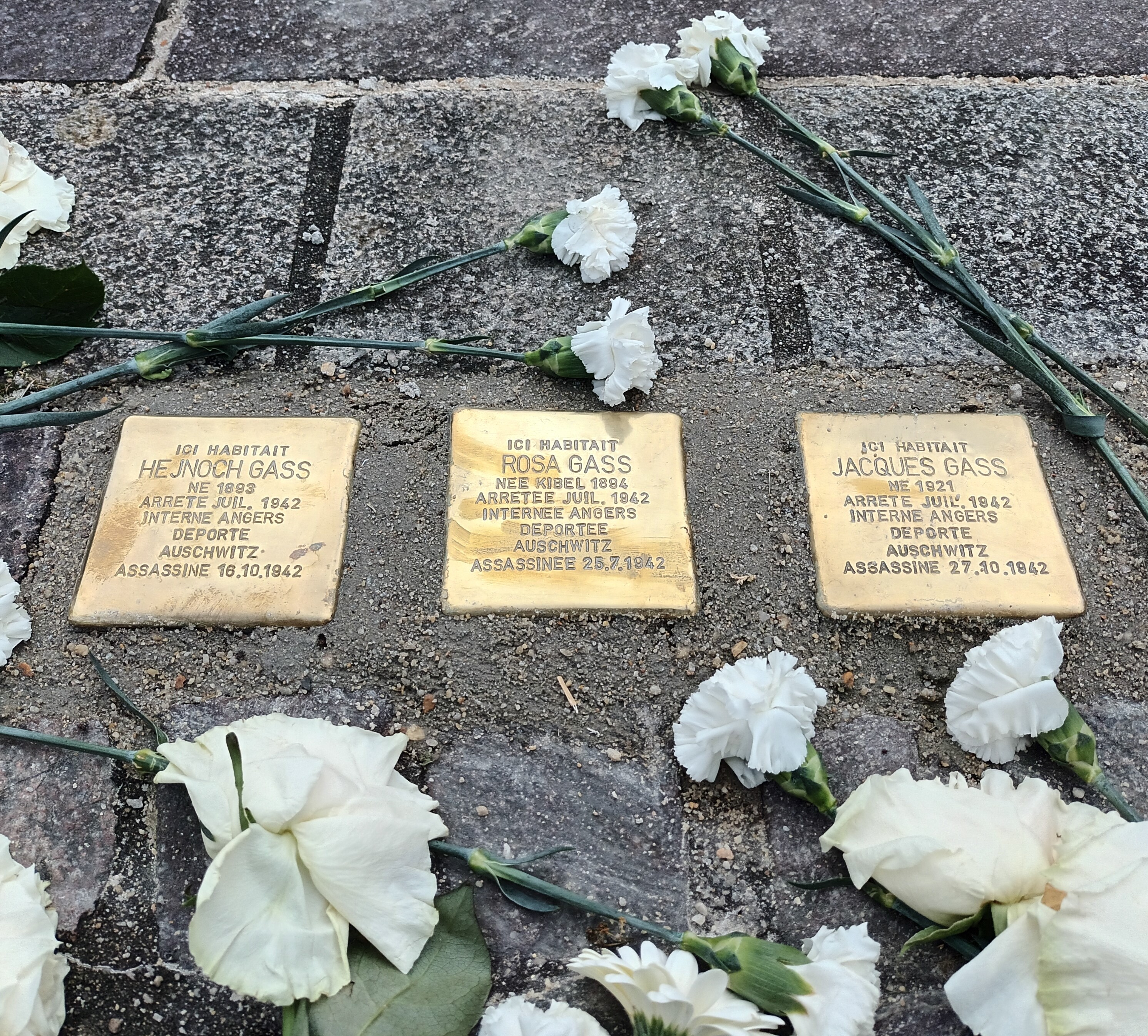
Une famille venue de Changé en France en 1942.

Fin 1942, alors que le camp héberge désormais des déportés venus de l'Europe entière, d'autres foyers de résistance voient le jour selon des clivages nationaux ou ethniques. En plus du groupe constitué par les Juifs, on trouve des groupes tchèques, slovaques, russes, yougoslaves, français, autrichiens et même allemands. Une organisation internationale est constituée en 1943 : le Kampfgruppe Auschwitz (Groupe de combat d'Auschwitz), dont les dirigeants sont les Autrichiens Ernst Burger et Hermann Langbein, ainsi que les Polonais Józef Cyrankiewicz et Tadeusz Hołuj. En 1944, l'Armée de l'intérieur et le Kampfgruppe parviennent à mettre sur pied le Conseil militaire supérieur d'Auschwitz, organe de coordination de la résistance.
Les objectifs principaux de la résistance à Auschwitz associent l'aide apportée aux prisonniers pour survivre (y compris la contrebande de médicaments facilitée par des Polonais vivant à l'extérieur du camp), la collecte d'informations sur les atrocités, l'organisation d'évasions et la préparation d'une éventuelle insurrection du camp. Cette dernière ne vit jamais le jour bien que plusieurs révoltes fussent menées. La plus connue d'entre elles concerne le soulèvement des sonderkommandos d'Auschwitz II - Birkenau le 7 octobre 1944. Elle a pour origine une « information » qui circule à propos d'une prochaine sélection visant à liquider les membres des Kommandos 59 et 69 travaillant dans les crématoires IV et V. Les installations du crématoire IV sont alors incendiées. Une partie de Sonderkommandos parvient à atteindre la forêt voisine malgré le peu de ressources et d'armes en leur possession… Les Allemands qui se lancent à la poursuite des fugitifs en tuent plusieurs centaines. Le crématoire IV est détruit.
Le 16 mai 1944, au zigeunelager, le camp des Tziganes, certains roms apprennent que leurs exécutions seraient actées pour le lendemain. À cette annonce, alors détenus, plus de 600 Tziganes se sont mobilisés et révoltés en se barricadant et en fabriquant des armes de fortune contre les gardes du camp. Leur résistance fut si vigoureuse, que les nazis ont été contraint de repousser leur exécution,.

### Évasions
- En 1942, sur la base des récits de trois détenus Polonais évadés, Eryk Lipinski (en), Henryk Swiatkowski (de) et Edward Bugajski (pl), Natalia Zarembina établit un rapport à Varsovie, publié en décembre 1942[69].
- Le 20 juin 1942, trois Polonais, Kazimierz Piechowski, Stanisław Gustaw Jaster (pl), Józef Lempart et l'Ukrainien Eugeniusz Bendera (pl) s'échappent, emmenant avec eux le rapport de Witold Pilecki à destination de la Armia Krajowa (AK).
- Le 27 avril 1943, Witold Pilecki, qui s'était délibérément laissé arrêter et déporter à Auschwitz en vue d'y créer un mouvement de résistance, s'évade à son tour avec deux co-détenus, Jan Redzej et Edward Ciesielski.
- Le 2 novembre 1943, Kazimirez Halori, un autre prisonnier polonais, s'évade et transmet des informations au Parti socialiste polonais (PPS).
- Jerzy Tabeau, détenu à Auschwitz sous le pseudonyme de Jerzy Wesołowski s'évade avec un co-détenu, Roman Cieliczko, le 19 novembre 1943.
- Rudolf Vrba (Walter Rosenberg) et Alfred Wetzler s'évadent le 7 avril 1944[70].
- Arnošt Rosin et Czesław Mordowicz s'évadent le 27 mai 1944[70].
- Le 24 juin 1944, Mala Zimetbaum et Edek Galinski parviennent à s'évader. Ils seront repris le 6 juillet 1944.
- Le 7 octobre 1944, quelques-uns des membres des kommandos 59 et 69 qui se sont enfuis dans la forêt voisine après avoir incendié le crématoire IV (beaucoup seront rattrapés et exécutés).

### Témoignages pour les générations futures
Vers la fin de la guerre, les hommes d'un Sonderkommando, sachant leur élimination programmée, et redoutant que toute trace du génocide ne soit effacée avant la libération du camp, décident de laisser un témoignage sur les activités réelles à Auschwitz. Ils rédigent un document de plusieurs pages auquel ils joignent la liste des noms et les signatures des 200 hommes du Kommando. Le message est caché dans un cylindre de zinc soudé et enterré dans la cour du crématoire II. Un second exemplaire est caché dans un fauteuil de style « Récamier », destiné à l'oberschaarfurhrer Mussfeld. Le fauteuil devait être expédié au domicile de l'officier à Mannheim,. Cependant l'auteur n'indique pas en note si, après guerre, ces documents furent retrouvés ou même recherchés.

## Prise de conscience alliée
| Entrée du camp Quais de débarquement Fours crématoires 2 (en bas) et 3 (en haut) Camp des Femmes (Birkenau I) Camp principal (Birkenau II) Extension en construction (Birkenau III) Crémation en plein air Fours crématoires 4 (en bas) et 5 (en haut) Camp des effets personnels Caserne SS |

Vue aérienne du camp d'extermination d'Auschwitz-Birkenau à son extension maximale.
Cliché de la RAF du 23 août 1944.
Entre 1940 et 1942, les premières informations parviennent aux Alliés. En particulier, celles concernant les massacres commis par les Einsatzgruppen à l’Est, premier mode d’extermination des Juifs par des Kommandos. Ils reçoivent également des rapports de Witold Pilecki, fondateur de l'armée secrète polonaise volontairement infiltré parmi les prisonniers du camp, dès septembre 1940. Le télégramme Riegner du 8 août 1942 leur confirme la politique d’extermination qui est menée par le Troisième Reich.
À l’automne 1942, des rescapés témoignent, comme le résistant polonais Jan Karski qui s’entretient directement avec Franklin Delano Roosevelt et l’administration britannique en vue de mettre un terme au massacre. Le rapport de Natalia Zarembina basé sur les récits de trois évadés est publié à Varsovie en décembre 1942. Le 17 décembre 1942, les forces américano-britanniques et les gouvernements en exil à Londres font une déclaration conjointe condamnant la politique d’extermination des Juifs d’Europe, menaçant leurs auteurs de représailles.
Le 4 février 1943, le Belge Victor Martin part, muni d'autorisations pour visiter des confrères universitaires à Francfort, Berlin et Breslau en mission de reconnaissance pour la résistance et revient en Belgique, avec des informations en mai 1943. Il a parlé à des ouvriers français du STO près de Katowice qui l'informent de ce qui se passe au camp d'Auschwitz. Arrêté à Breslau le 10 février 1943 il est incarcéré au camp de Radwitz dont il s'échappe le 15 mai 1943. Il fait un rapport à Hertz Jospa du Comité de défense des Juifs rattaché au Front de l'indépendance et ses informations sont transmises à Londres. Sa mission incite la résistance à organiser la protection des enfants juifs de Belgique.
Jerzy Tabeau et Roman Cieliczko, deux détenus polonais, s'évadent le 19 novembre 1943. Jerzy Tabeau rédige un rapport qu'il transmet en janvier 1944. Son rapport de 19 pages est intégré aux Protocoles d'Auschwitz sous le titre Rapport du major polonais.
Peu de temps avant le débarquement de Normandie, deux prisonniers évadés, Rudolf Vrba et Alfred Wetzler, font également un rapport détaillé sur les pratiques dans les camps de la mort. Le Rapport Vrba-Wetzler et ceux d'autres évadés constitueront les Protocoles d'Auschwitz qui seront transmis aux Alliés et seront versés comme preuves au dossier du procès de Nuremberg (documents 022-L).
En 2003, la Royal Air Force (RAF) dévoile officiellement certains clichés pris en 1944. La RAF qui cherche des installations militaires ne s'attarde pas sur les camps. L'information arrive pourtant jusqu'à Winston Churchill qui se décide pour une attaque avant de se rétracter à l'idée de tuer inutilement des détenus par des opérations de bombardement aérien. Ce questionnement fut à l'origine du débat sur le bombardement d'Auschwitz.
Les travaux des historiens depuis les années 1970 ont permis de démontrer que les Alliés avaient connaissance de la Solution finale, à savoir la politique d’extermination systématique de tous les Juifs d’Europe. Le rôle des pays neutres a été crucial dans ce domaine, la Suisse, et, à moindre titre, la Suède, étaient des terres de sécurité pour les agences juives et les diplomates alliés, par lesquelles ils pouvaient recevoir des informations. La résistance polonaise et des contacts amis dans l’administration nazie ont permis peu à peu de mettre au jour ce secret que les nazis s’acharnaient à dissimuler.
Les Alliés attaquent Auschwitz III Monowitz, le 13 septembre 1944, usine de fabrication de caoutchouc synthétique à quelques kilomètres du camp d’Auschwitz I. Certaines bombes tombent même sur le camp tuant accidentellement une dizaine de déportés. Ce raid montre qu’un assaut aérien sur Auschwitz était désormais dans le rayon d'action des Alliés en 1944.
En 1942, Winston Churchill, sous la pression du Parlement et de l'Église anglicane, donne l’ordre à son administration militaire d’envisager toutes les possibilités de bombardement des camps, mais il lui est répondu que les cibles sont hors de portée d’action. C’est à partir de mai 1944, lorsque les forces américaines sont stationnées à Foggia dans le sud de l’Italie que les camps entrent dans le rayon d'action des forces alliées à l'Ouest et c'est à la même période que la Luftwaffe perd peu à peu le contrôle de l'espace aérien au-dessus du Reich à la suite de l'opération Pointblank.
Les preuves de l’ampleur des atrocités sont connues des dirigeants politiques. Aux États-Unis, les journaux parlent dans leurs colonnes de la Solution finale, les agences juives américaines font pression sur l’administration militaire pour obtenir un assaut sur Auschwitz.
Le ministre adjoint à la Guerre John McCloy refuse d'exécuter un bombardement sur les camps de concentration, car les cibles ne sont pas militaires et qu'un bombardement causerait trop de pertes parmi les détenus dans les camps. À cette époque, la priorité est donnée à l'offensive terrestre qui doit absolument progresser.

## Évacuation et libération du camp

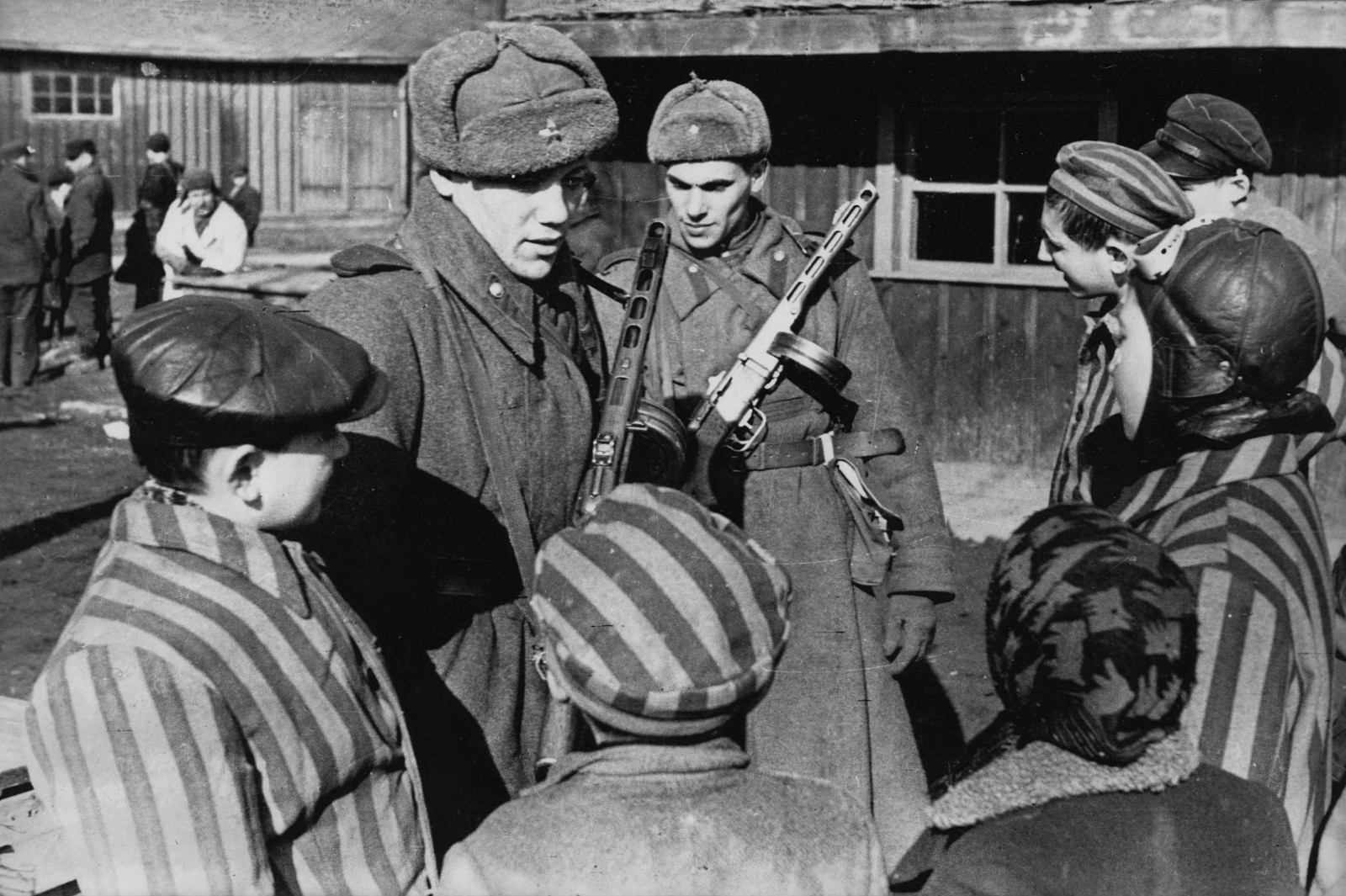
Libération du camp par l'armée soviétique en janvier 1945.

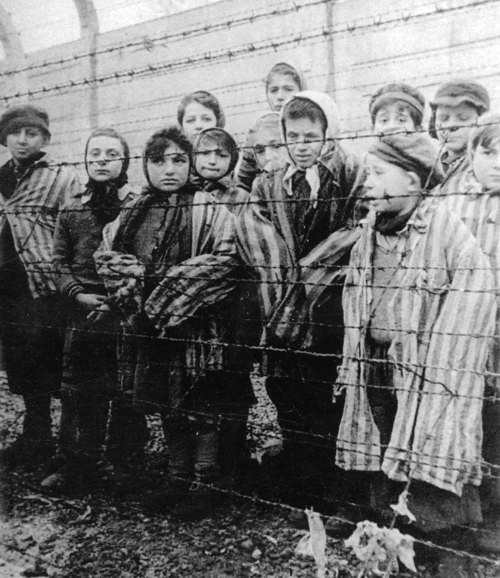
Libération du camp par l'armée soviétique en janvier 1945.

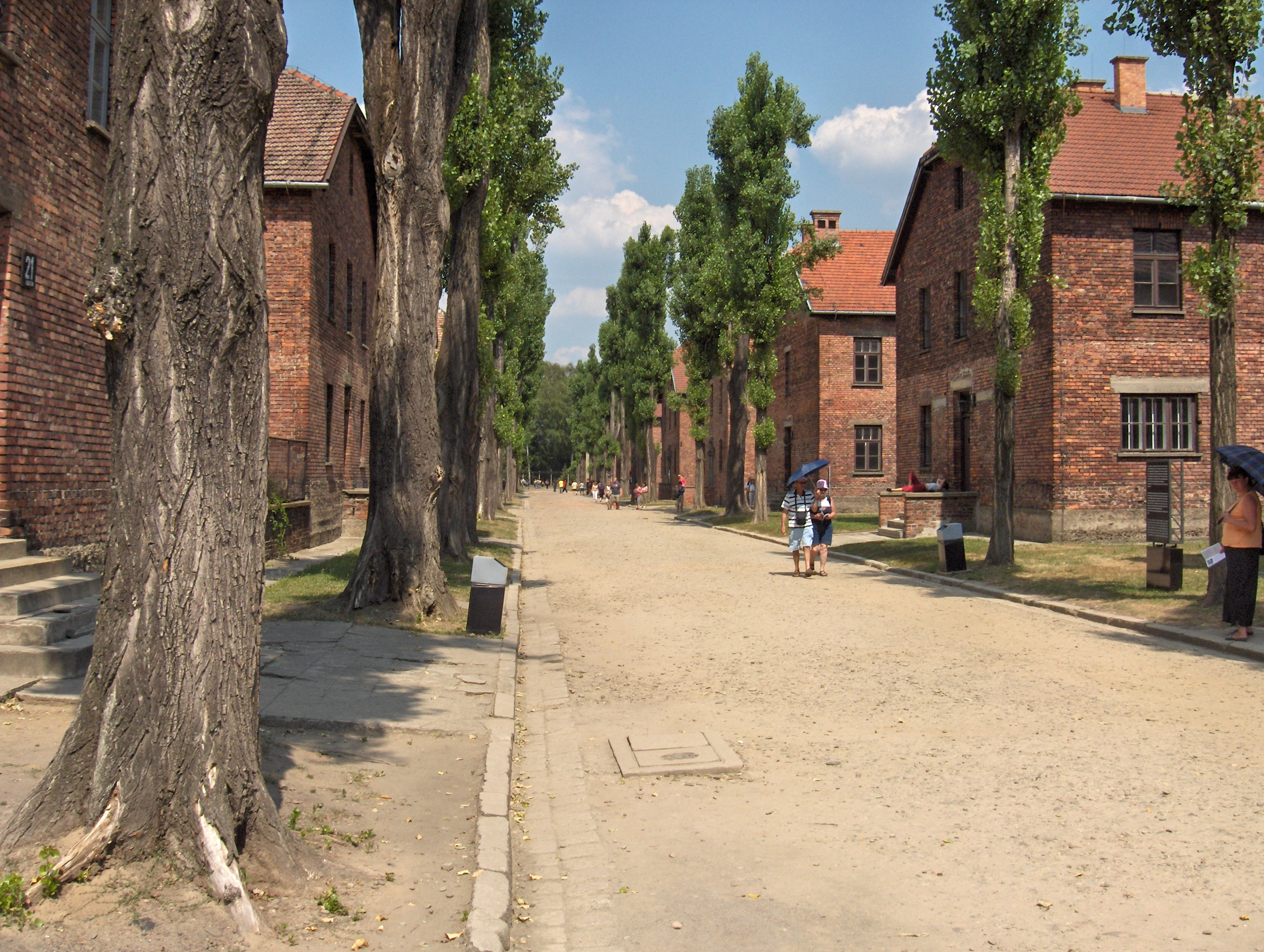
Vue actuelle d'une des allées du camp Auschwitz.

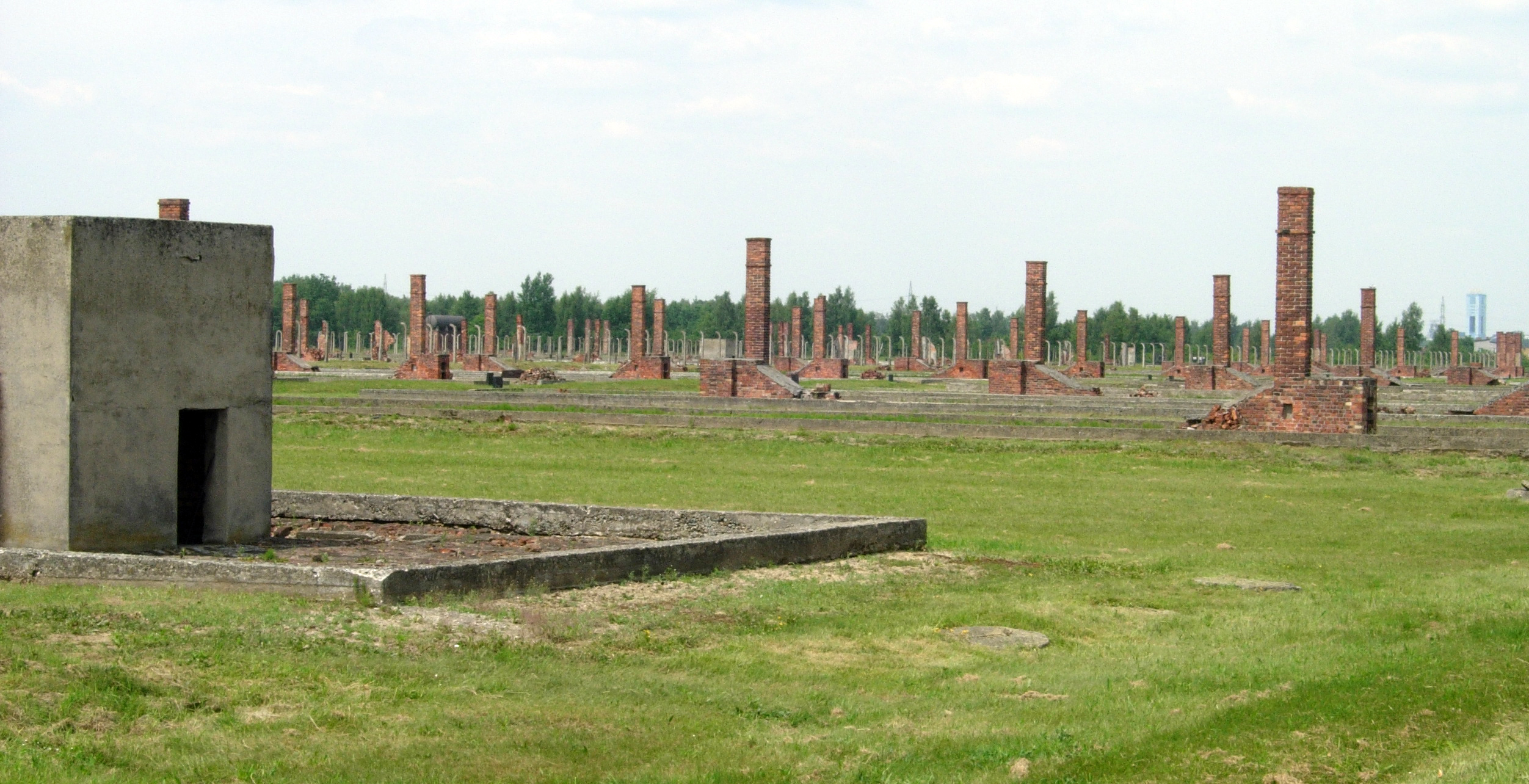
Ruines d'Auschwitz II. Seules restent les cheminées en maçonnerie, les baraquements en bois ont disparu.

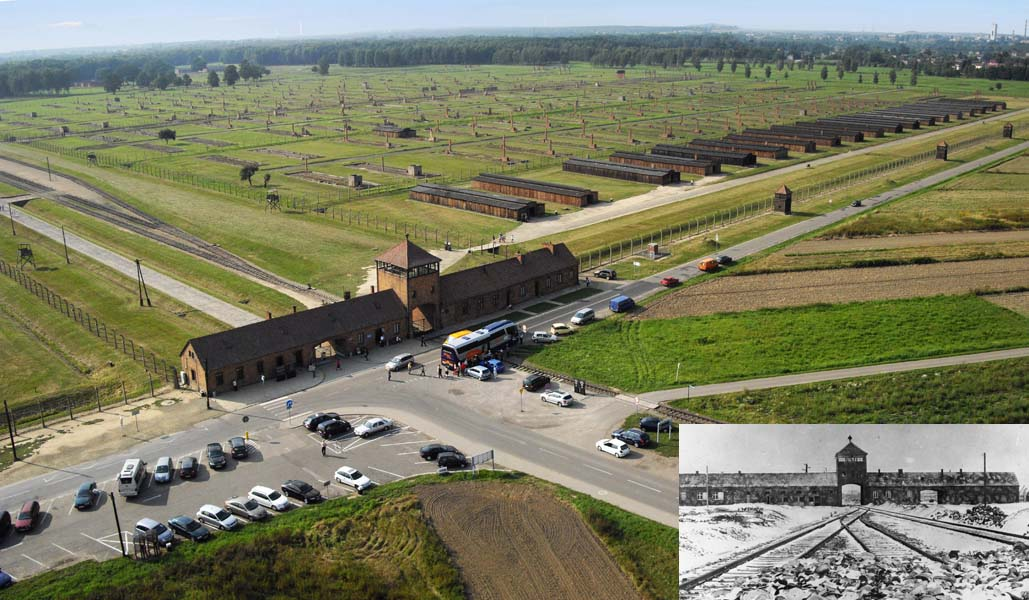
Vue d'Auschwitz II. Entrée à l'avant-plan, baraquements reconstitués à droite, ruines de baraquements à l'arrière-plan.

À partir d'août 1944, l'Armée rouge est à 200 kilomètres d'Auschwitz. Les autorités nazies envisagent alors la liquidation du camp en cas de nouvelles victoires soviétiques, ainsi que cela avait déjà été fait pour les autres centres d'extermination situés plus à l'Est.
Aussi longtemps que cela a été possible, les nazis ont continué l'extermination dans les chambres à gaz. Les nazis ne mettent fin aux travaux d'agrandissement d'Auschwitz (camp souche et Birkenau) qu'à la fin de l'année 1944. Les travaux d'extension de certains des camps auxiliaires continuent pratiquement jusqu'à la libération.
Ce n'est qu'en novembre 1944 que les trois crématoires restant en activité sont dynamités (le crématoire IV était déjà inutilisable depuis octobre à la suite de la révolte du Sonderkommando).
Avant cela, les nazis entreprennent de détruire et d'effacer les traces des crimes commis. Ils prennent soin d'assassiner la plupart des témoins oculaires du génocide et particulièrement les Juifs qui avaient travaillé dans les crématoires. Ils font nettoyer et recouvrir de terre par des déportés les fosses contenant des cendres de victimes. Ils brûlent les listes des Juifs exterminés, une partie des dossiers et de la documentation, en deux temps : d'abord entre juillet et septembre 1944 pour les listes de transports (Zuganglisten-FP) conservées au bureau de la direction politique, puis en janvier 1945 avant l'évacuation du camp. Cette destruction fut partielle : une commission spéciale soviétique a pu retrouver et réunir, après la libération du camp, un important volume de documents épargnés, notamment 90 000 actes de décès émis d'août à décembre 1943 ainsi que les archives de la Bauleitung, l'administration centrale chargée de la construction (ces archives ont été restituées au Musée d'Auschwitz en 1991-1992). Mais de nombreux documents sont manquants : ce sont en particulier les listes de transport des convois d'Europe occidentale, les registres (Totenbücher) à l'exception de ceux du camp des Tziganes, les listes marquées « SB » (pour Sonderbehandlung, « traitement spécial ») des personnes désignées pour les chambres à gaz, les rapports sur les arrivées et les sélections, les listes de transferts, la plupart des rapports des blocks ainsi que les archives des sous-camps et des entreprises employant les déportés,.
Après l'été 1944, le camp se dépeuple progressivement. Les détenus évacués sont soit employés dans des usines d'armement situées plus à l'intérieur du Reich (principalement des Polonais et Soviétiques), soit, dans le cadre des marches et des transports de la mort, conduits vers d'autres camps de concentration. La marche de la mort d'Auschwitz à Loslau, endurée par des détenus épuisés, sans manger ou presque, dans un froid glacial, est responsable de plusieurs dizaines de milliers de morts. Le 17 janvier 1945 a lieu le dernier appel général. Y sont présents 67 000 déportés dont 31 800 à Auschwitz I et II et 35 100 dans les camps auxiliaires dépendant de Monowitz.
Le camp d'Auschwitz est libéré par la 100e division (général Krasavine) de la 60e armée du Front de Voronej de l'Armée rouge, renommé « Premier front d'Ukraine » après la libération de l'Ukraine, le 27 janvier 1945. La première unité à pénétrer dans le camp était commandée par le major Anatoly Shapiro (en) qui a été le premier à ouvrir les portes du camp où il avait été conduit par le résistant français Raphaël Feigelson qui s'en était évadé quelques jours plus tôt.
Les camps souches d'Auschwitz I et Auschwitz II - Birkenau sont libérés par les soldats de la soixantième armée du Premier front ukrainien dans le cadre d'une offensive sur la rive gauche de la Vistule. Ceux-ci y pénètrent vers 15 heures à la suite de combats qui font 66 morts parmi les Soviétiques. 7 000 déportés, maintenus dans le camp, survécurent jusqu'à la libération. Les soldats soviétiques ont découvert sur place environ 600 corps de détenus, exécutés par les SS pendant l'évacuation du camp ou morts d'épuisement.

## Après la guerre

### Procès et condamnations
- 1945-1946, procès de Nuremberg.
- 1947, procès de Rudolf Höss, à Varsovie, du 11 au 29 mars 1947.
- 1947, premier procès d'Auschwitz, il se tint à Cracovie en Pologne. Y furent jugés 41 prévenus dont Arthur Liebehenschel.
- 1961, procès d'Eichmann.
- 1963-1965, second procès d'Auschwitz appelé couramment Procès de Francfort qui s'est tenu à Francfort-sur-le-Main. 22 prévenus y furent jugés.
- 1977, un procès complémentaire se tint également à Francfort où deux membres de la SS furent poursuivis pour meurtres perpétrés dans le camp annexe de Lagischa (en polonais : Lagisza) et la marche de la mort de Golleschau à Wodzisław Śląski (en allemand : Loslau).

En 2008, l'Allemagne adapte ses textes de lois pour y intégrer la notion de participation passive à des meurtres de masse l'autorisant désormais à poursuivre d'anciens Nazis pour leur seule appartenance à une organisation criminelle et tandis qu'aucun fait précis ne peut leur être attribué. Oskar Gröning est poursuivi sur cette base. Il est condamné le 15 juillet 2015 à quatre ans de prison pour « complicité » dans le meurtre de 300 000 Juifs. Reinhold Hanning est quant à lui condamné à cinq années de réclusion, en 2016, pour complicité dans le meurtre de masse de 170 000 Juifs. Il meurt l'année suivante tandis que son appel est en attente de traitement par la justice allemande,.

## Bilan des déportés

### Bilan estimé en 1998

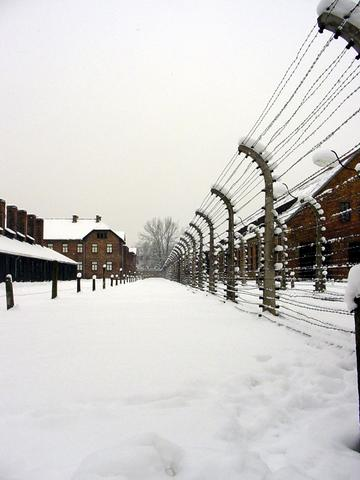
Vue du camp Auschwitz en hiver.

Selon les estimations datant de 1998 de Franciszek Piper, historien du musée national Auschwitz-Birkenau, le bilan d'Auschwitz s'établit ainsi :
- 1,3 million de personnes ont été déportées dans les camps d'Auschwitz ;
- 1,1 million de déportés y sont morts dont :
  - 960 000 Juifs ;
  - 70 000 à 75 000 Polonais non juifs ;
  - 21 000 Tziganes ;
  - 15 000 prisonniers de guerre soviétiques ;
  - 10 000 à 15 000 détenus d'autres nationalités (Soviétiques, Tchèques, Yougoslaves, Français, Allemands, Autrichiens, Belges, Hollandais).

Il s'y ajoute un nombre incertain, mais semble-t-il réduit, d'homosexuels qui y furent déportés en tant que tels : 48 noms de déportés à ce titre y ont été répertoriés pour l'ensemble de la période avril 1940-janvier 1945 ; un comptage des effectifs de janvier 1944 fait état de 22 détenus au titre du paragraphe 175 sur 53 000 hommes. Un seul survivant homosexuel (et déporté à ce titre) d'Auschwitz est connu, Karl B.
Un programme de réadaptation des survivants du camp de concentration et d'extermination d'Auschwitz fut mis en place, avec la participation du psychiatre Antoni Kępiński, lui-même ancien déporté.

### Principaux déportés connus
Liste alphabétique :

#### A
- Estella Agsterribe, gymnaste hollandaise, médaille d'or aux JO de 1928[86].
- Jean Améry, écrivain autrichien, survivant d'Auschwitz, de Buchenwald et de Bergen-Belsen.
- Karel Ančerl, chef d'orchestre tchèque, déporté au camp de concentration de Theresienstadt ; il est ensuite transféré à Auschwitz.
- Angèle Marie Autsch, religieuse trinitaire et résistante allemande.

#### B
- Dina Babbitt, née Gottliebova, peintre.
- Władysław Bartoszewski, ministre polonais des affaires étrangères dans les années 1995 et 2000-2001.
- Otti Berger, artiste textile.
- Reysa Bernson, astronome française.
- Hélène Berr, jeune Française juive, auteur d'un journal relatant sa vie de 1942 à 1944 et publié pour la première fois en 2008[g].
- Fanny Beznos, femme de lettres, militante communiste et résistante. Elle était l'épouse de Fernand Jacquemotte et la tante d'Henri Borlant[87].
- Joseph Bialot, écrivain français, auteur de C'est en hiver que les jours rallongent[h].
- René Blum, critique d'art, journaliste et fondateur des Ballets russes de Monte-Carlo, frère de Léon Blum, torturé et assassiné dès son arrivée à Auschwitz[88].
- Joseph Bor, juriste tchèque.
- Henri Borlant, jeune Français juif déporté à Auschwitz-Birkenau en 1942, à 15 ans ; auteur de Merci d'avoir survécu.
- Tadeusz Borowski, écrivain polonais, l'auteur de Le Monde de pierre.
- Pinchas Burstein (Maryan S. Maryan), peintre américain d'origine polonaise.

#### C
- Danielle Casanova, militante communiste et résistante française.

#### D
- Bat-Sheva Dagan écrivaine d'origine polonaise.
- Natan Darty entrepreneur français.
- Charlotte Delbo, survivante française d'Auschwitz et de Ravensbrück, écrivain.

#### E
- Judith Elkán-Hervé, née Judith Molnar, survivante de la Shoah.

#### F
- Raphaël Feigelson, résistant français, évadé d'Auschwitz qui a conduit l'unité soviétique qui a été la première à pénétrer dans le camp lors de sa libération.
- Friedl Dicker-Brandeis, artiste, professeure, elle enseignait l'art aux enfants de Theresienstadt.
- Anne Frank, sa sœur Margot Frank, sa mère Edith Frank et son père Otto Frank. Anne Frank est connue pour son journal.
- Viktor Frankl, philosophe, auteur de l'ouvrage Nos raisons de vivre - À l'école du sens de la vie.

#### G
- Ida Grinspan, auteur de J'ai pas pleuré avec Bertrand Poirot-Delpech, en 2002.
- Elisabeth Guttenberger, sinté, autrice de Gedenkbuch, die Sinti und Roma im Konzentrationslager Auschwitz-Birkenau.

#### H
- Éva Heyman, adolescente juive hongroise de 13 ans qui a écrit un journal juste avant la déportation à Auschwitz où elle a été envoyée par Josef Mengele à la chambre à gaz.
- Etty Hillesum, née aux Pays-Bas en 1914, décédée avec tous les siens en 1943 (Auteure d'un journal intime : Une vie bouleversée).
- Else Hirschberg, première femme diplômée en chimie de l'Université de Rostock.
- Eleonore Hodys, résistante autrichienne.
- Willy Holt, décorateur de cinéma, Césars 1988, professeur à la FEMIS, auteur de l'ouvrage sur sa déportation à Auschwitz Femmes en deuil sur un camion[89].
- Helga Hošková-Weissová, artiste peintre tchèque, survivante.

#### J
- Wanda Jakubowska, réalisatrice du film La Dernière Étape.

#### K
- André Kahn, survivant de Bergen-Belsen, libéré par les Britanniques.
- Chaja Karaulnik , juive communiste polonaise, participe à la résistance en France.
- Benedikt Kautsky, sociologue et homme politique autrichien.
- Imre Kertész, auteur hongrois, prix Nobel de littérature en 2002, libéré à Buchenwald.
- Maximilien Kolbe prêtre catholique polonais canonisé en 1982 par Jean-Paul II.
- Henri Kichka, écrivit plus tard sur son expérience de prisonnier (Une adolescence perdue dans la nuit des camps).
- Franz Eugen Klein, chef d'orchestre, compositeur et pianiste autrichien.
- Ruth Klüger juive autrichienne déportée en 1944 à 14 ans dans le camp des familles.
- Ginette Kolinka, témoin et mère de Richard Kolinka (batteur de Téléphone).
- Gertrud Kolmar, écrivaine allemande.
- Czesława Kwoka, jeune fille polonaise de 14 ans, assassinée le 13 mars 1943. Son histoire et une version colorisée de sa photo, effectué par Marina Amaral, ont ému le monde entier.
- Hans Krása, compositeur germano-tchèque.
- Henri Krasucki, syndicaliste et résistant polonais juif en France. Il effectua en janvier 1945 la marche de la mort jusqu'à Buchenwald où il participa à la libération du camp.
- Yisrael Kristal, supercentenaire et doyen masculin de l'humanité, survivant.

#### L
- Hermann Langbein, déporté politique autrichien, auteur de Hommes et femmes à Auschwitz et La résistance dans les camps de concentration nationaux-socialistes.
- Anita Lasker-Wallfisch, violoncelliste, membre de l'orchestre des femmes d'Auschwitz
- Rutka Laskier, adolescente qui a tenu un journal avant d'être déportée, qui fait d'elle l'Anne Frank polonaise.
- Germain Laur, (Matricule 185856), Chef du réseau Combat, fondateur du syndicat FO du Tarn.
- Primo Levi, chimiste et auteur italien, survivant d'Auschwitz III Monowitz. Écrivit plus tard sur son expérience de détenu (Si c'est un homme).
- Rosy Lilienfeld, peintre et dessinatrice allemande
- Marceline Loridan-Ivens, cinéaste française.

#### M
- Baila Marjanka, résistante d'origine polonaise.
- Pierre Masse, avocat, sénateur de l'Hérault, mort à l'arrivée au camp.
- Zina Morhange, médecin, survivante.
- Marie-Louise Moru, résistante, morte à Auschwitz à 17 ans
- Marcelle Mourot, résistante, arrêtée alors qu'elle conduit des prisonniers de guerre évadés vers la Suisse, survivante
- Filip Müller, survivant des Sonderkommandos, témoin majeur au procès de Francfort et dans le film Shoah.

#### N
- Felix Nussbaum, peintre ;
- Irène Némirovsky, écrivaine née dans l'Empire russe à Kiev de langue française ;
- Alfred Nakache, nageur et joueur de water-polo français, connu sous le nom de « nageur d'Auschwitz ».

#### O
- Angela Orosz, née le 21 ou 22 décembre 1944, l'un des rares bébés à avoir survécu à Auschwitz.

#### P
- Young Perez, né le 20 mars 1911 à Tunis, champion de boxe. Mort le 22 janvier 1945 lors de l'évacuation du camp[90].
- Witold Pilecki, né le 13 mai 1901 à Olonets, officier de cavalerie, agent de renseignement et chef de la résistance polonaise. L'unique prisonnier « volontaire » du KL Auschwitz, il s'évade du camp le 27 avril 1943.
- Samuel Pisar, survivant d'Auschwitz, avocat international, écrivain, auteur de Le sang de l'espoir.
- Felka Platek, peintre, née le 3 novembre 1899 et morte à Auschwitz le 2 août 1944
- Maï Politzer, sage-femme et résistante française, épouse du philosophe Georges Politzer.

#### R
- Ruth Rewald, autrice de littérature jeunesse allemande.
- Alma Rosé, violoniste autrichienne, fille d'Arnold Rosé, nièce de Gustav Mahler, chef de l'orchestre des femmes d'Auschwitz

#### S
- Joseph Saks, Grand Rabbin de la Synagogue Nazareth, de Paris.
- Charlotte Salomon, artiste plasticienne et peintre allemande. Meurt en 1943 en compagnie de son époux autrichien.
- Erich Salomon, photographe allemand, il meurt à Auschwitz en 1944.
- Violette Jacquet-Silberstein, violoniste, membre de l'orchestre des femmes d'Auschwitz
- Michel Sima, sculpteur et photographe juif polonais, arrêté en 1942 à Golfe Juan, survivant.
- Jacques Smaer
- Paul Sobol, survivant, auteur du livre : Je me souviens d'Auschwitz… De l'étoile de shérif à la croix de vie[91],[i].
- Lale Sokolov, né Ludwig Eisenberg, tatoueur du camp.
- Hélène Solomon-Langevin, résistante et femme politique française, députée communiste en 1945 et 1946, puis bibliothécaire au CNRS.
- Wladek (dit Vladek) Spiegelman, Juif polonais déporté à Auschwitz en 1944 et survivant. Son histoire est racontée sous forme de bande dessinée (Maus, parue en deux tomes) par son fils, Art Spiegelman[j].
- Rosa Stallbaumer, résistante autrichienne déportée à Dachau puis à Auschwitz où elle meurt en 1942.
- Edith Stein, philosophe juive convertie au catholicisme et devenue carmélite ; déportée et gazée à Auschwitz, elle sera canonisée par Jean-Paul II et déclarée copatronne de l'Europe.
- Armand Steinberg, dentiste français, centenaire, un des trois survivants de la Rafle de la rue Sainte-Catherine à Lyon.
- Anne-Lise Stern, psychanalyste française. Matricule 78765[92].
- Hersz Strasfogel, auteur du seul texte d'un déporté écrit en français retrouvé à Auschwitz.

#### T
- Jerzy Tabeau, s'évade le 19 novembre 1943.

#### V
- Marie-Claude Vaillant-Couturier résistante et femme politique française.
- Simone Veil, femme politique française, ministre et présidente du parlement européen. Détenue 13 mois à Auschwitz (Bobrek) et après la marche de la mort à Bergen-Belsen ; libérée le 27 janvier 1945.
- Shlomo Venezia, auteur d'un témoignage sur son expérience au sein des Sonderkommando.
- Erna de Vries, « demi-juive » qui a volontairement été déportée pour rester avec sa mère
- Rudolf Vrba, évadé d'Auschwitz.

#### W
- Ester Wajcblum, participe à la résistance juive dans le camp, exécutée pour son rôle dans la révolte du Sonderkommando du 7 octobre 1944.
- Joseph Wajsblat, rescapé d'une chambre à gaz, a publié, en collaboration avec Gilles Lambert, Le témoin imprévu, J'ai lu, 2003
- Rose Warfman, résistante française, survivante
- Elie Wiesel, écrivain américain, survivant d'Auschwitz III Monowitz. Écrivit plus tard sur son expérience de prisonnier.

#### Z
- Anja Zylberbeg, juive polonaise déportée à Auschwitz en 1944 et survivante. Elle était l'épouse de Wladek Spiegelman et la mère d'Art Spiegelman. Son histoire est également racontée dans l'œuvre de son fils, Maus, mais de manière moins complète que celle de son mari, car elle est décédée en 1968, soit longtemps avant la genèse du livre, et n'a donc pas pu témoigner auprès de son fils.

## Lieu de mémoire

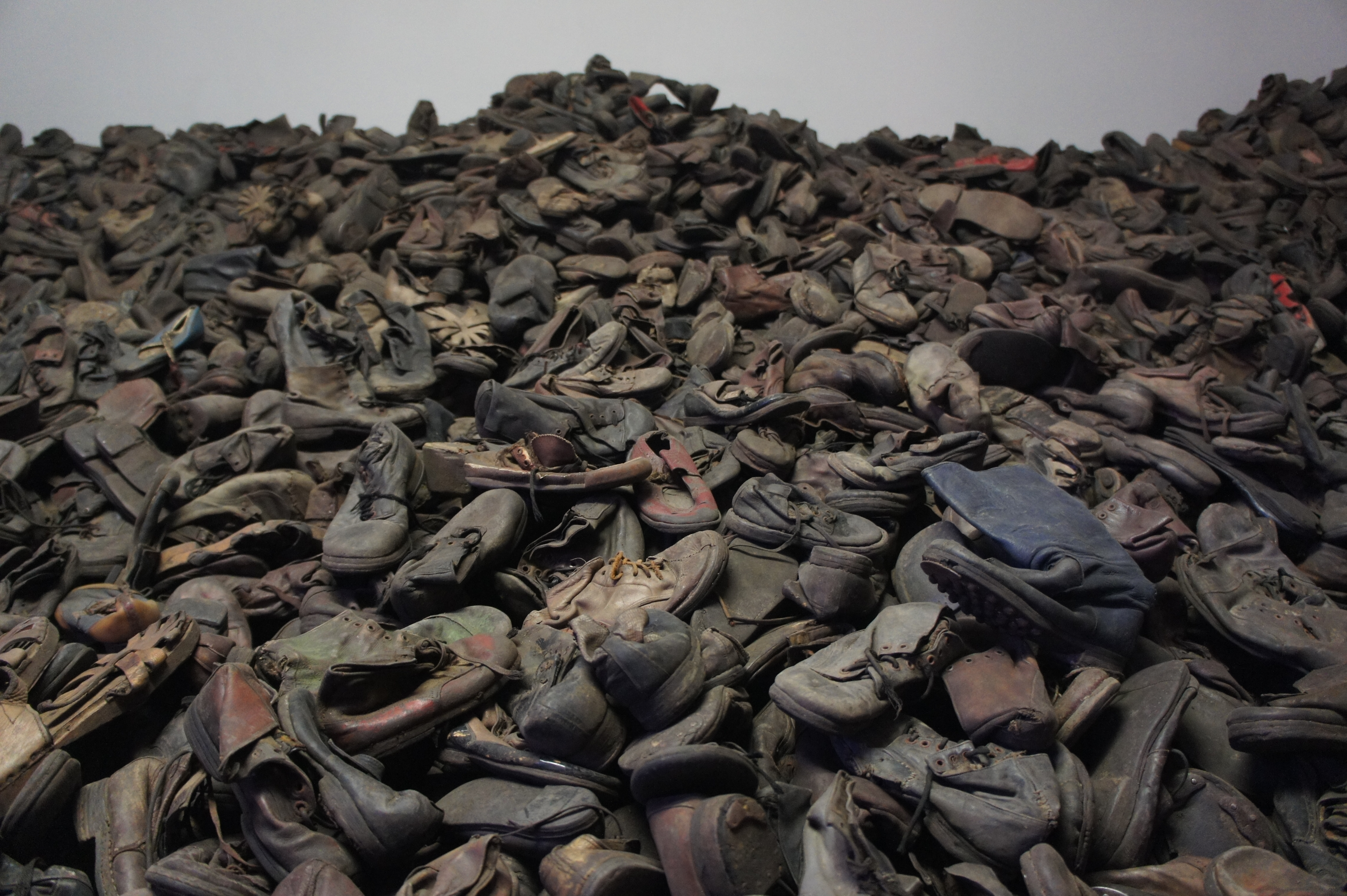
Chaussures de déportés juifs à Birkenau, conservées à Auschwitz I dans une des salles du musée.

Après sa libération en 1945, Auschwitz reste abandonné pendant deux ans. Le Parlement polonais décide en 1947 de faire d'Auschwitz un musée à la mémoire des victimes.
Le musée s'étend sur 191 hectares : 20 à Auschwitz I et 171 à Auschwitz II-Birkenau. Il ne reste rien aujourd'hui de l'usine IG Farben de Monowitz, Auschwitz III. Auschwitz-Birkenau fait partie depuis 1979 du patrimoine mondial de l'Unesco.
Le camp souche, Auschwitz I, a été restauré et ses blocks 4 et 5 utilisés depuis les années 1950 par les Polonais pour réaliser une exposition permanente qui veut présenter les conditions de vie des prisonniers, principalement à partir d'objets récupérés dans les restes du camp de Birkenau à la libération du camp. S'y trouvent notamment des effets personnels de déportés : vaisselle, lunettes, chaussures etc., exposés dans des vitrines. L'une d'elles montre des cheveux qui devaient être utilisés pour fabriquer du tissu. Tout ce qui provenait des victimes devait resservir et profiter au Reich. Depuis les années 1960, certains blocks hébergent des « expositions nationales » réalisées par les divers pays d'où les Juifs furent déportés à Auschwitz. Au rez-de-chaussée du block 20 se trouve l'exposition française, inaugurée en janvier 2005, d'une grande qualité muséographique.
Le block 13 a été aménagé et propose une exposition permanente dédiée à l'holocauste Roms et Sinté, (le Porajmos).
En 1948, des travaux sont effectués dans le bâtiment de l'ancien Crématoire I, transformé par les nazis en abri anti-aérien en 1943, afin de restaurer, selon les informations disponibles alors, le crématoire et la chambre à gaz dans leur état supposé d'origine : des fours sont réinstallés, la cheminée est reconstruite, les murs qui divisaient l'ancienne chambre à gaz sont abattus, la porte et une partie des orifices d'introduction du Zyklon B sont rouvertes.
Auschwitz II a volontairement été laissé en l'état comme témoin de l'ampleur du crime. Seule une rangée de baraques en bois du camp de quarantaine des hommes a été reconstruite. Un monument international à la mémoire des victimes, situé entre les crématoires II et III, a été inauguré en 1967. C’est un lieu de recueillement dans ce qui peut être considéré comme le plus grand cimetière de l'histoire de l'humanité.

« Que ce lieu où les nazis ont assassiné un million et demi d'hommes, de femmes et d'enfants, en majorité des Juifs de divers pays d'Europe, soit à jamais pour l'humanité un cri de désespoir et un avertissement. Auschwitz - Birkenau 1940 - 1945. »

— Ce texte est inscrit sur 21 dalles fixées sur le sol du monument, toutes traduites dans des langues différentes.
L'emplacement de la « maison rouge » (le bunker I), totalement détruit par les nazis, n'est précisément identifié qu'à la fin des années 1990. Il est aménagé en lieu de mémoire, marqué par une stèle. De même, il ne demeure que l'emplacement des murs de la « maison blanche » (le bunker II), marqué par quelques lignes de briques. Les grands Krema II, III, IV et V apparaissent en revanche plus visiblement, sous forme de ruines pour les deux premiers.

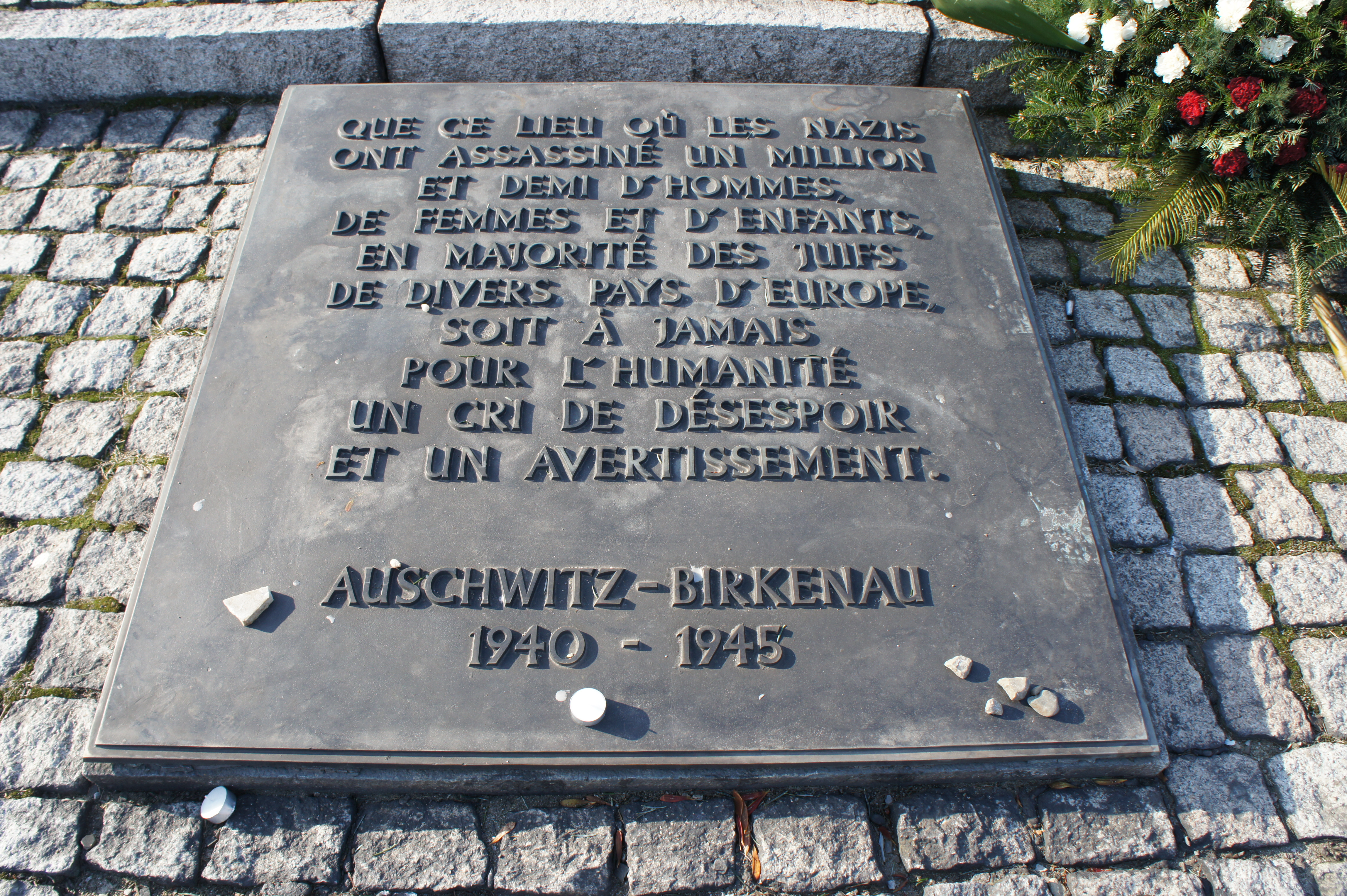
Une des 22 dalles commémoratives.

Depuis peu des espaces en périphérie des deux camps principaux et en dehors de l'espace du musée sont mis en valeur. C'est le cas de la rampe ferroviaire (Judenrampe) située à 1,5 kilomètre de Birkenau, où sont arrivés les trains convoyant les déportés de mars 1942 à avril 1944. Ce n'est qu'à partir de la fin du printemps 1944 que la prolongation de la voie ferrée, décidée par les nazis pour accélérer l'extermination des Juifs hongrois, arrive à proximité immédiate des chambres à gaz, à l'intérieur du camp.
Pendant la Guerre froide, les chiffres furent gonflés par le gouvernement communiste polonais. Le caractère essentiellement juif des victimes, dans un climat d'antisémitisme persistant, tendant à être nié ou du moins minimisé.
L'installation d'un carmel dans l'enceinte du camp d'Auschwitz, dans les années 1980, a provoqué une longue controverse, les organisations juives dénonçant une tentative de gommer la spécificité juive du lieu au profit d'une « christianisation » et d'une récupération de la Shoah. Jean-Paul II trancha la question en 1993 en ordonnant le départ des carmélites, mais la polémique sur la « christianisation de la Shoah » fut relancée en 1998 lors de la canonisation d’Edith Stein, puis de l’érection d’une nouvelle croix haute de huit mètres,.
Le 27 janvier 2005 marque la célébration solennelle du 60e anniversaire de la libération du camp en présence des derniers survivants et de nombreuses personnalités du monde entier. La même année, le 1er novembre, l'Assemblée générale des Nations unies décrète, par la résolution 60/7, que le 27 janvier sera désormais Journée internationale dédiée à la mémoire des victimes de l'Holocauste.
Depuis septembre 2006, Piotr Cywiński est nommé le directeur du musée.
Chaque année se déroule à la synagogue Charles Liché à Paris une commémoration en souvenir de la libération des camps d’Auschwitz.
Le site est visité par environ un million de personnes par an. Son entretien est principalement financé par l’État polonais. En décembre 2011, l'Autriche effectue un don de 6 millions d'euros pour la sauvegarde d'Auschwitz. Pour Jean-Charles Szurek, chercheur au CNRS, malgré les abus liés au tourisme de masse, « Il n'y a pas vraiment, chez les intellectuels qui travaillent autour du génocide, de débat moral sur le fait d'avoir transformé Auschwitz en lieu de visite. Ces bus de touristes sont la contrepartie d'un travail de mémoire qui est devenu massif et s'incarne ici. Même si ce voyage d'un jour fait en charter depuis une capitale européenne me paraît absurde, un jeune qui est arrivé en rigolant ne repartira peut-être pas sans avoir perçu quelque chose. ».

### Galerie des déportés connus

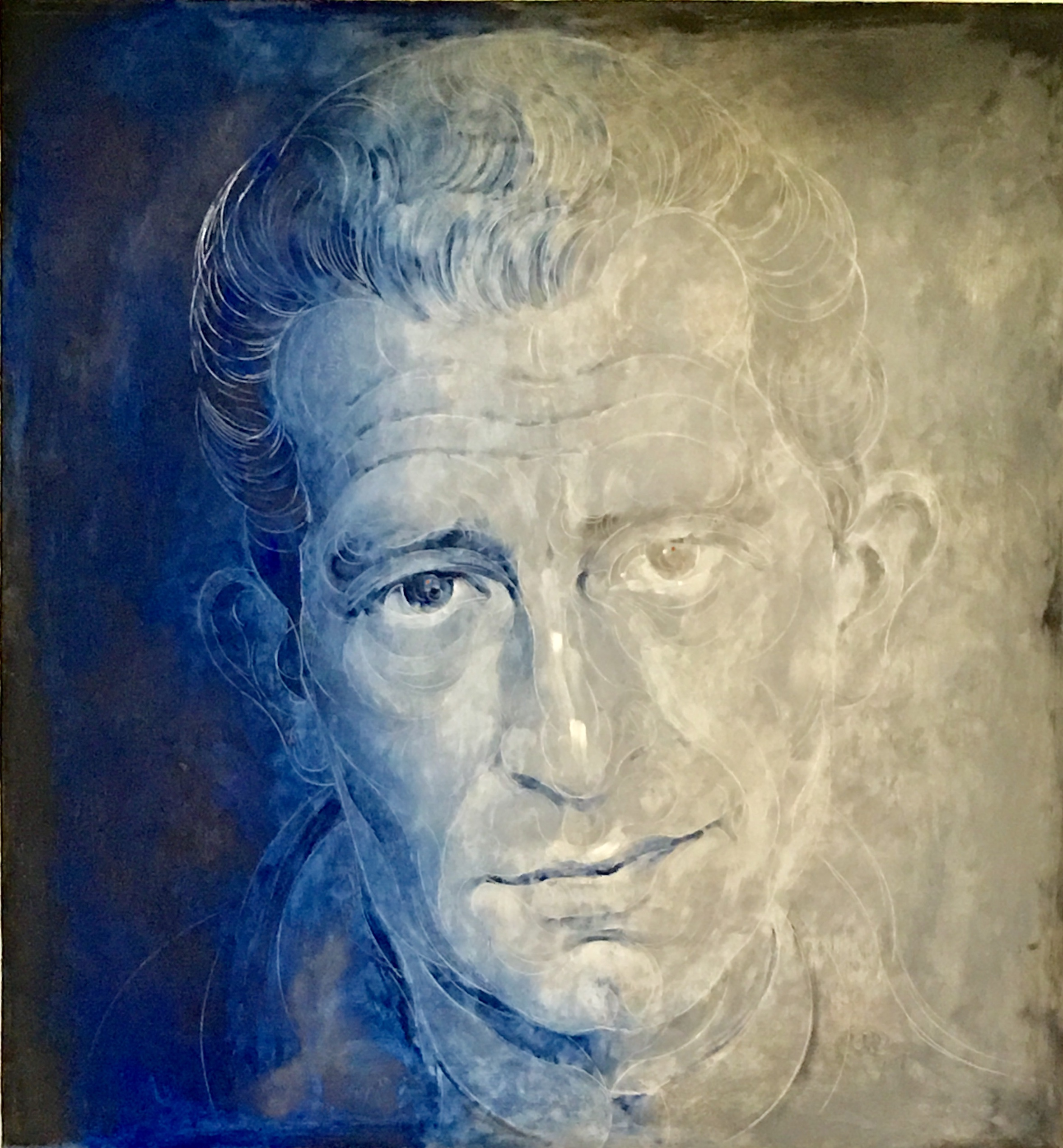
Jean Améry.
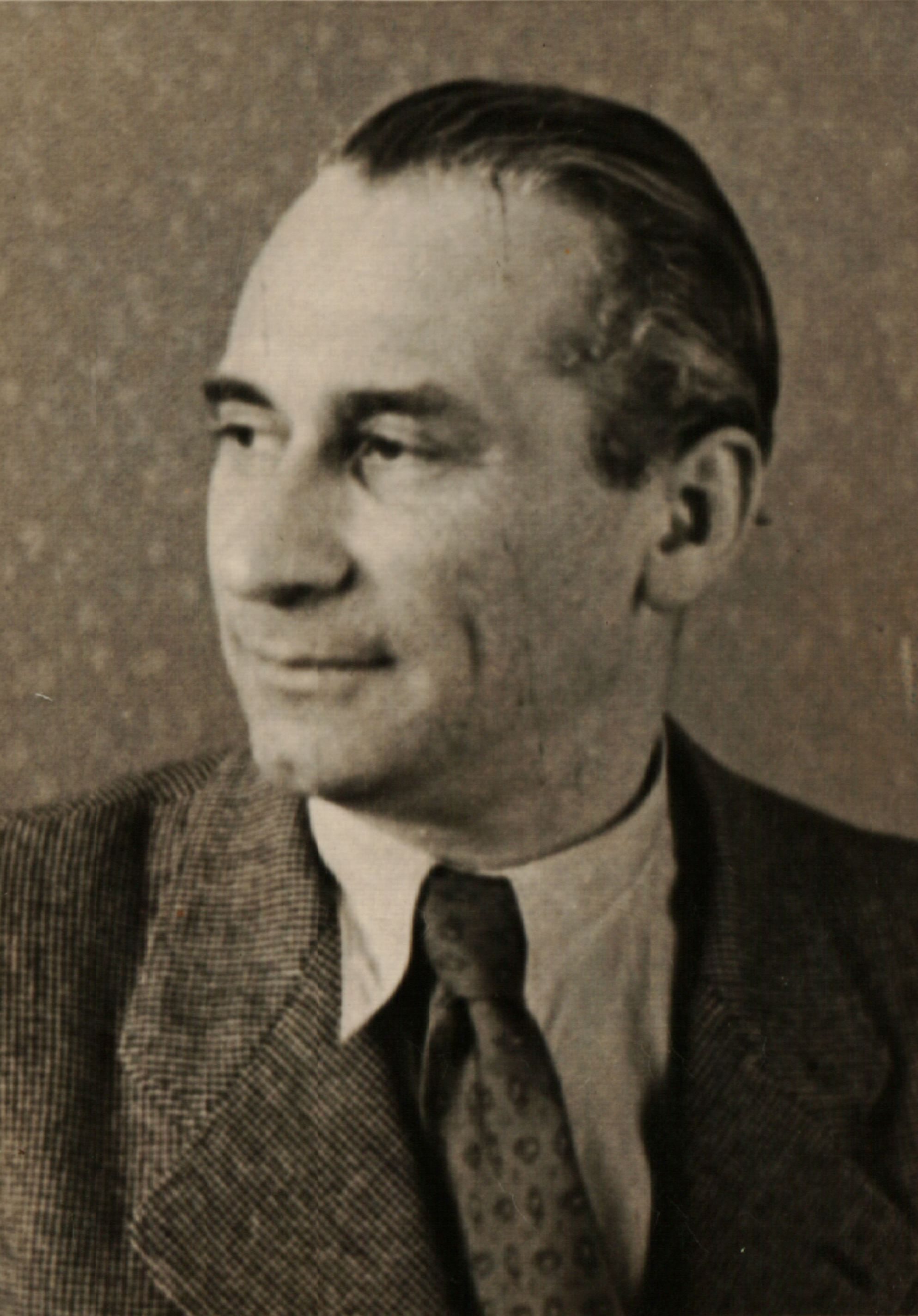
Karel Ančerl.
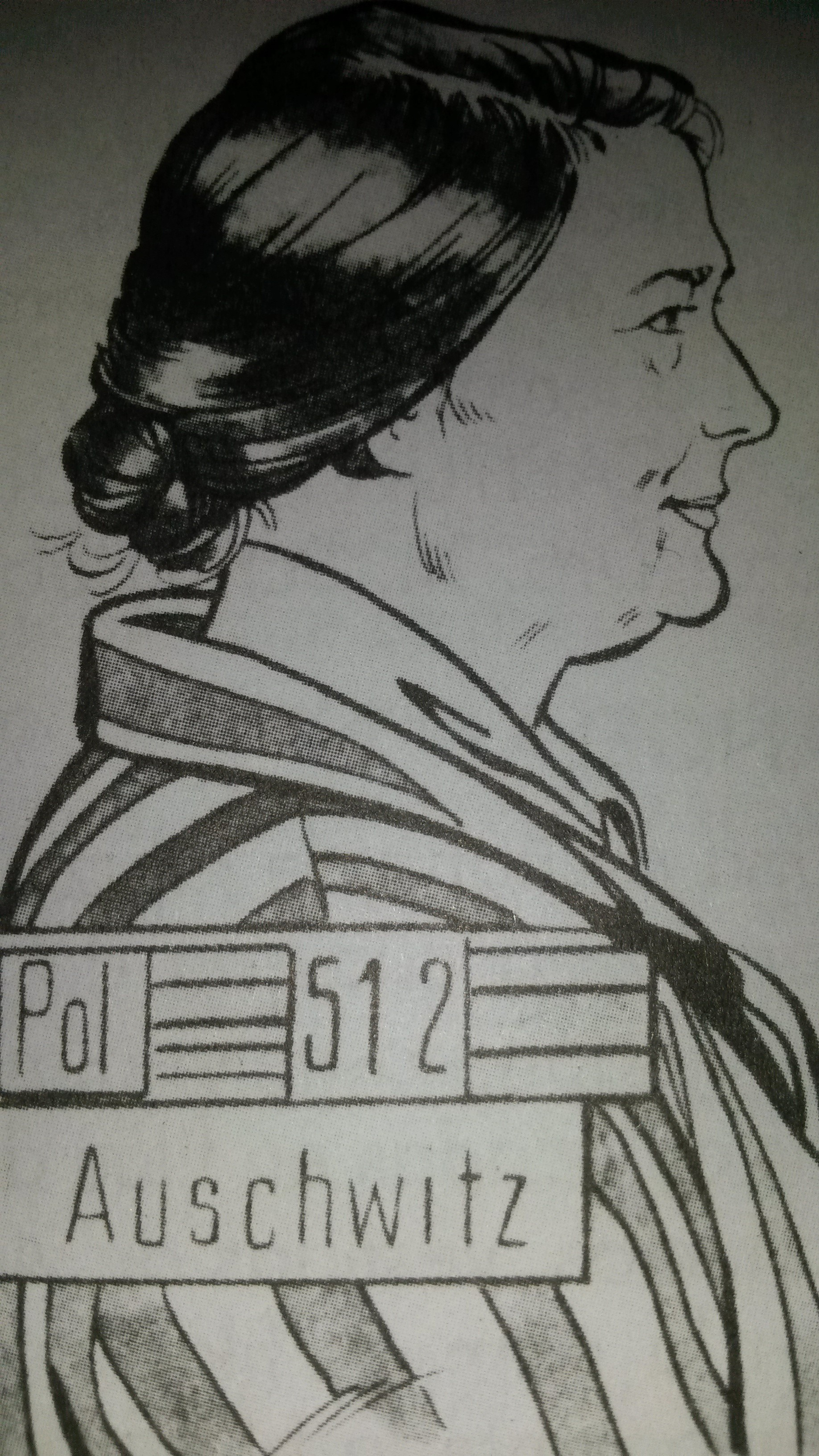
Angèle Marie Autsch.
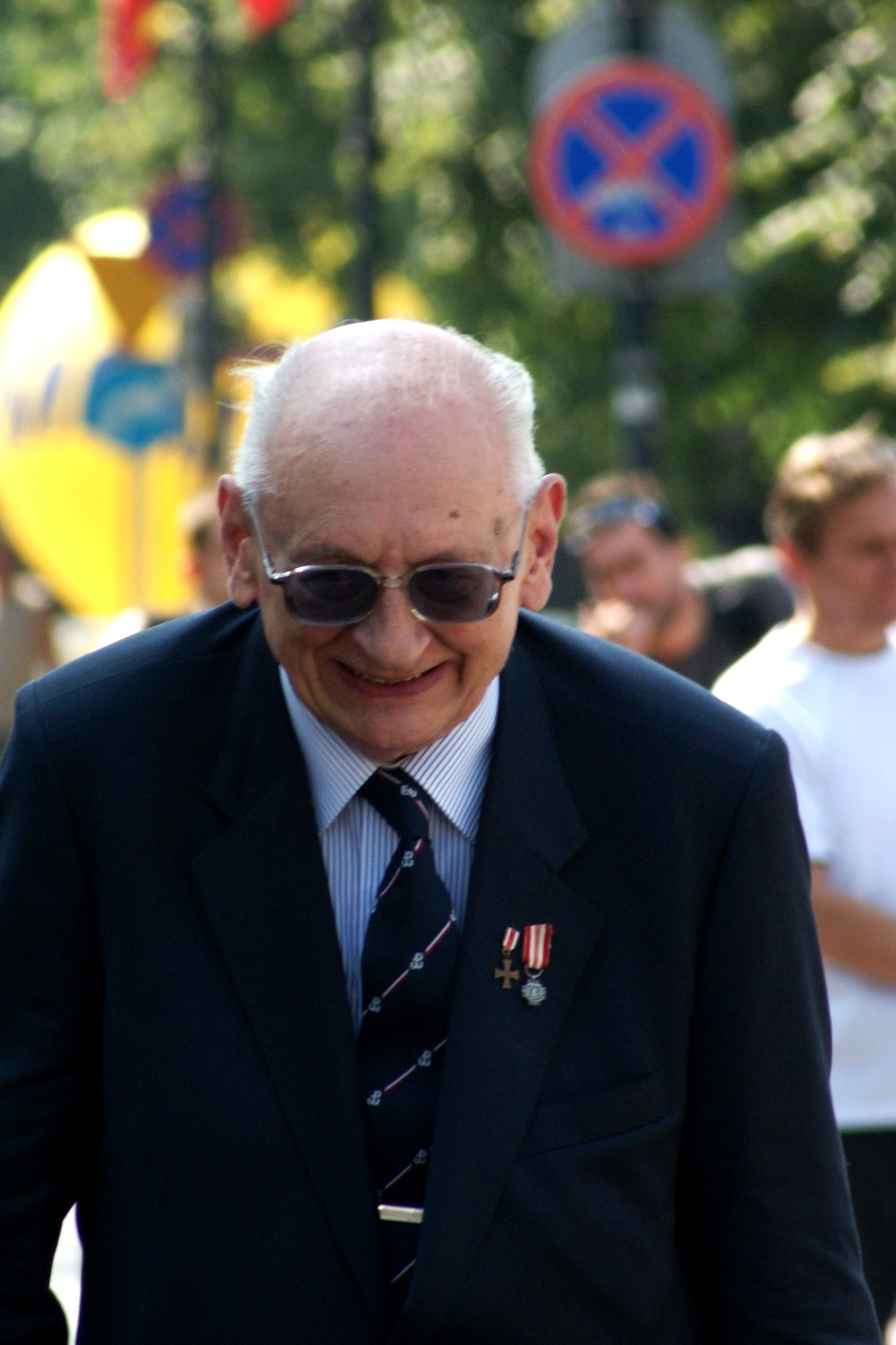
Władysław Bartoszewski.
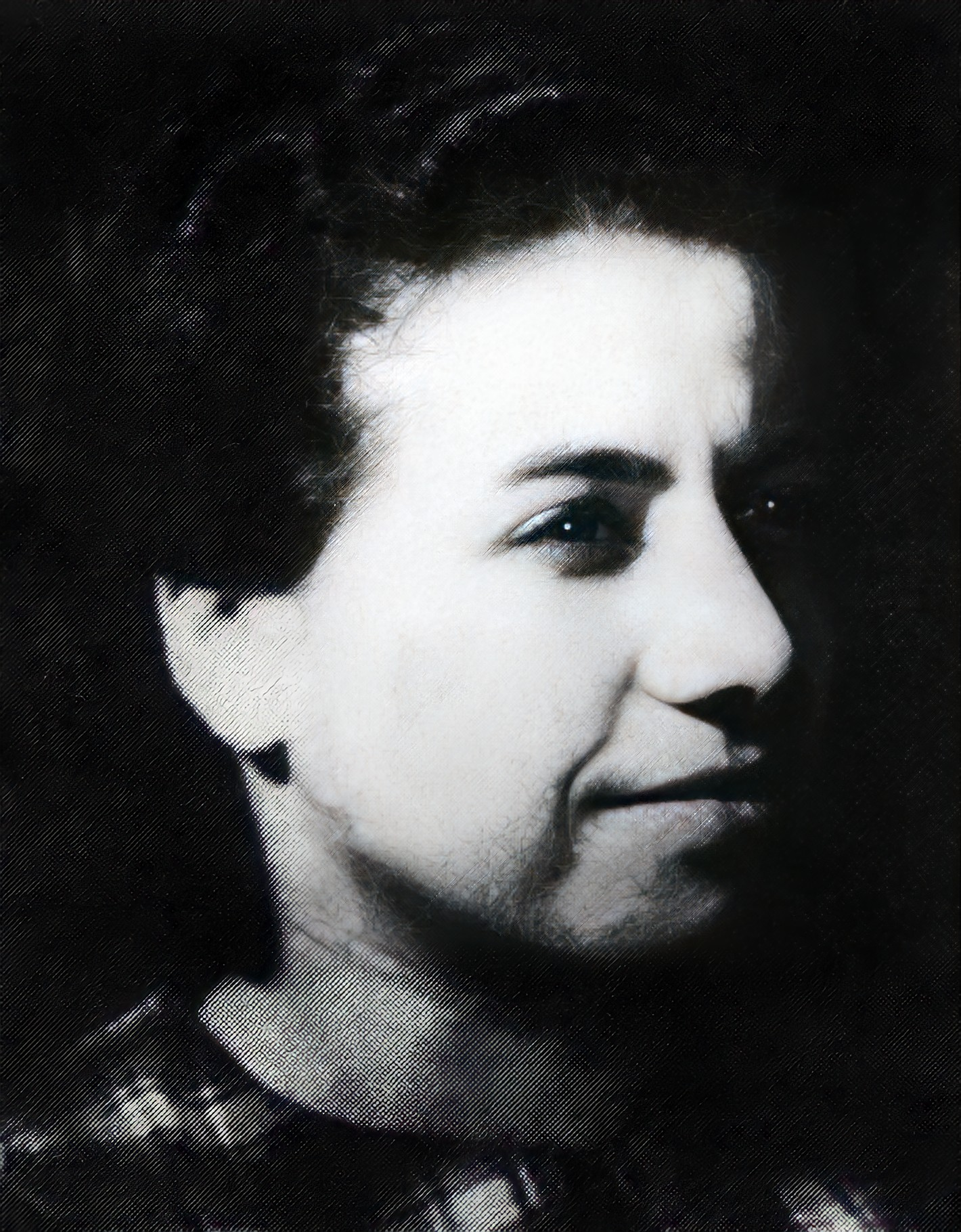
Fanny Beznos.
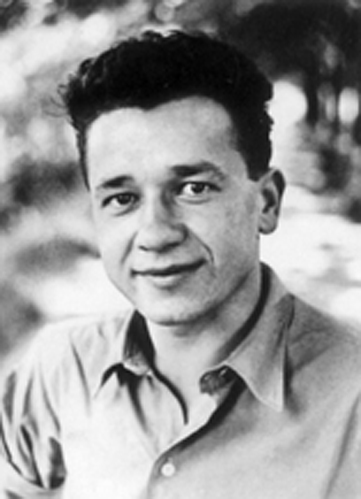
Tadeusz Borowski.
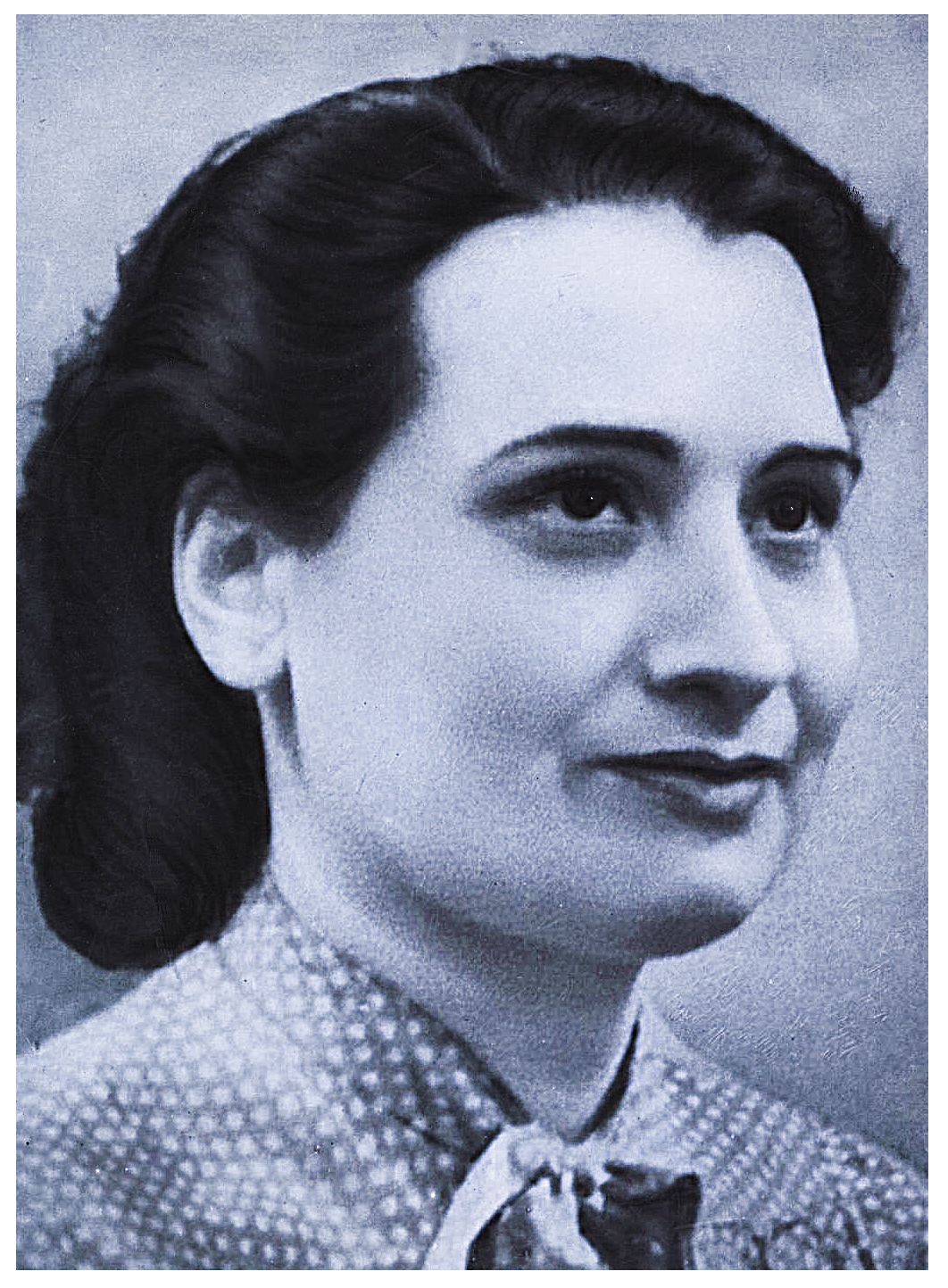
Danielle Casanova.
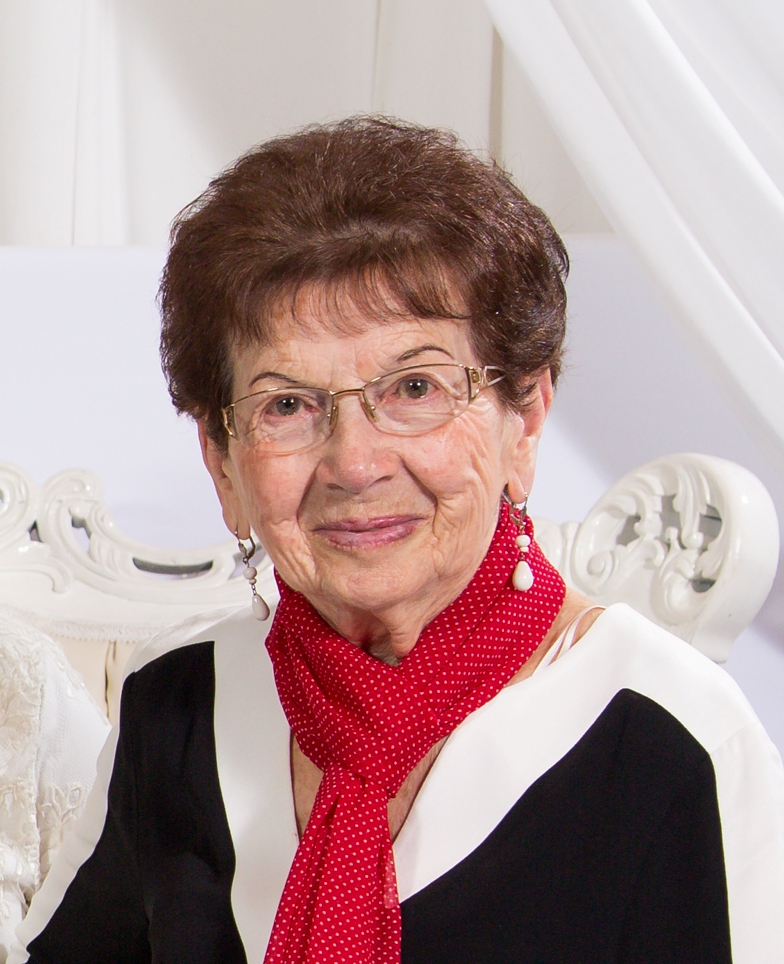
Bat-Sheva Dagan.
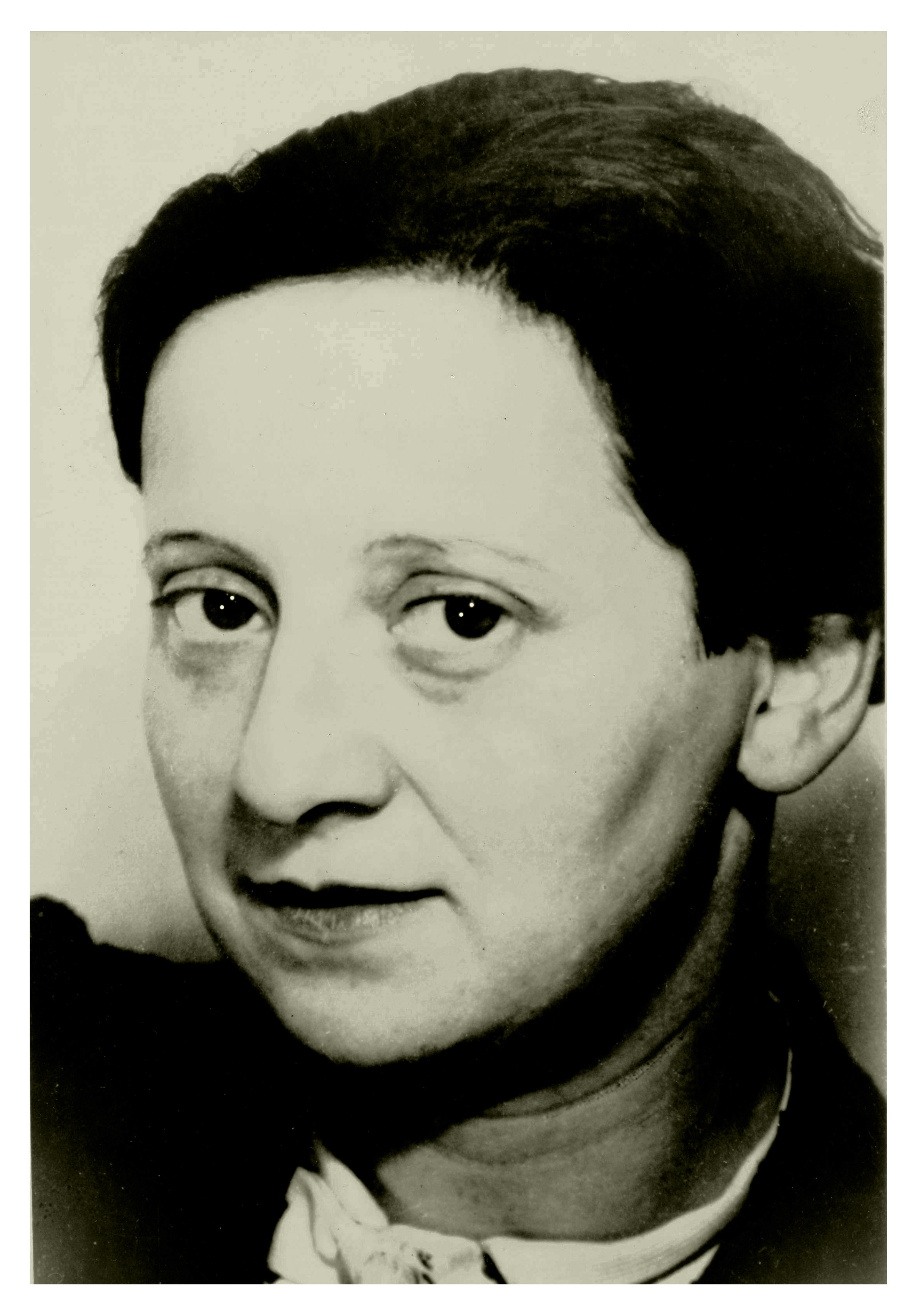
Friedl Dicker-Brandeis.
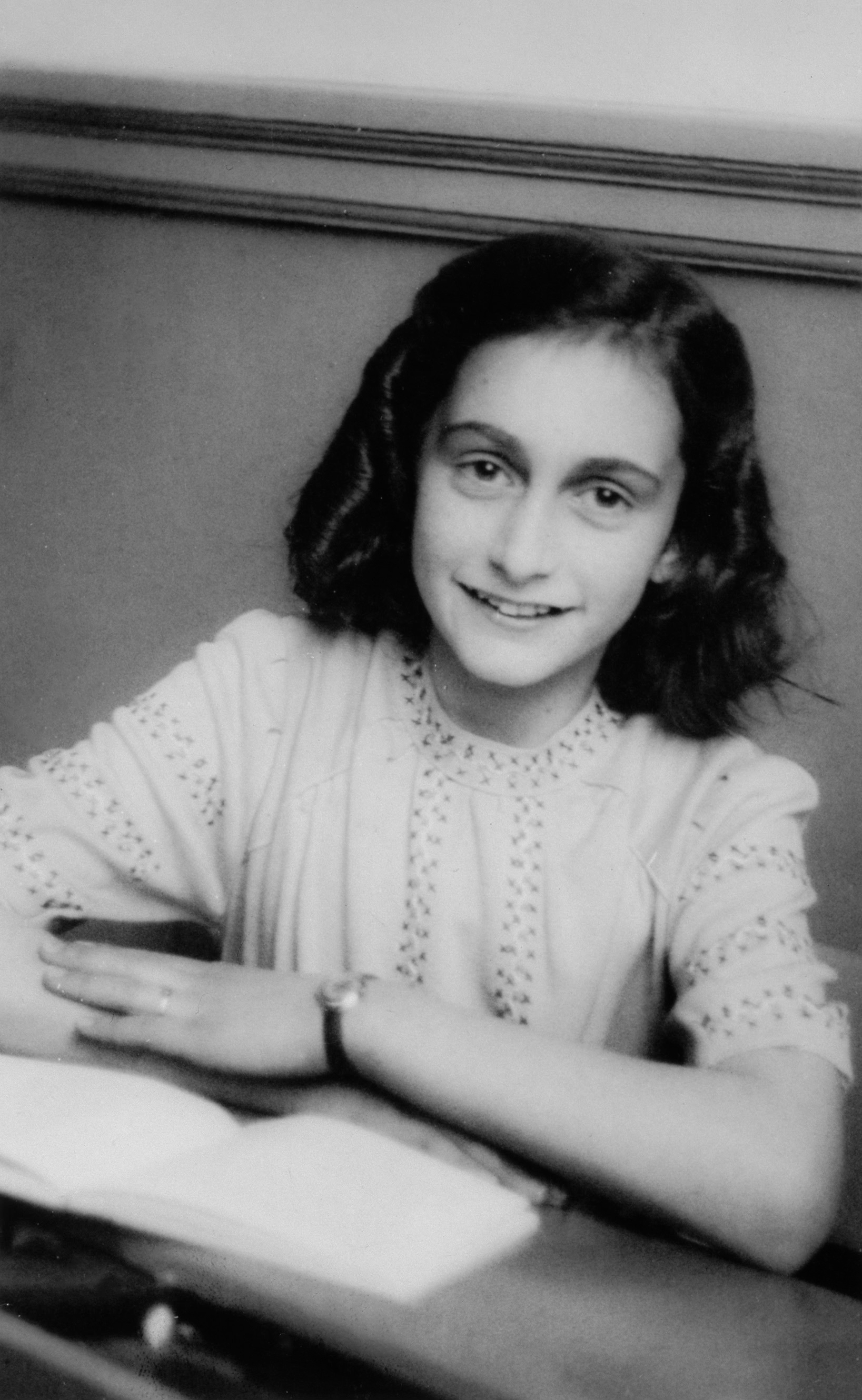
Anne Frank.
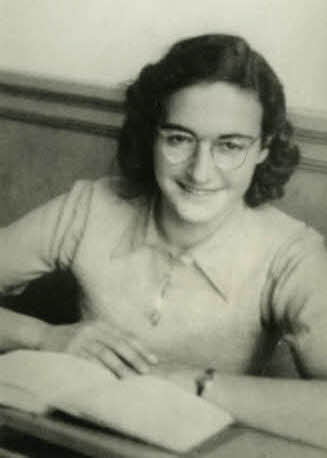
Margot Frank.
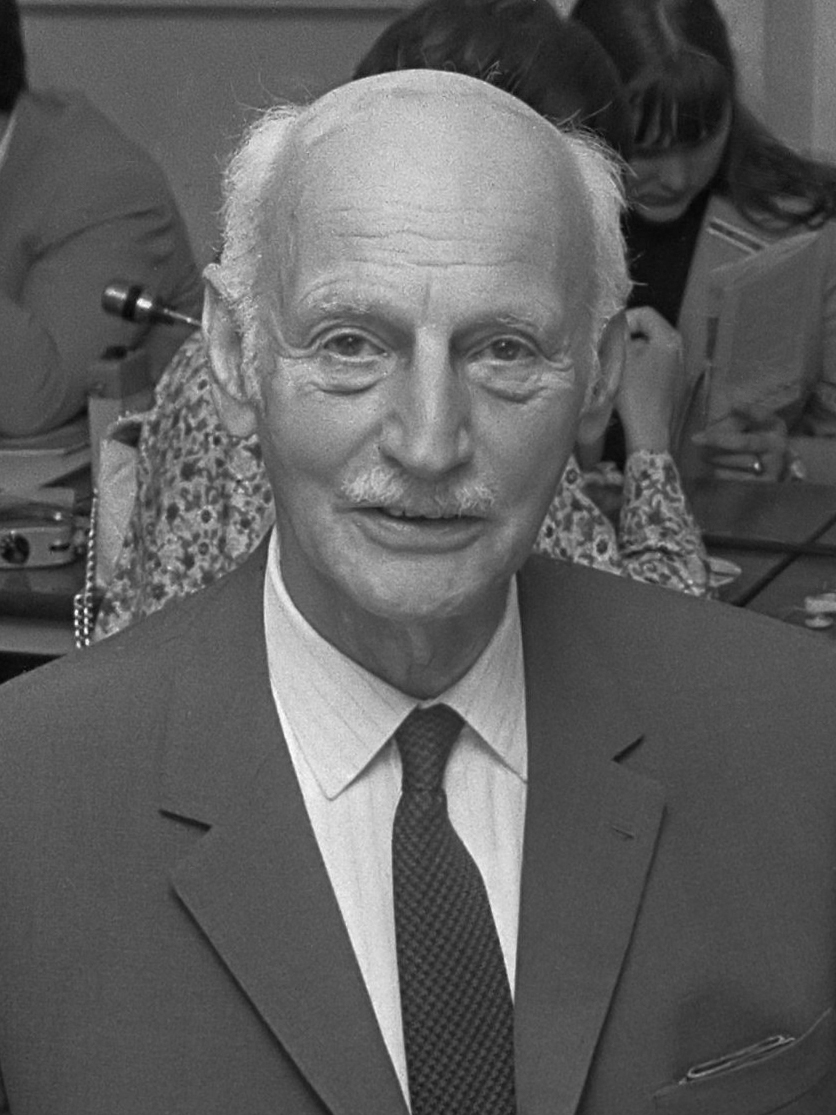
Otto Frank.
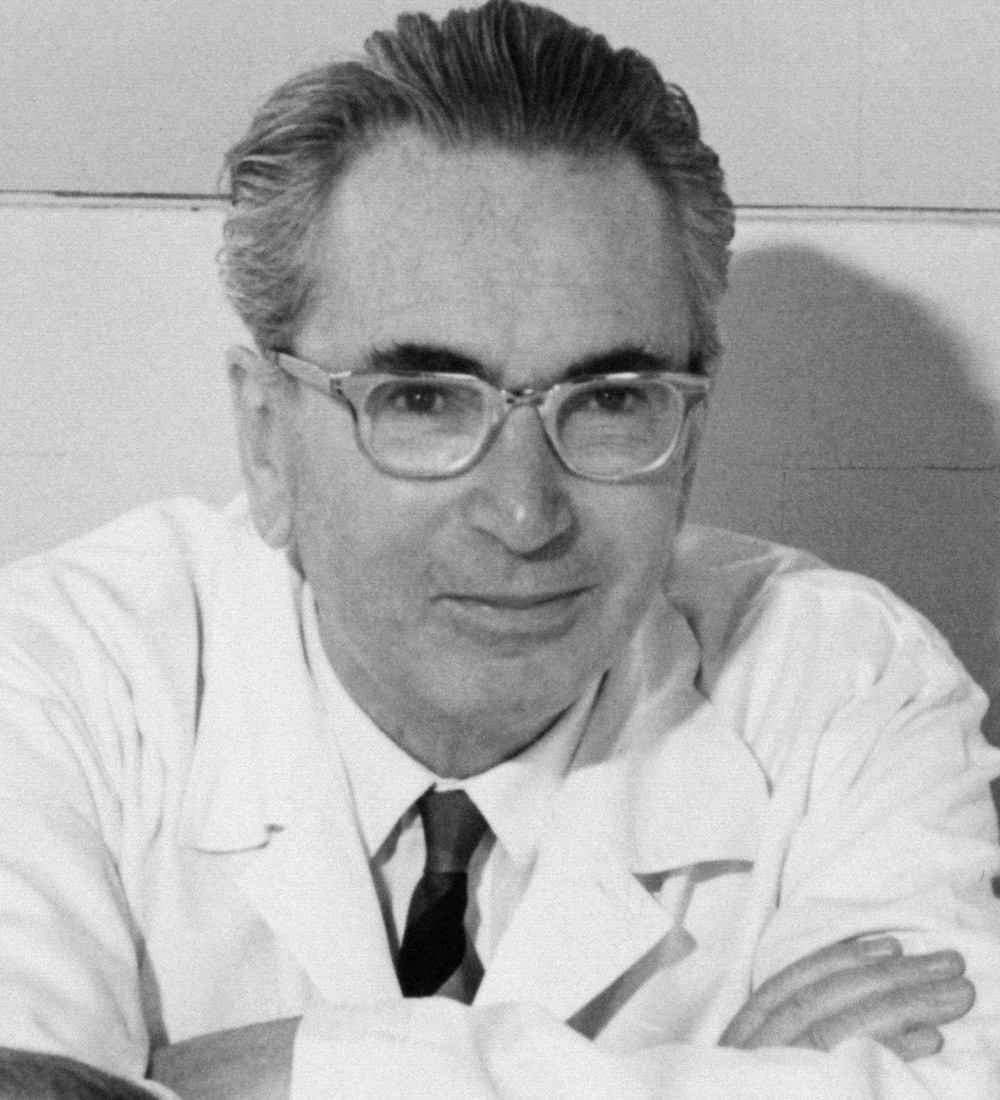
Viktor Frankl.
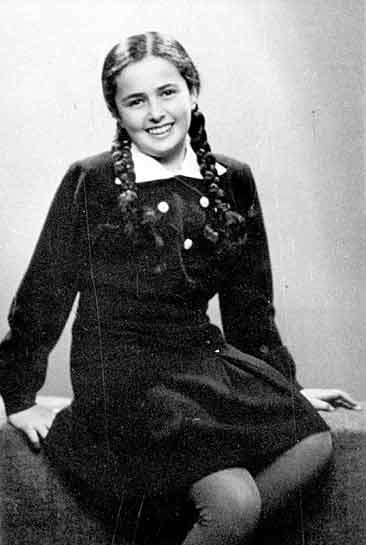
Éva Heyman.
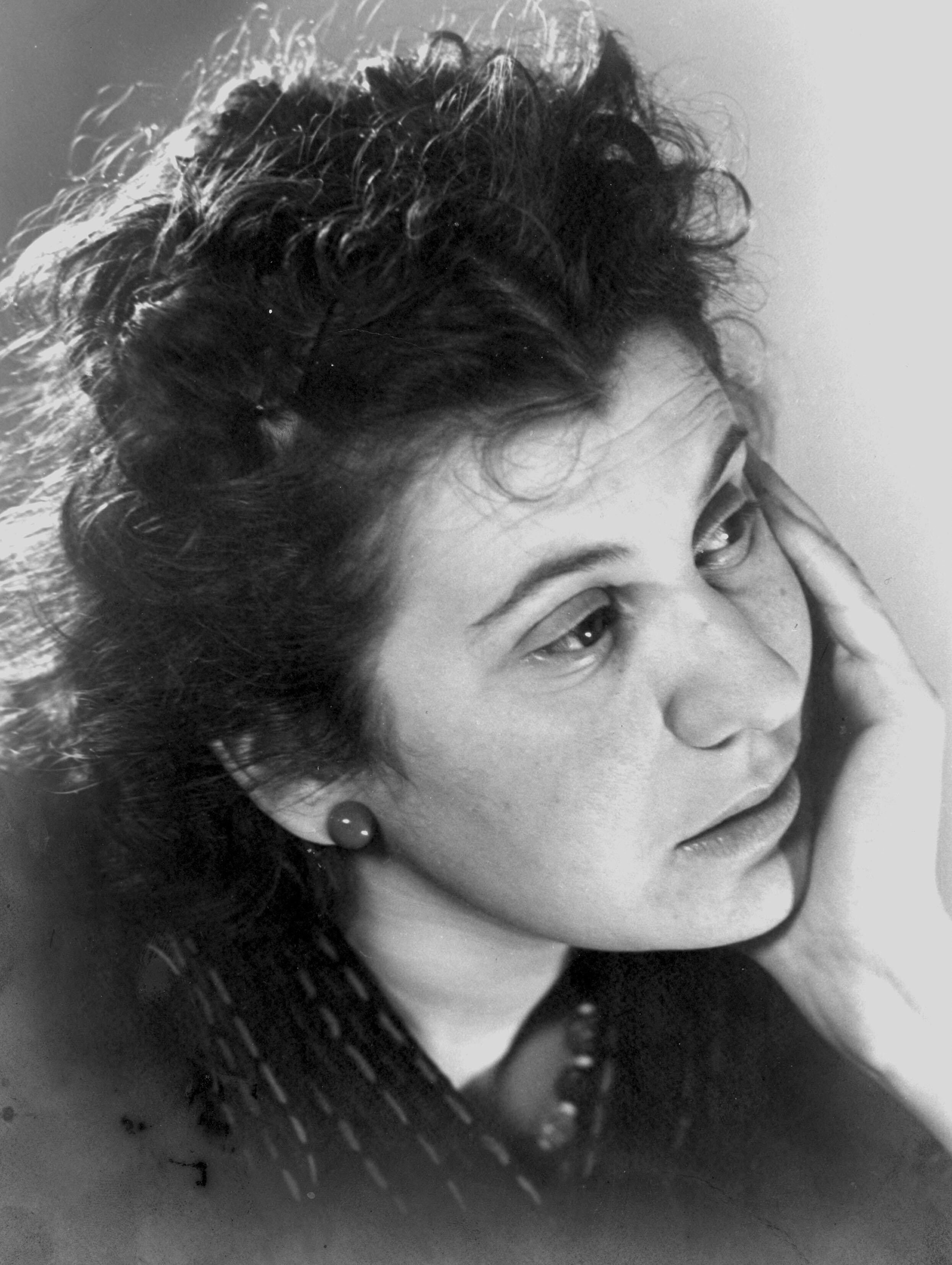
Etty Hillesum.
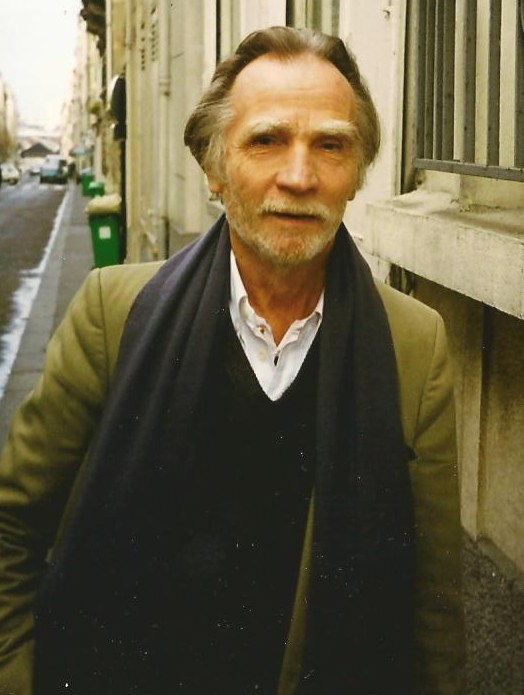
Willy Holt.
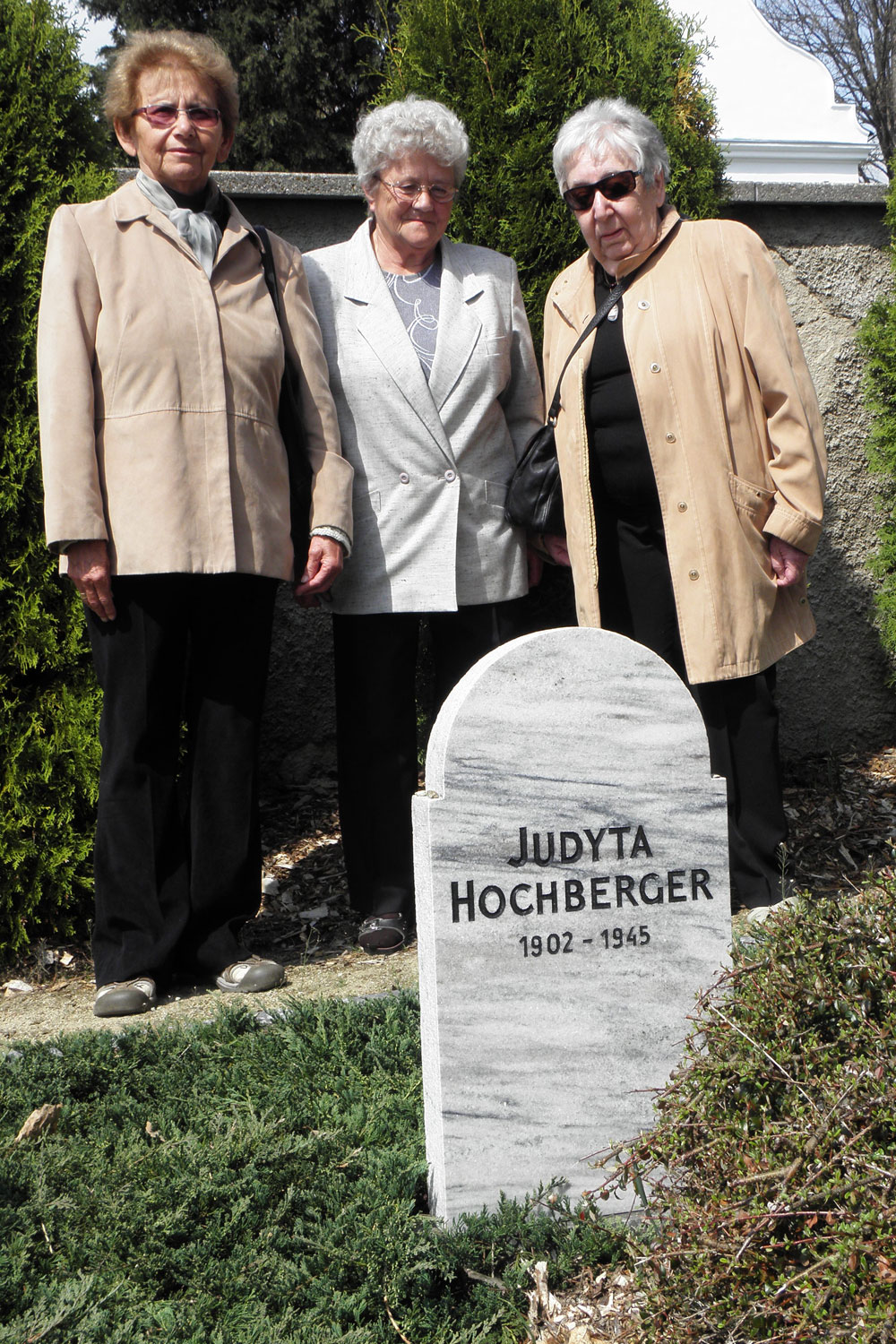
Helga Hošková-Weissová (à droite).
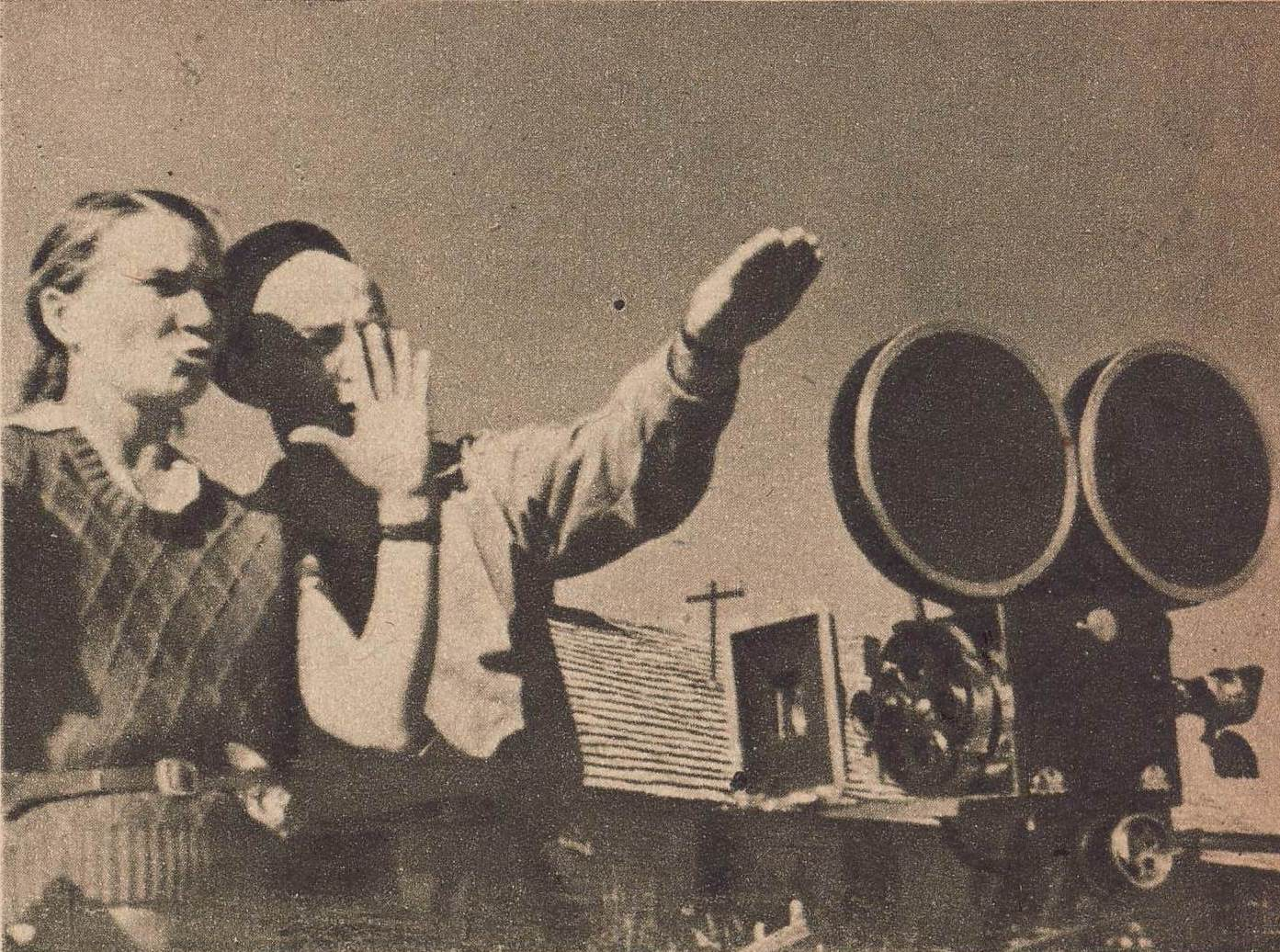
Wanda Jakubowska.
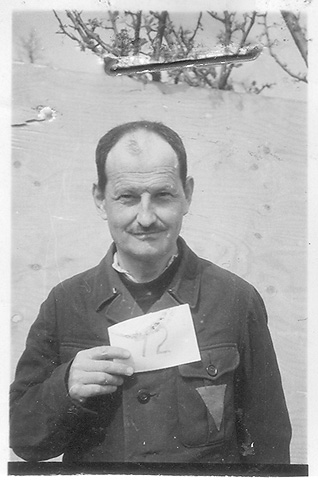
Benedikt Kautsky.
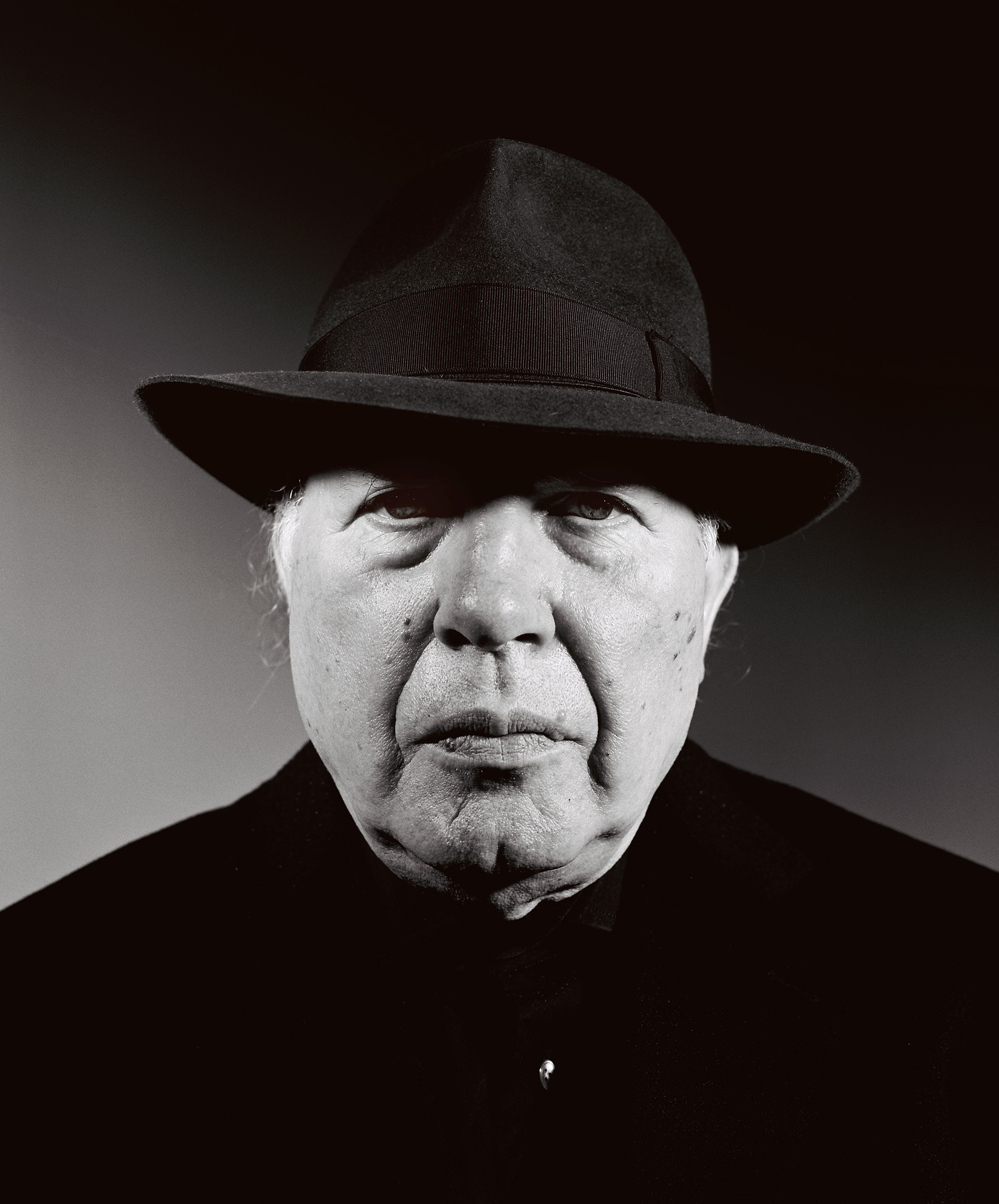
Imre Kertész.
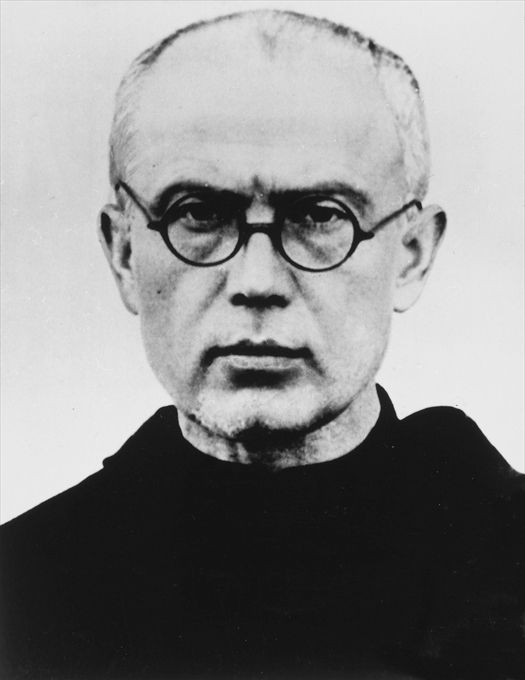
Maximilien Kolbe.
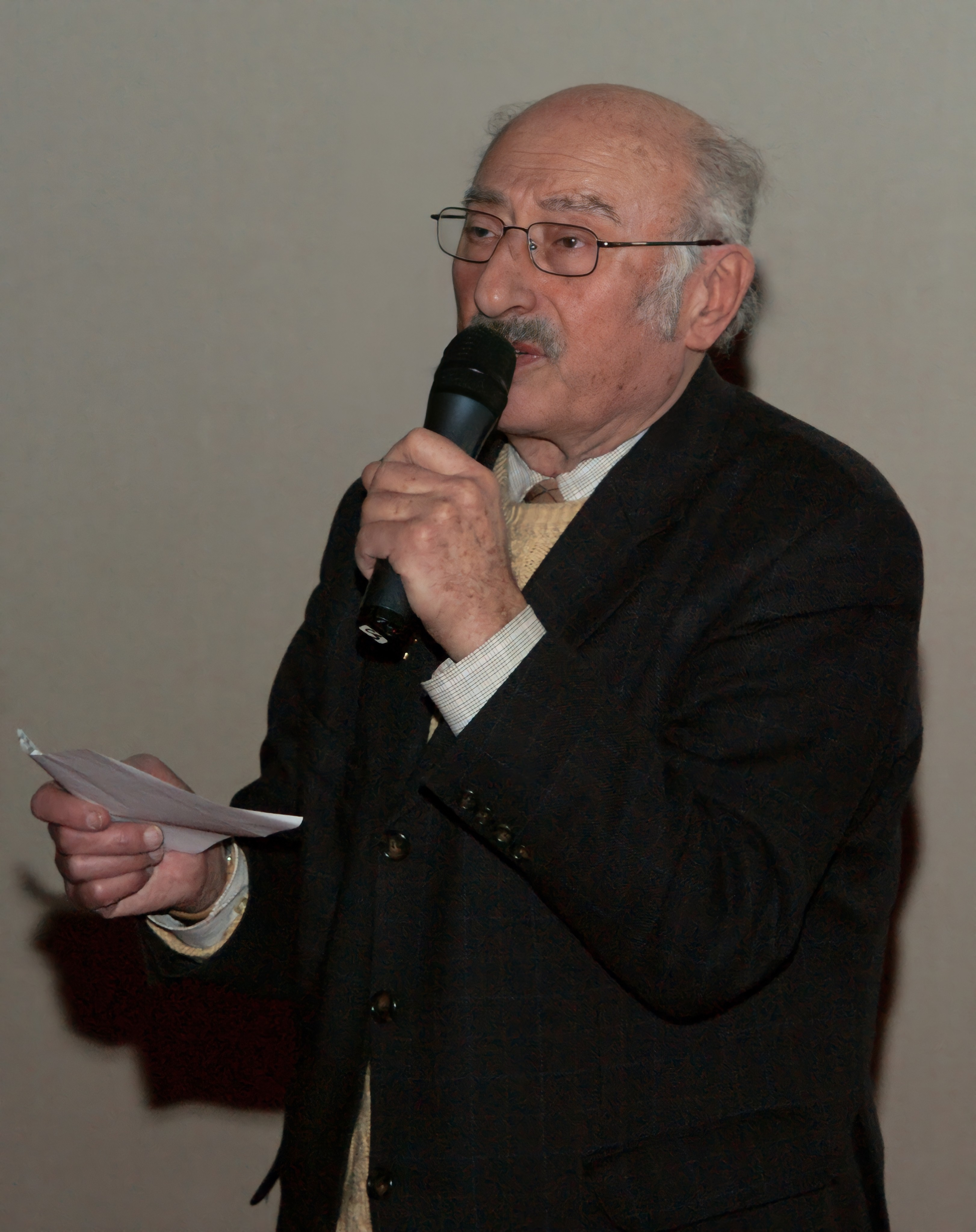
Henri Kichka.
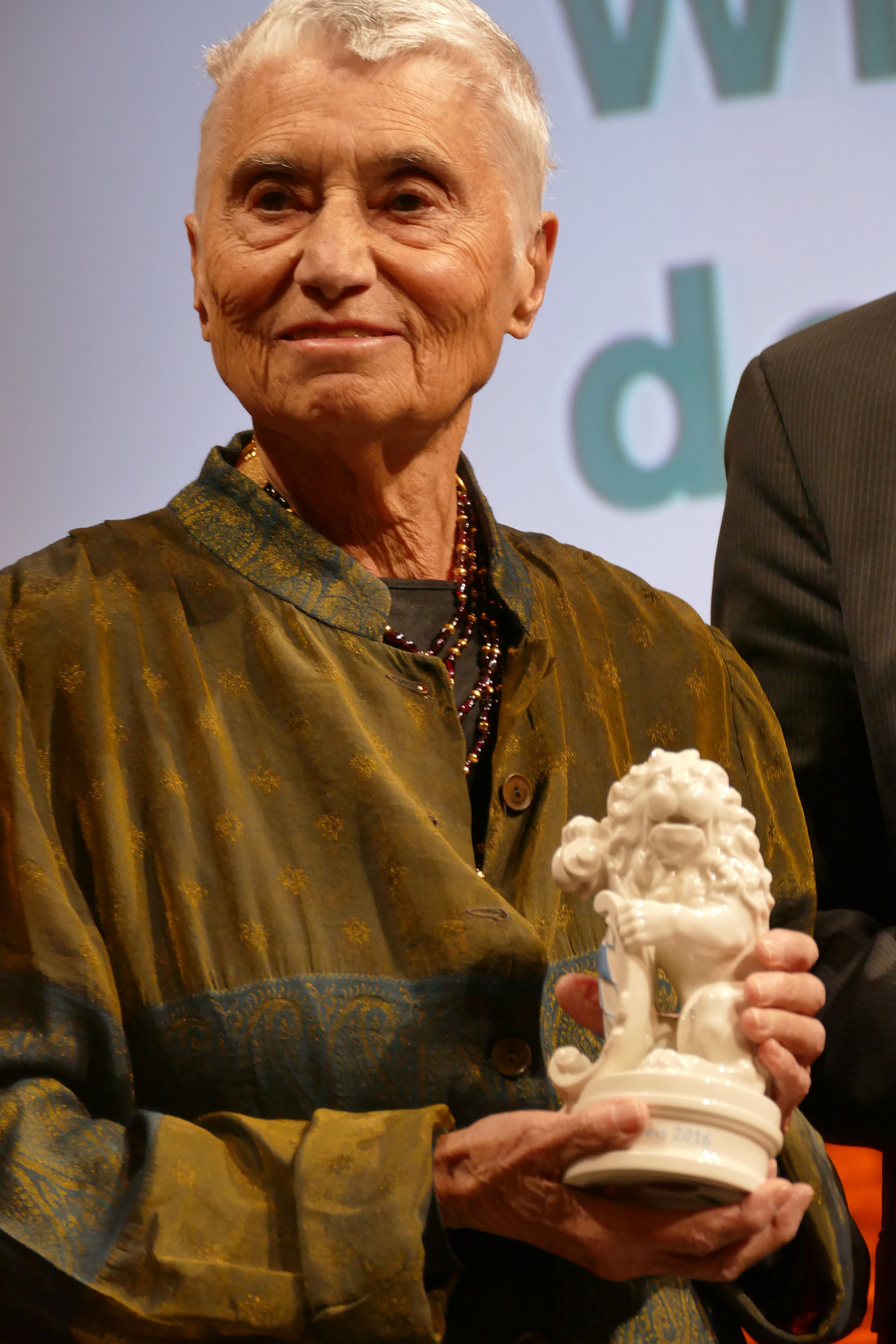
Ruth Klüger.
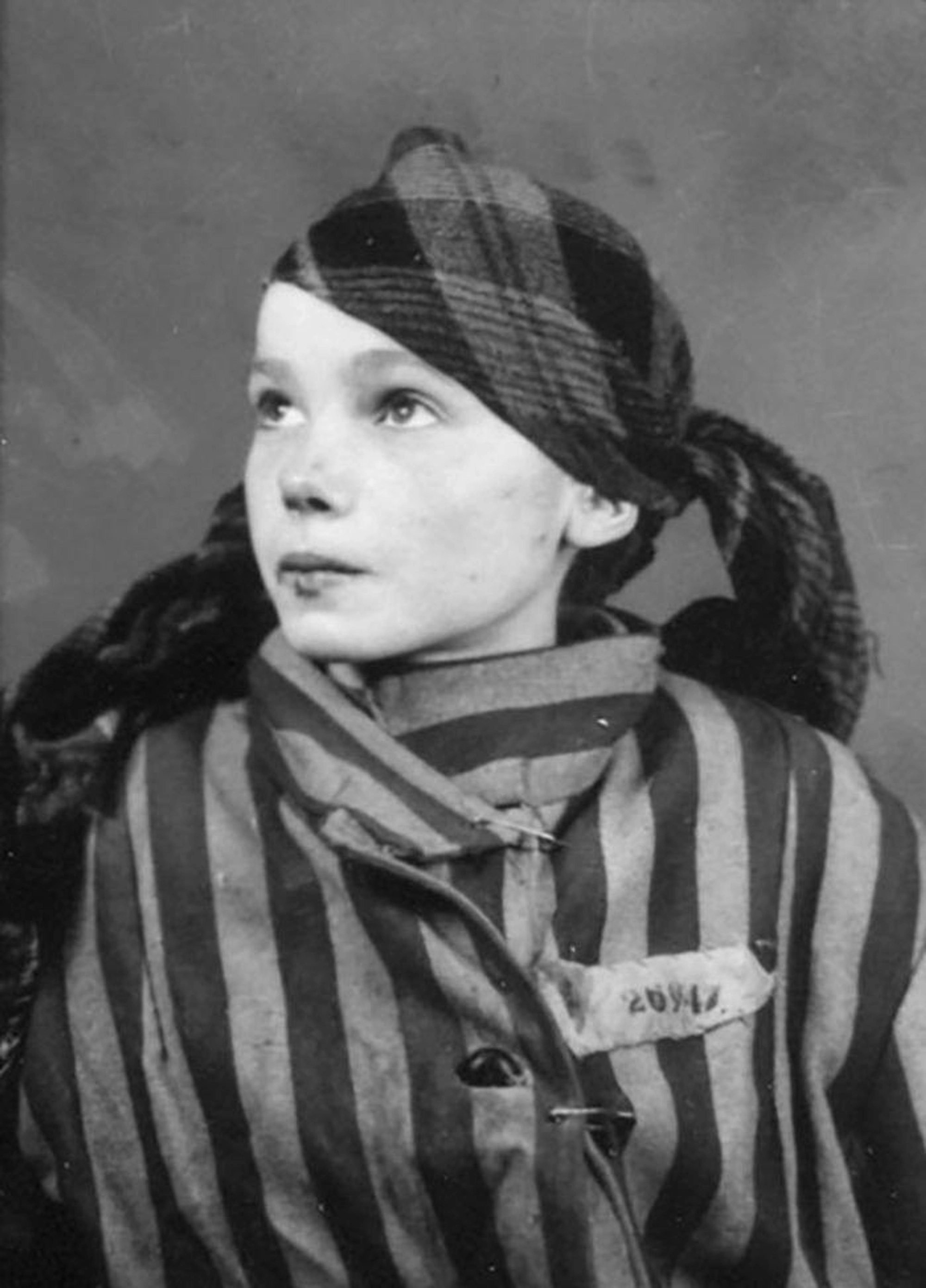
Czesława Kwoka.
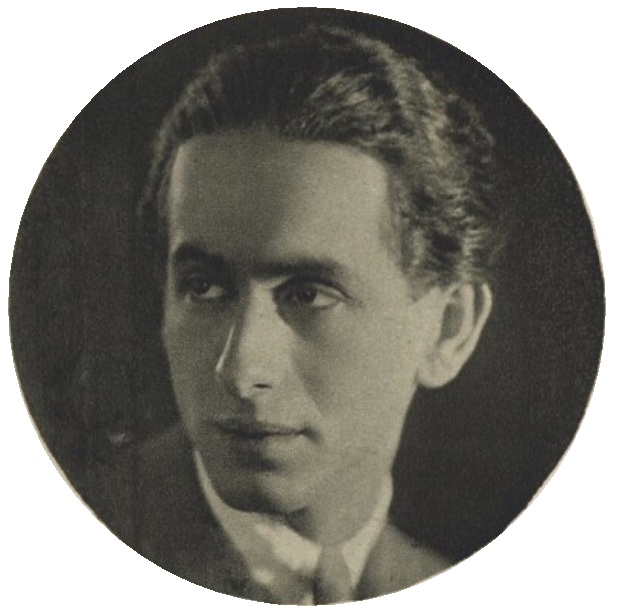
Hans Krása.
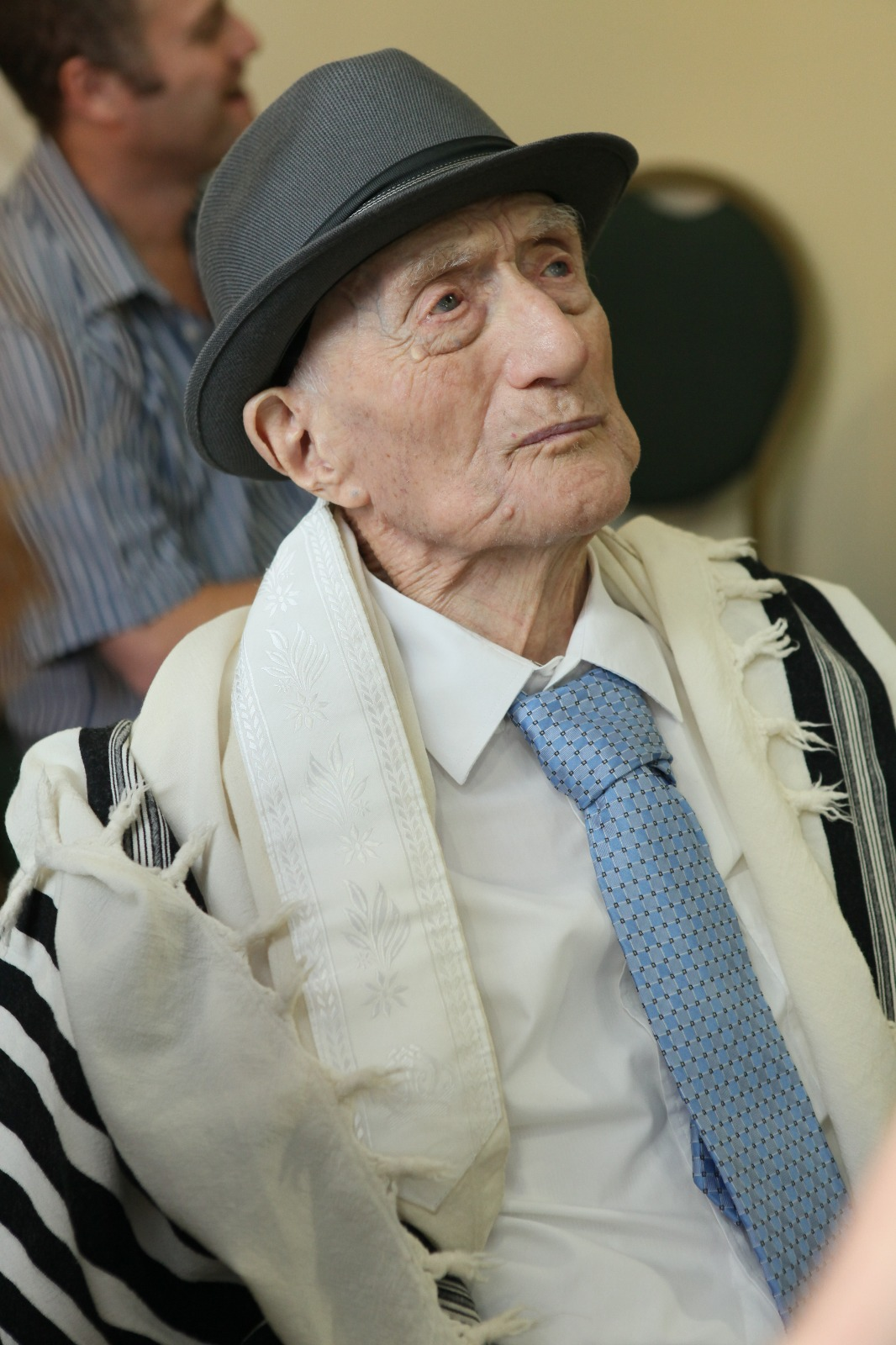
Yisrael Kristal.
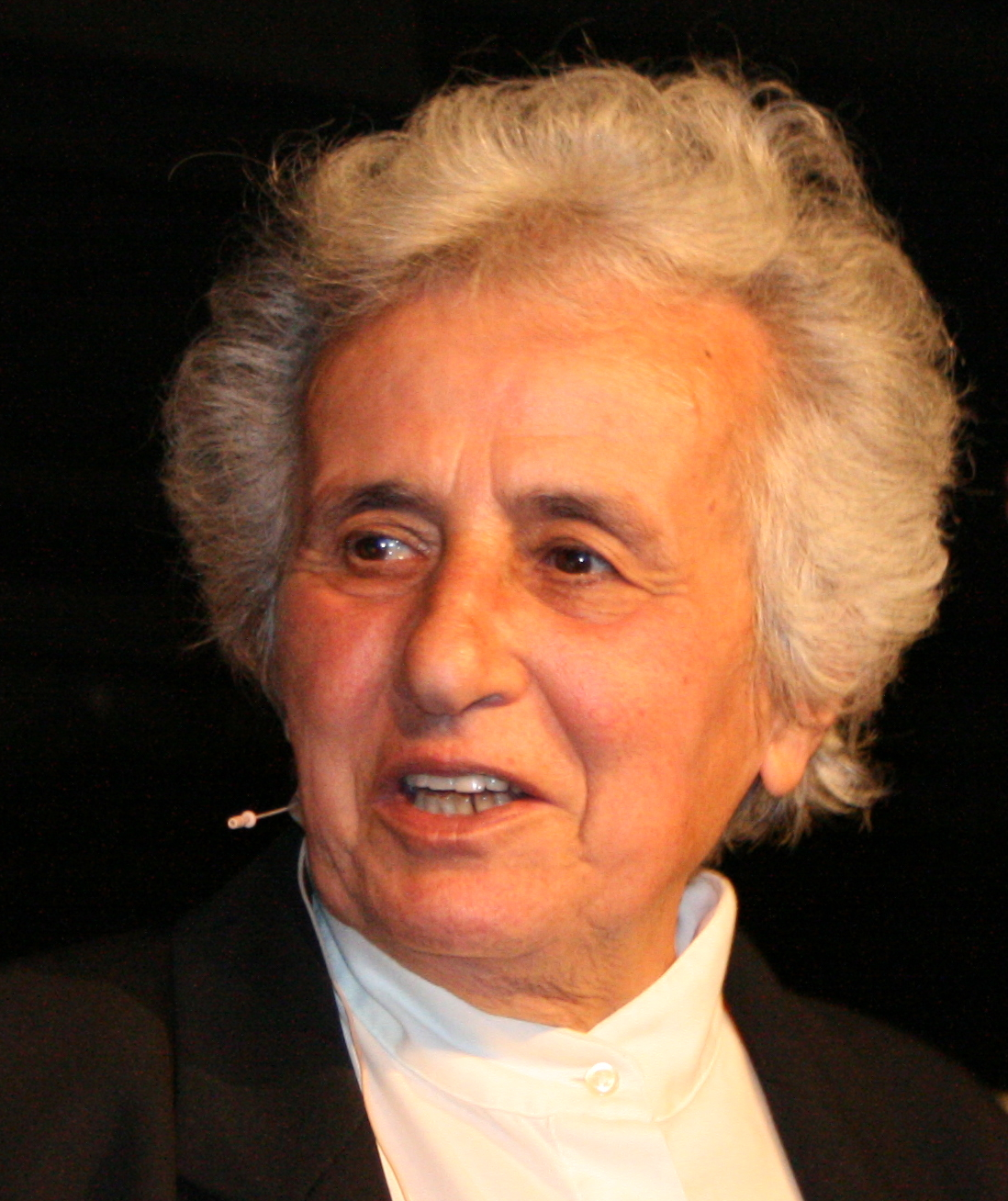
Anita Lasker-Wallfisch.
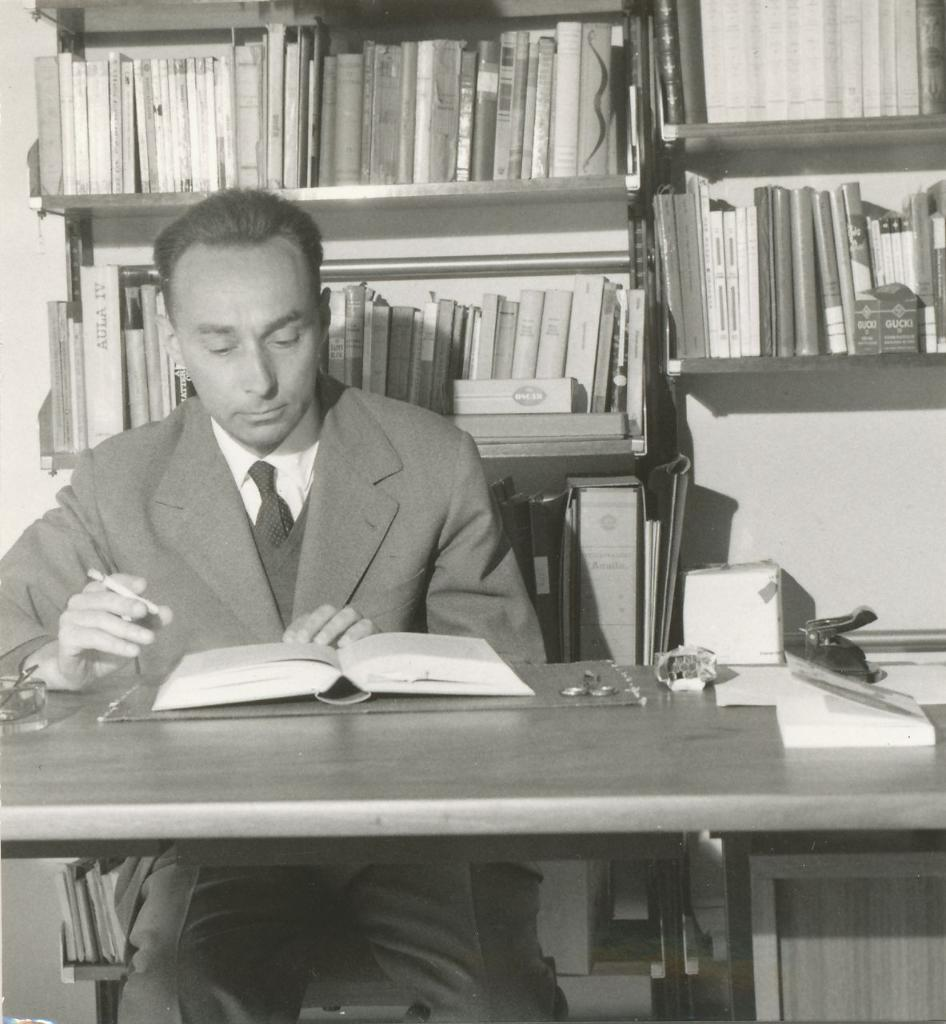
Primo Levi.
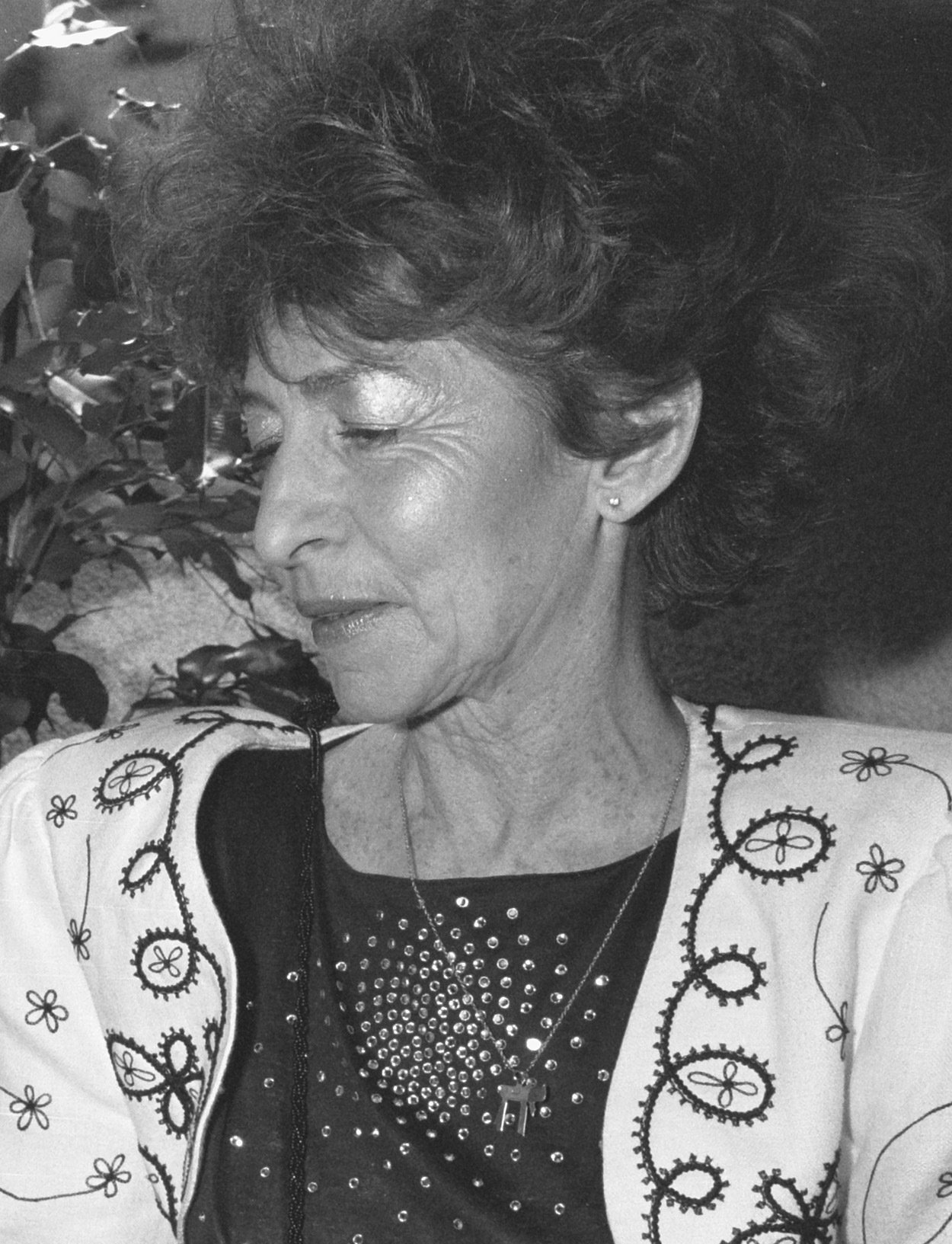
Marceline Loridan-Ivens.
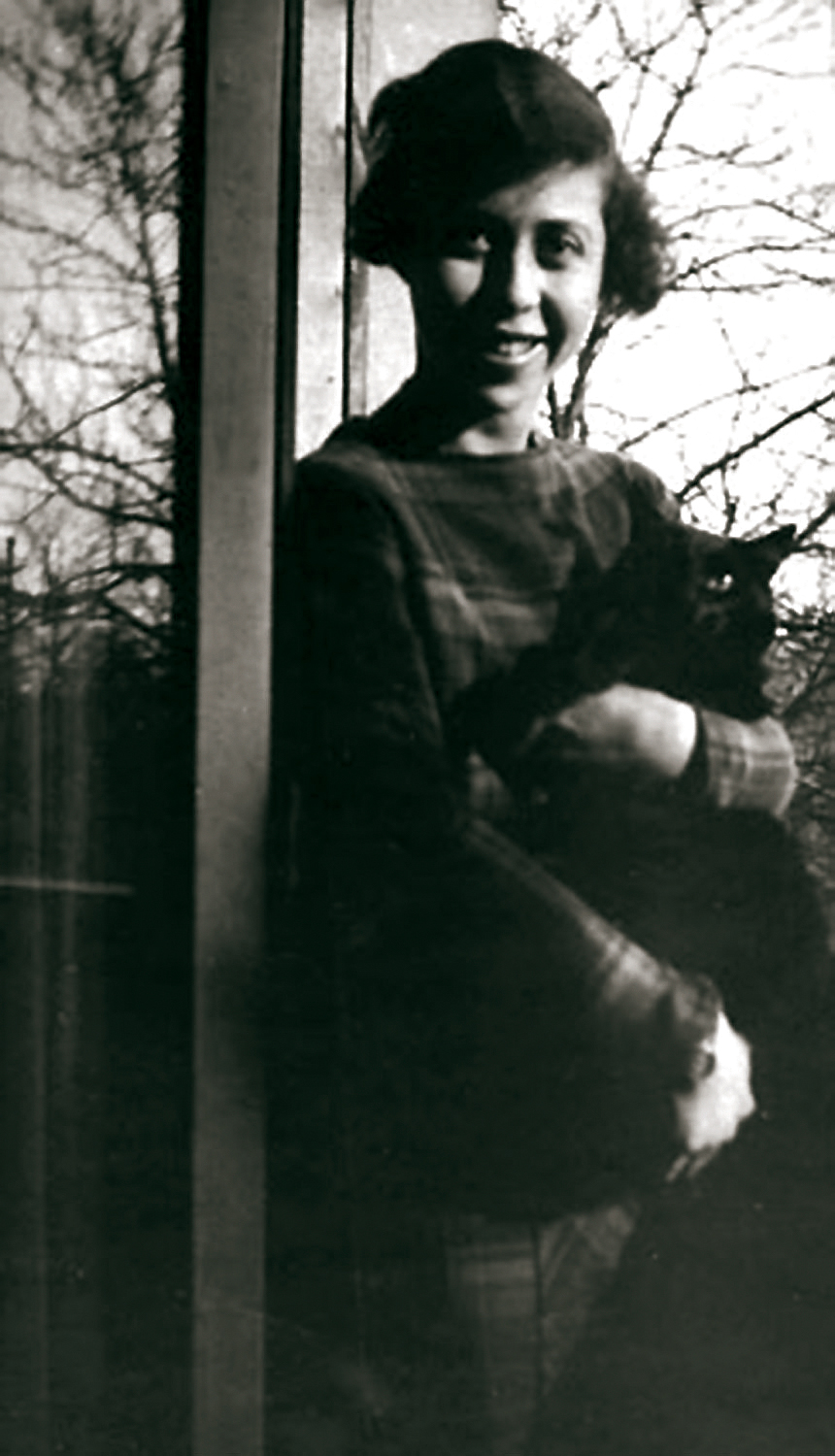
Irène Némirovsky.
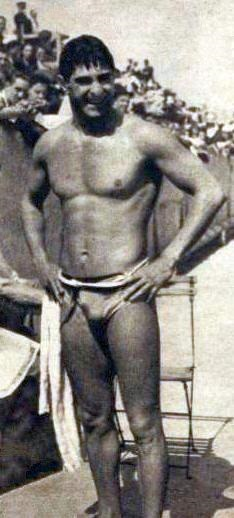
Alfred Nakache.
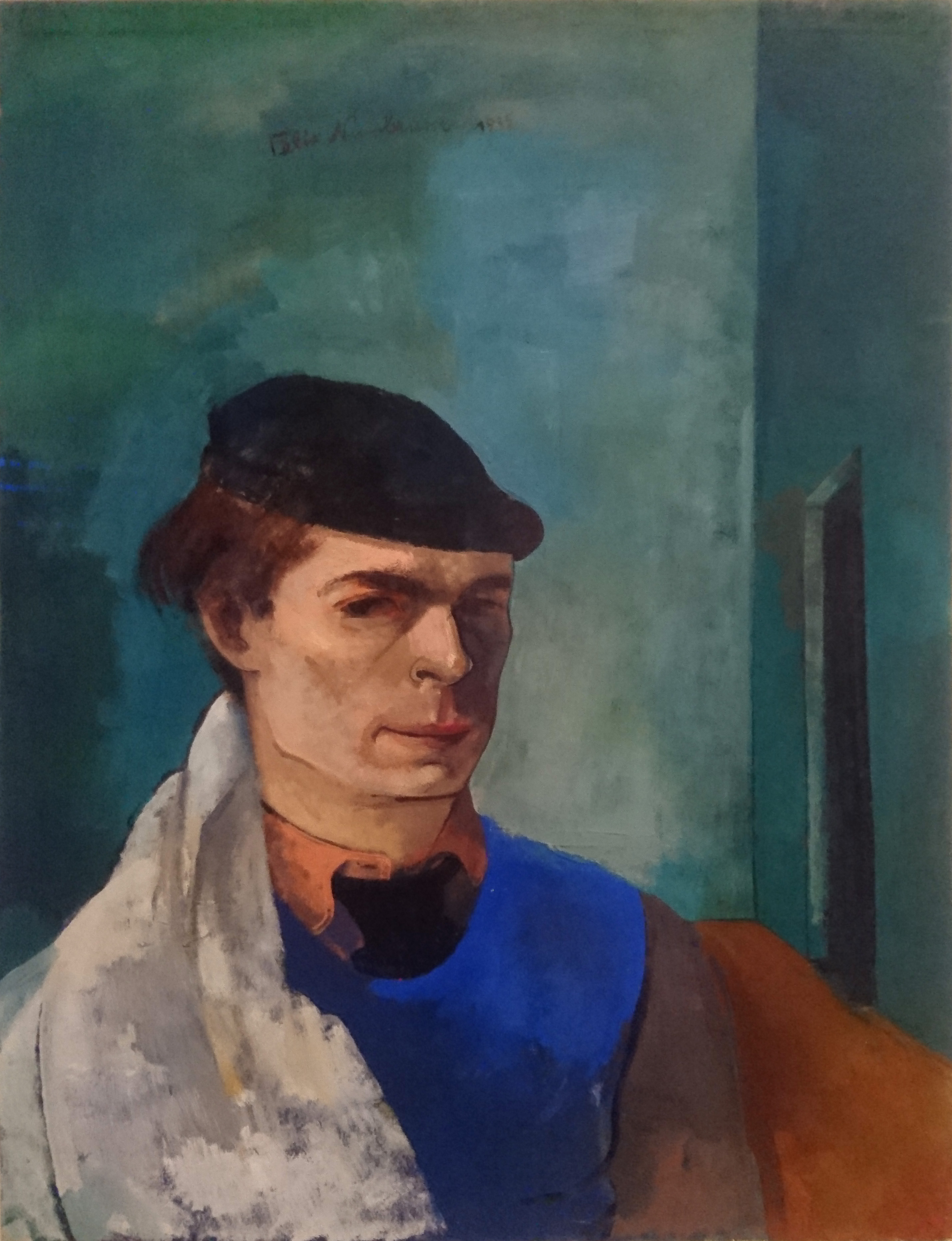
Felix Nussbaum.
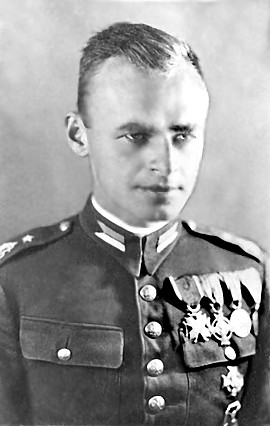
Witold Pilecki.
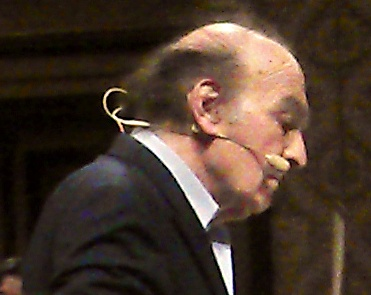
Samuel Pisar.
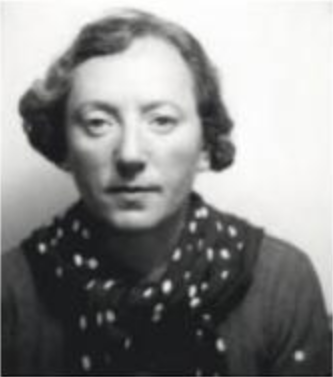
Felka Platek.
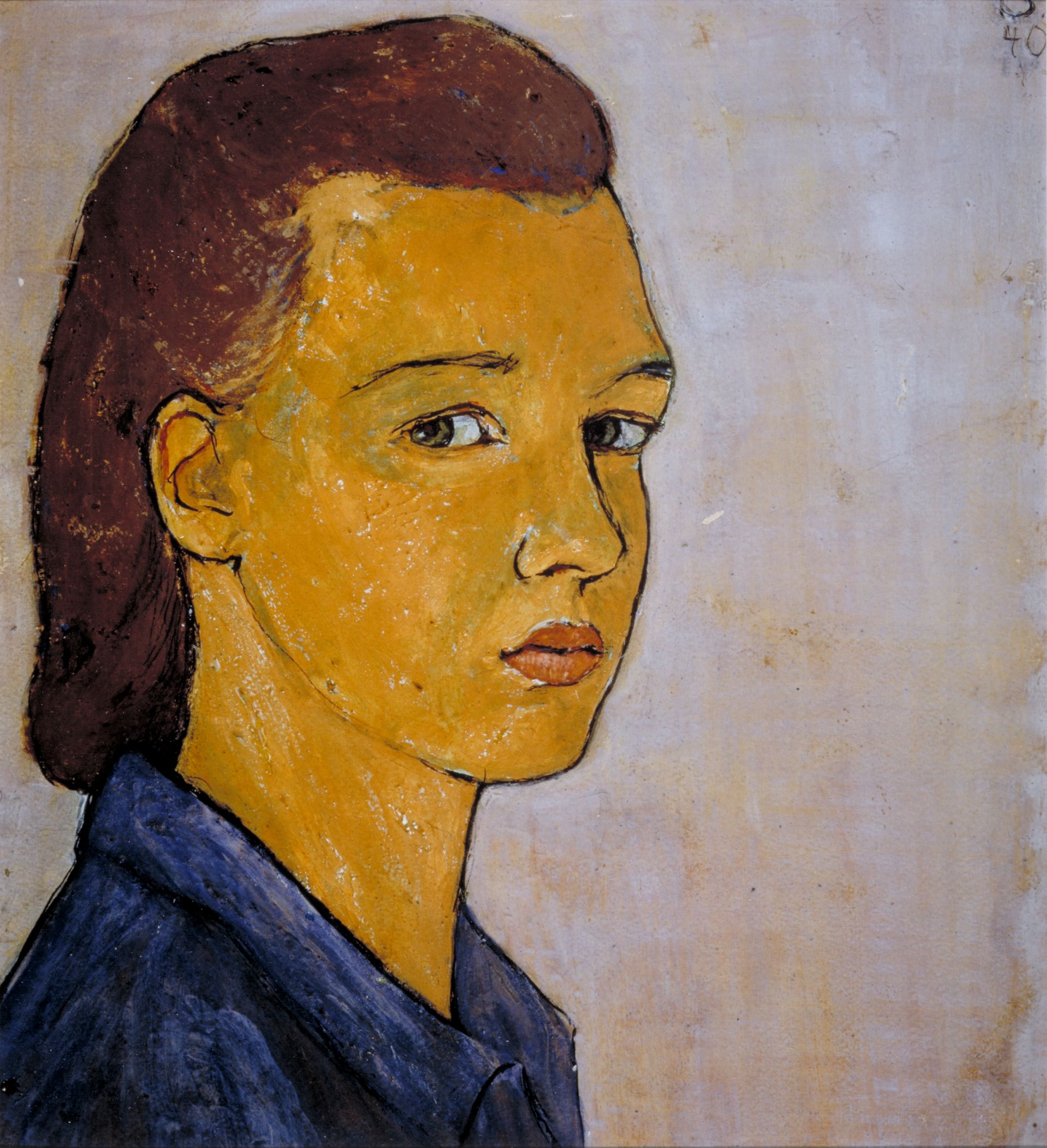
Charlotte Salomon.
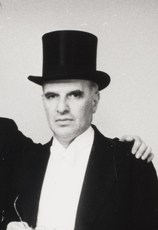
Erich Salomon.
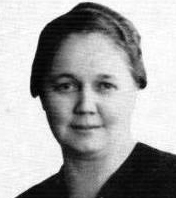
Rosa Stallbaumer.
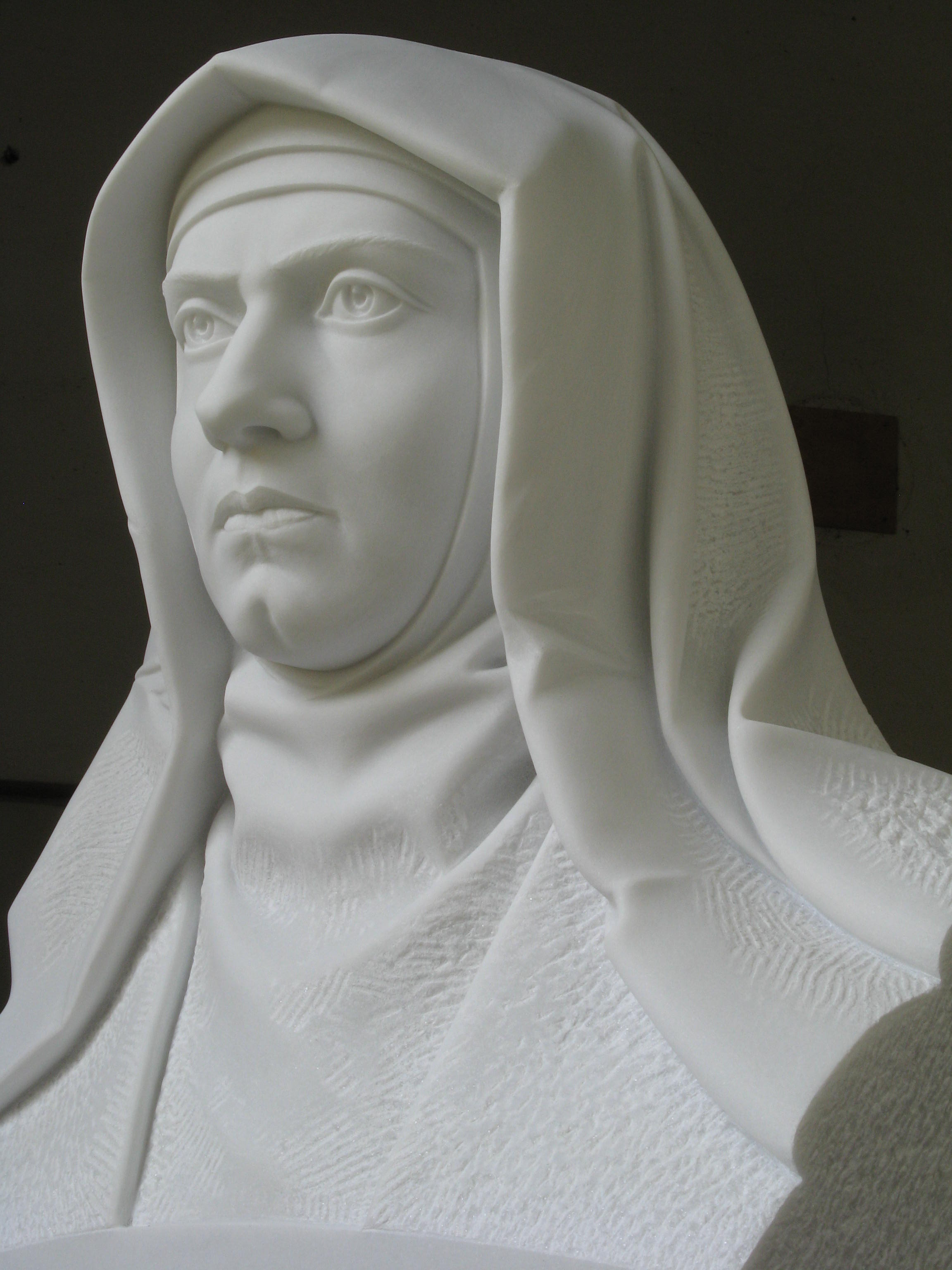
Edith Stein.
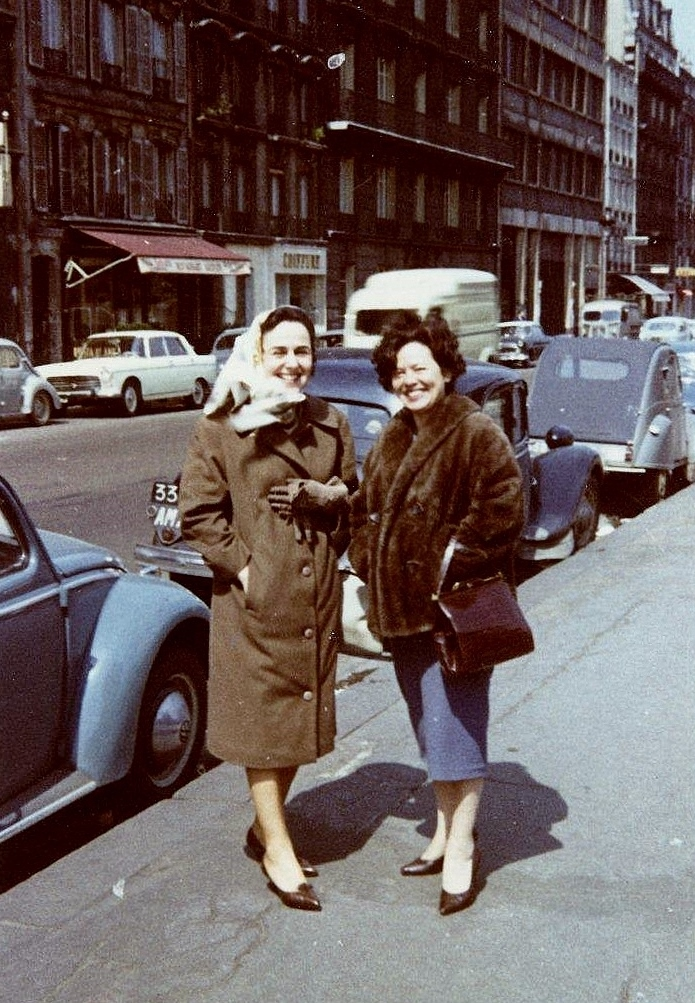
Anne-Lise Stern (à gauche).
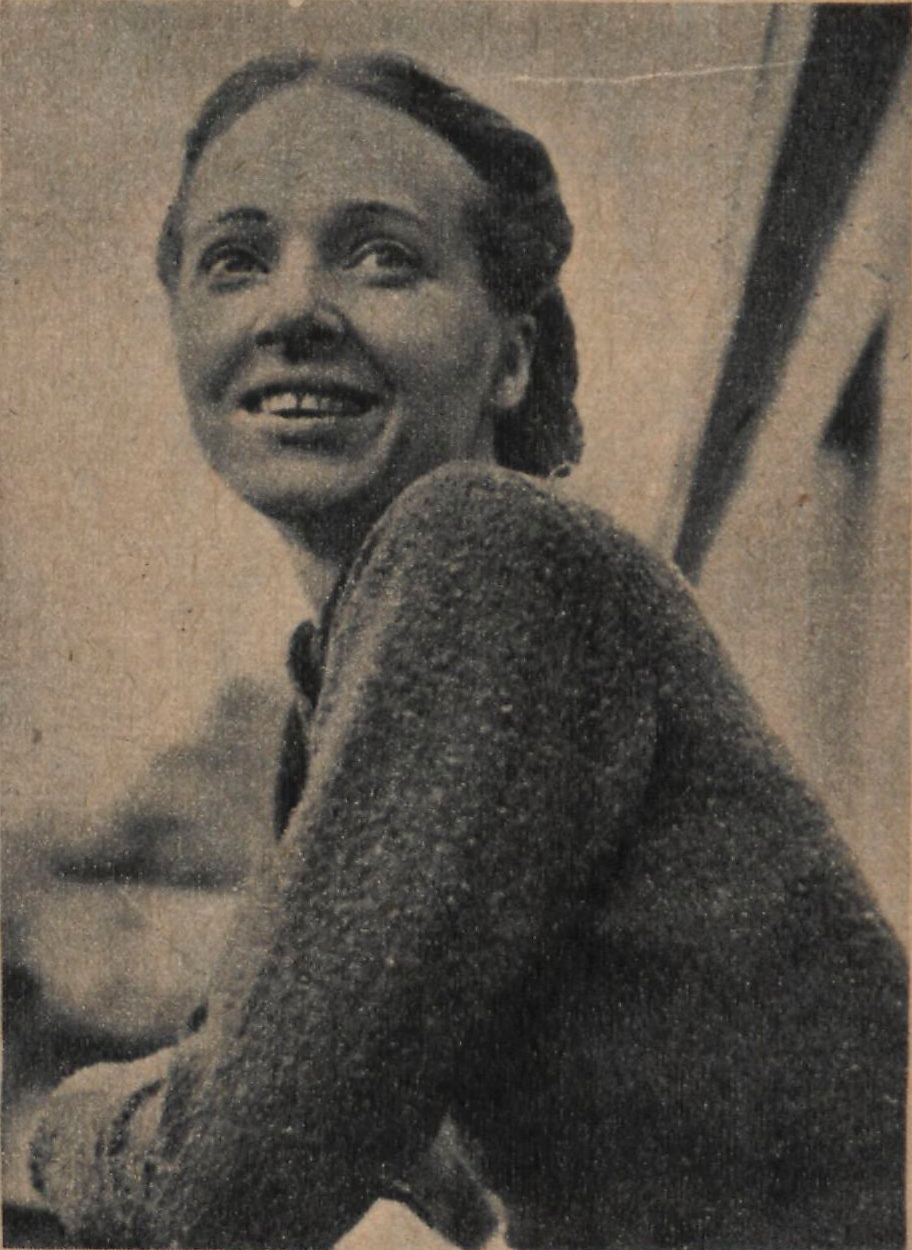
Marie-Claude Vaillant-Couturier.
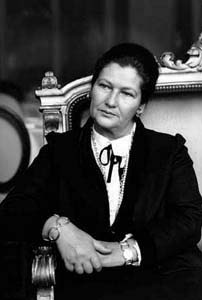
Simone Veil.
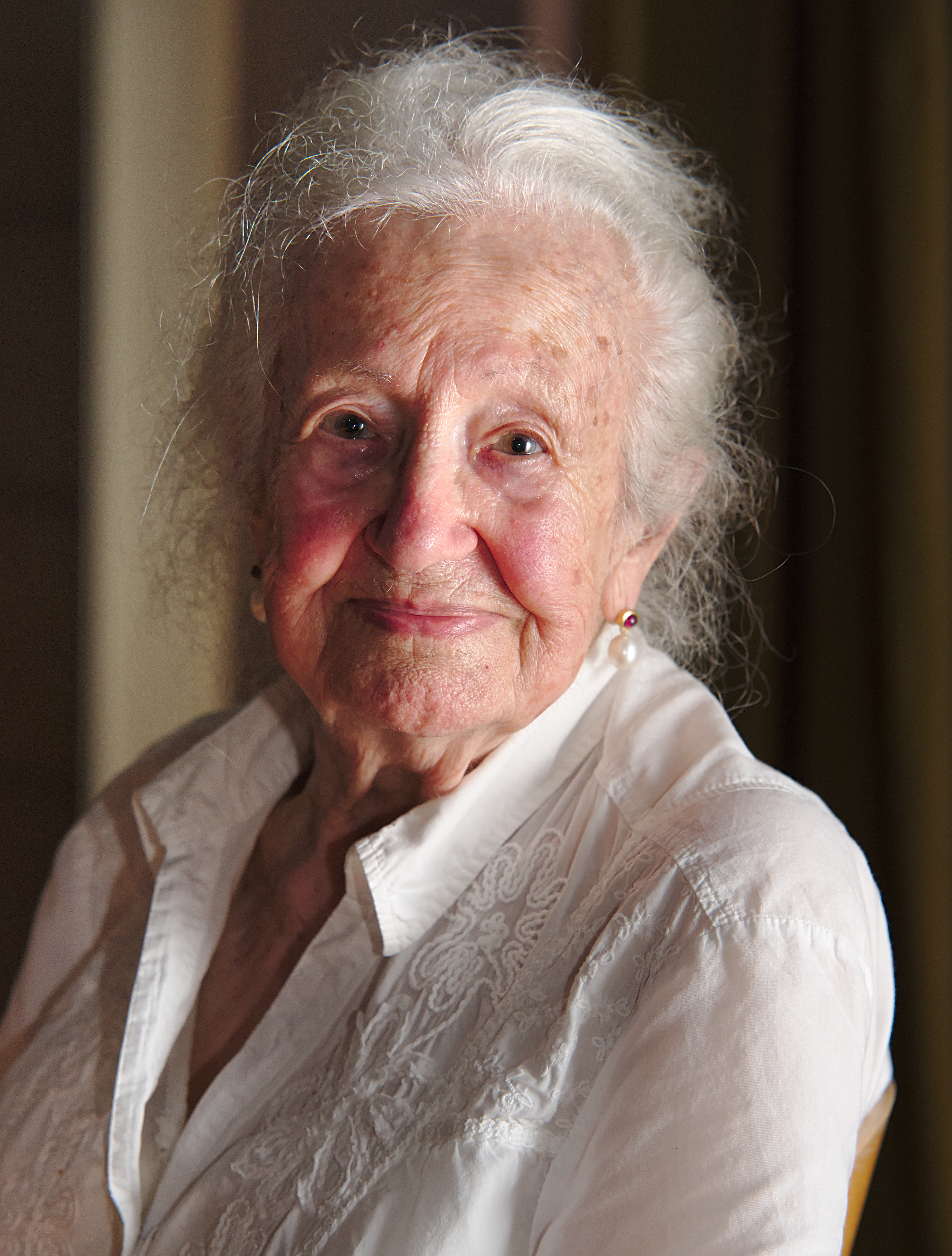
Erna de Vries.
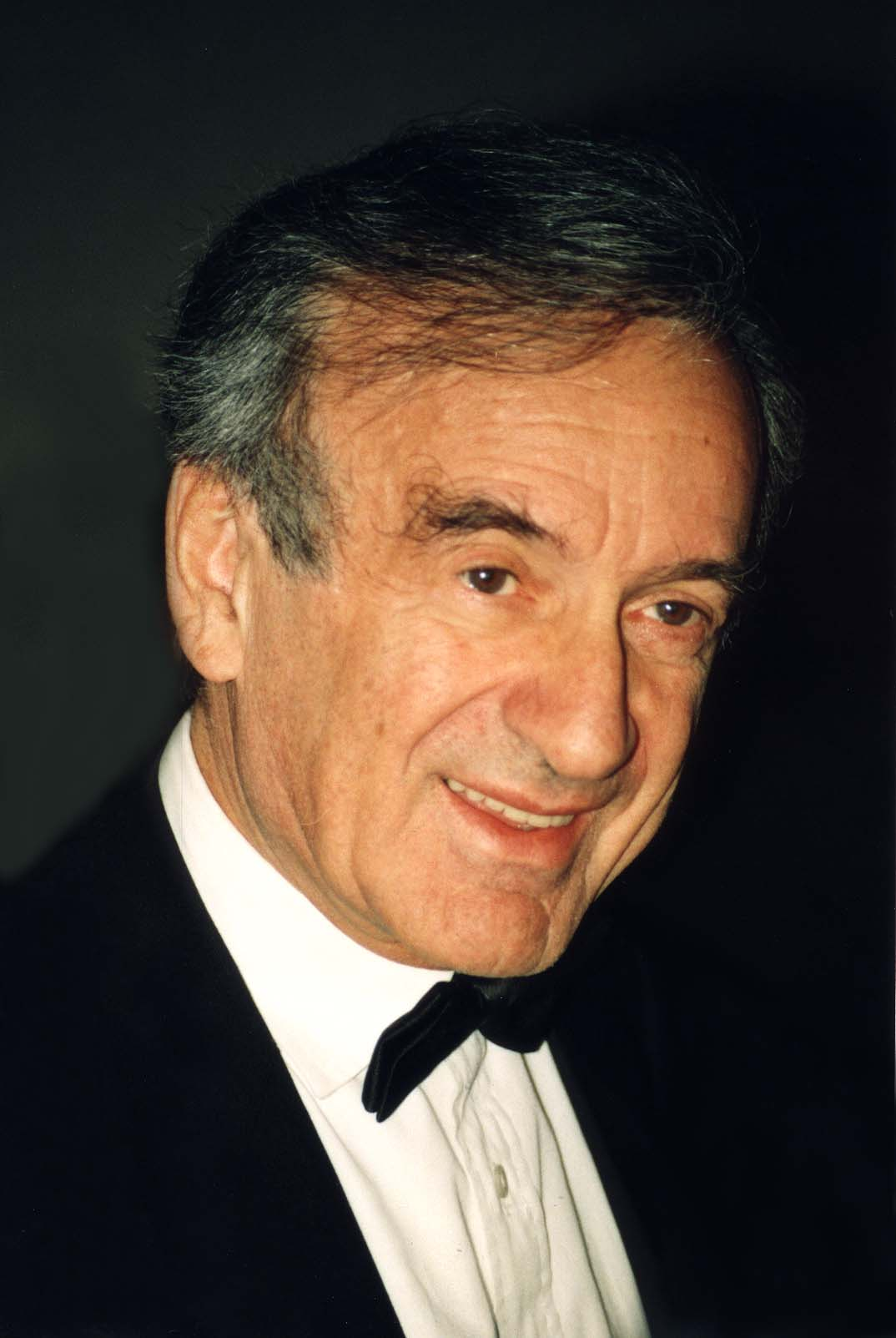
Elie Wiesel.
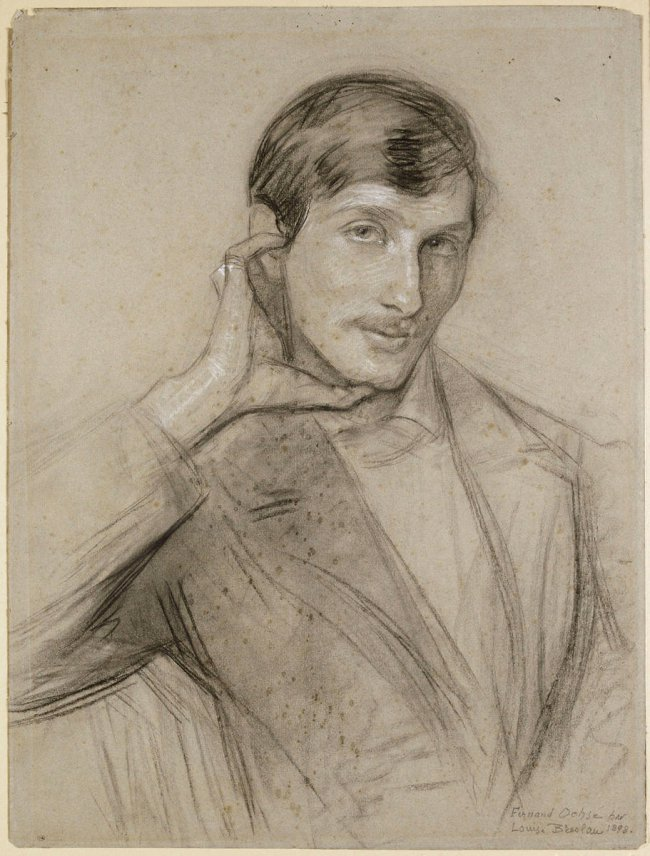
Fernand Ochsé.
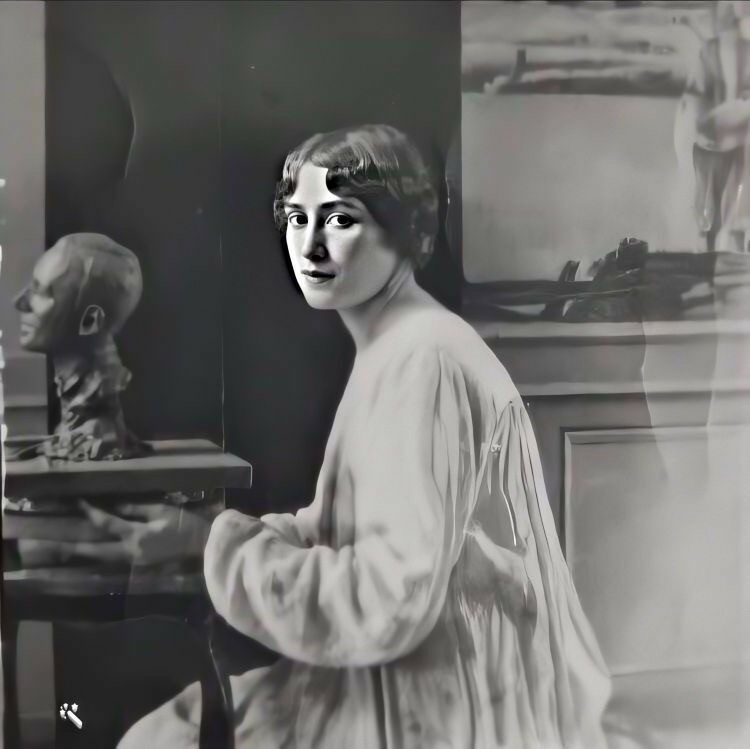
Louise Ochsé née Mayer.

#### Sources pour l'article
- Georges Bensoussan, « Les étapes du camp de concentration et du centre de mise à mort de Auschwitz-Birkenau (1940-1945) », Revue d’Histoire de la Shoah, no 171,‎ janvier 2001, p. 232-240 (lire en ligne, consulté le 16 août 2021)
- (en) Miklós Nyiszli, Auschwitz : A Doctor's Eyewitness Account, New York, Arcade Publishing, 2011 (1re éd. 1960), 240 p. (ISBN 978-1-61145-011-8).
- (en) Franciszek Piper, « The System of Prisoner Exploitation », dans Yisrael Gutman et Michael Berenbaum, Anatomy of the Auschwitz Death Camp, Bloomington, Indiana University Press, 1994 (ISBN 0-253-32684-2), p. 34–49.
- (en) Yisrael Gutman, « Auschwitz—An Overview », dans Yisrael Gutman et Michael Berenbaum, Anatomy of the Auschwitz Death Camp, Bloomington, Indiana University Press, 1994 (ISBN 0-253-32684-2), p. 5–33.
- (en) Sybille Steinbacher, Auschwitz : A History, Munich, Verlag C. H. Beck, 2005 (1re éd. 2004), 167 p. (ISBN 978-0-06-082581-2).
- (en) Jarek Lachendro, « Auschwitz-Birkenau: Punishments and executions », Auschwitz-Birkenau Memorial and Museum (consulté le 7 août 2014).

#### Mémoires et témoignages

##### Textes de déportés

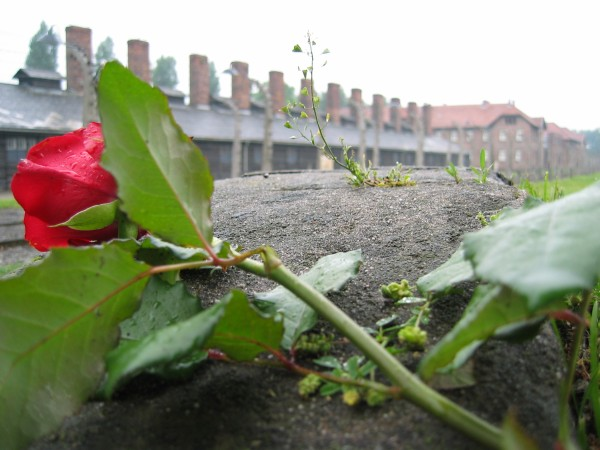
Auschwitz : « L'espoir après l'horreur ».

Dossier bibliographique (couvrant l’ensemble des camps de concentration) : Pascal Plas, Fanny Senimon, Écritures post-conflictuelles : Les récits de l’expérience concentrationnaire, Les productions en langue française des années, 1945-1946, 2016, Institut international de recherche sur la conflictualité (Iirco), Université de Limoges.
- Désiré Hafner, Birkenau - Grand récit vécu, août-septembre 1945, Paris, hebdomadaire Fraternité n° 54, 55, 56.
- Édition de l'Amicale des déportés d'Auschwitz, Témoignages sur Auschwitz, 1946 [Récits par le Dr B. Krewer, Claudette Bloch J. Furmansk, les Drs Désiré Hafner et Golse, Mme Kleinowa, etc. Avant-propos de Claudette Bloch.] Préface de Jean Cassou. Dessins de François Reisz.  (ISBN 9782307525042) PDF /  (ISBN 9782307191711) EPUB)
- Joseph-Désiré Hafner, Aspects pathologiques du camp de concentration d'Auschwitz-Birkenau [Thèse pour le Doctorat de l'Université de Paris, mention médecine, présentée et soutenue publiquement le 14 juin 1946]  (ISBN 9782307397076) PDF /  (ISBN 9782307063742) EPUB)
- André Lettich, Lazar Moscovici et alii, 1942, Convoi n°8, témoignages rédigés en 1945-1946, publiés en 2009, Éditions du Retour  (ISBN 9782952676939)
- André Rogerie, Vivre c'est vaincre, 1ère édition 1946, republication 1988, Hérault-Éditions  (ISBN 2-903851-50-6)
- Odette Elina (postface Sylvie Jedynak), Sans fleurs ni couronnes, Paris, Mille et une nuits, 2005 (1re éd. 1947), 110 p. (ISBN 978-2-84205-894-4, OCLC 234192050)
- Primo Levi, Si c'est un homme, 1947
- Elie Wiesel, La Nuit, 1958
- Fred Sedel, Habiter les ténèbres, La Palatine, 1963
- Rudolf Vrba, Je me suis évadé d'Auschwitz, 1964.
- Pelagia Lewinska et Paul Éluard, Vingt mois à Auschwitz. Avec ... un poème de Paul Eluard., Nagel, 1966
- Charlotte Delbo, Auschwitz et après, Éditions de minuit, Paris, 1970, 2 vol
- Miklos Nyiszli et René Julliard, Médecin à Auschwitz, Paris, Éditions J'ai lu, coll. « Leur aventure », 1971, A266 éd., 181 p..
- Imre Kertész, Être sans destin, 1975
- Hermann Langbein, Hommes et femmes à Auschwitz, traduction Denise Meunier, Fayard, collection les grandes études contemporaines, 1975.
- Filip Müller, Trois ans dans une chambre à gaz d'Auschwitz, 1979
- Ana Novac, J'avais 14 ans à Auschwitz, presses de la Renaissance, 1982
- Louis J. Micheels, Docteur 117641, Belles Lett, 1990
- Paul Steinberg, Chroniques d'ailleurs, Ramsay, 1996.
- Joseph Bialot, C'est en hiver que les jours rallongent, éditions du Seuil, 2002.
- Ida Grinspan, J'ai pas pleuré, Poche, 2003
- Anne-Lise Stern, Le Savoir déporté - camps, histoire, psychanalyse, éd. Seuil, collection La librairie du XXe siècle), 2004  (ISBN 9782020662529).
- Ana Novac, Les Beaux Jours de ma jeunesse, Balland, Paris, 2006
- Krystyna Zywulska, J'ai survécu à Auschwitz, tCHu Varsovie et Panstwowe Muzeum Auschwitz-Birkenau, 2006
- Lise Delbès-Lyon, Ma déportation, Drancy-Auschwitz-Hohenelbe, La cause des livres, 2006
- Shlomo Venezia, Sonderkommando, Dans l'enfer des chambres à gaz, 2007
- Simone Veil, Une vie, 2007
- Sigmund Toman, Vous, vous savez, mais moi je ne sais pas : Questions à un survivant de la Shoah, Interview de Michèle Honsberger et Martine Mouron, éd. Delibreo, 2008.
- Ruth Fayon, Patrick Vallélian, Auschwitz en héritage : De Karlsbad à Auschwitz, itinéraire d'une jeune fille dans l'enfer de la Shoah, éd. Delibreo, 2009.
- Witold Pilecki, Le Rapport Pilecki : Déporté volontaire à Auschwitz, 1940-1943 (Raporty Pileckiego), traduit du polonais par Ursula Hyzy et Patrick Godfard, Champ Vallon, Époques,  (ISBN 9-782-87673-955-0).
- Willy Holt, Femmes en deuil sur un camion, Nil édition.
- (de) Pierre Dietz, Briefe aus der Deportation : französischer Widerstand und der Weg nach Auschwitz, Lich/Hessen, Verl. Ed. AV, 2010, 304 p. (ISBN 978-3-86841-042-6, OCLC 727479750).
- Henri Borlant, Merci d'avoir survécu, 2011, Éditions du Seuil  (ISBN 978-2-7578-2794-9)
- Pierre Dietz (trad. Annick et William Cabot, préf. René Louis Besse, postface Paul Le Goupil), Lettres d'un ouvrier déporté : de Maromme à Auschwitz, les deux résistances de William Letourneur, Condé-sur-Noireau, Éditions Charles Corlet, coll. « Résistance en Normandie », 2015, 298 p. (ISBN 978-2-84706-585-5, OCLC 944441759).
- (de) Paul Goupil, Résistance und Todesmarsch Ein Franzose in Buchenwald, Halberstadt und Langenstein, Lich, Hess, Edition AV'88, 2015 (ISBN 978-3-86841-137-9).
- Hermann Langbein (trad. Denise Meunier), Hommes et femmes à Auschwitz [« Menschen in Auschwitz »], Paris, Fayard, coll. « 10/18 » (no 2481), 1994, 527 p. (ISBN 978-2-264-00277-8, OCLC 233972081).
- Ben Lesser. Le sens d'une vie - Du cauchemar nazi au rêve américain (traduit par Blandine Longre), Éd. Notes de nuit, 2019,  (ISBN 979-10-93176-17-8)[104]
- Clara Weintraub, A5564 - de Auschwitz à Bergen Belsen, la traversée de l'enfer, Les éditions du net.
- Eddy de Wind, Terminus Auschwitz. Journal d'un survivant, Michel Lafon, 2020.

##### Textes de bourreaux
- Rudolf Höss (préf. Geneviève Decrop, postface Geneviève Decrop), Le commandant d'Auschwitz parle, Paris, La Découverte, coll. « Essais / 193 », 2005, 268 p. (ISBN 978-2-7071-4499-7, OCLC 60574308).
- Pery Broad, Rudolf Höss, et Johann Paul Kremer, Auschwitz vu par les SS, musée national Auschwitz-Birkenau, 1991 et 1994.

##### Textes soviétiques
- (en) Andreï Pogojev (trad. du russe par Vladimir Krupnik, John Armstrong et Christopher Summerville), Escape from Auschwitz [« Побег из Освенцима. Остаться в живых »] [« Évasion d'Auschwitz »], Philadelphie, Casemate,‎ 2007 (ISBN 978-1-932033-83-0)
- Vasili Petrenko, Avant et après Auschwitz, Paris, Flammarion, mars 2002, 285 p. (ISBN 978-2-08-210056-4).

#### Ouvrages historiques

##### Monographies sur Auschwitz
- Piotr Cywinski, Auschwitz. Une monographie de l’humain, Paris, Calmann-Lévy, coll. « Mémorial de la Shoah », 2025, 576 p. (ISBN 978-2-7021-9174-3).
- Tadeusz Borowski (trad. Erik Veaux, préf. Erik Veaux), Le monde de pierre [« Pożegnanie z Marią »], Paris, Libretto, coll. « Libretto - Éditions Phébus » (no 510), 2015, 314 p. (ISBN 978-2-36914-219-5, OCLC 995731070).
- Annette Wieviorka, Auschwitz, 60 ans après, Paris, Robert Laffont, 2005, 286 p. (ISBN 978-2-221-10298-5, OCLC 231994611).
- Annette Wieviorka, Auschwitz la mémoire d'un lieu, Paris, Fayard/Pluriel, coll. « Pluriel », 2012 (1re éd. 2005), 286 p. (ISBN 978-2-8185-0301-0, OCLC 926041459).
- Annette Wieviorka, Auschwitz expliqué à ma fille, Paris, Éditions du Seuil, 1999, 59 p. (ISBN 978-2-02-036699-1, OCLC 948313419).
- Laurence Rees, Auschwitz. Les nazis et la « Solution finale », Paris, Albin Michel, coll. « Le livre de poche », 2005, 475 p. (ISBN 978-2-253-12096-4).
- Jean-François Forges, Pierre-Jérôme Biscarat, Guide historique d'Auschwitz, Paris, Editions Autrement, 2011, 288 p.  (ISBN 978-2-7467-1484-7).
- Tal Bruttmann, Auschwitz, Paris, La Découverte, coll. « Repères : histoire » (no 647), 2015, 122 p. (ISBN 978-2-7071-8522-8). Rééd. 2025.

##### Ouvrage sur les médecins d'Auschwitz
- Bruno Halouia, Les médecins d'Auschwitz, Paris, Éditions Perrin, 2022, 450 p. (ISBN 978-2-262-07061-8)

##### Ouvrages sur la Shoah
- Florent Brayard, La Solution finale de la question juive : la technique, le temps et les catégories de la décision, Paris, Le Grand livre du mois, 2004, 650 p. (ISBN 978-2-7028-9883-3, OCLC 469789448).
- Raul Hilberg, La Destruction des Juifs d'Europe, Paris, Gallimard, 1991, 3e éd., 1098 p. (ISBN 978-2-07-032710-2, OCLC 919742901), p. 1661-1662.
- Saul Friedländer, Les Années d'extermination. l'Allemagne et les juifs, 2 vol., 2e volume paru en 2008, traduit en français par Pierre-Emmanuel Dauzat, Seuil.
- Christopher Browning (trad. Jacqueline Carnaud et Bernard Frumer), Les origines de la solution finale : l'évolution de la politique antijuive des nazis, septembre 1939-mars 1942, Paris, Les Belles Lettres Ed. du Seuil, coll. « Histoire », 2009, 631 p. (ISBN 978-2-7578-0970-9, OCLC 937777483).
- Édouard Husson (préf. Ian Kershaw, postface Jean-Paul Bled), Heydrich et la solution finale, Paris, Perrin, coll. « Tempus, » (no 422), 2012, 751 p. (ISBN 978-2-262-02719-3, OCLC 880822191).
- Giorgio Agamben (trad. Pierre Alferi), Ce qui reste d'Auschwitz : l'archive et le témoin, Paris, Payot & Rivages, coll. « Rivages poche » (no 390), 2003, 192 p. (ISBN 978-2-7436-1000-5, OCLC 718712942).

##### Attitude des alliés
- (en) Martin Gilbert, Auschwitz and the allies, Simon & Schuster, 2011 (ISBN 978-1-59687-416-9, OCLC 941147322).
- Walter Laqueur (trad. Antoinette Roubichou-Stretz), Le terrifiant secret : la "Solution finale" et l'information étouffée [« The terrible secret. »], Paris, Gallimard, 2010 (1re éd. 1981), 287 p. (ISBN 978-2-07-013121-1, OCLC 718701395).
- David S. Wyman (trad. Claude Blanc, préf. Elie Wiesel, postface André Kaspi), L'Abandon des juifs, les Américains et la solution finale, Paris, Flammarion/CNL, 1987, 459 p. (ISBN 978-2-08-064910-2, OCLC 964089832).
- (en) W. D. Rubinstein, The myth of rescue : why the democracies could not have saved more Jews from the Nazis, London New York, Routledge, 2000 (ISBN 978-0-203-02641-0).
- (en) M. J. Neufeld et M. Berenbaum (dir.), The Bombing of Auschwitz. Should the Allies Have Attempted It?, éd. The University Press of Kansas et The United States Holocaust Memorial Museum, 2000 et 2003
- André Kaspi, « Fallait-il bombarder Auschwitz ? », dans la revue L'Histoire no 294, janvier 2005
- Jan Karski (postface Céline Gervais-Francelle et Jean-Louis Panné), Mon témoignage devant le monde : histoire d'un Etat secret [« Story of a secret state »] (Biographie), Paris, Point de mire, coll. « Histoire », 2004 (1re éd. 1948), 466 p. (ISBN 978-2-914090-13-1, OCLC 57056473).

##### Transmission de la mémoire
- Giorgo Agamben, Ce qui reste d'Auschwitz, Rivage poche.

#### Romans, bande dessinée
- Art Spiegelman, Maus : a survivor's tale (bande dessinée), New York, Pantheon Books, 1997, 295 p. (ISBN 978-0-679-40641-9, OCLC 798263795)
- Pascal Croci, Auschwitz, Genève, EP Editions, coll. « Atmosphères (Paris) », 2015, 88 p. (ISBN 978-2-88932-009-7, OCLC 933822101)
- Robert Merle, La mort est mon métier, Paris, Gallimard, coll. « Folio », 1991 (réimpr. 2015) (1re éd. 1952) (ISBN 978-2-07-036789-4, OCLC 991081922).
- Martin Amis, The Zone of Interest, Jonathan Cape
- Anna Stuart, La sage-femme d’Auschwitz, J’ai Lu, 2023

### Iconographie
- Album d'Auschwitz (voir également Solahütte)

### Filmographie
- La Passagère, de Andrzej Munk, 1963
- Auschwitz : Les nazis et la solution finale, série documentaire en six épisodes de Laurence Rees pour la BBC, 2005. Conseillers historiques : Ian Kershaw, C. Browning et al.. Édité en DVD.
- Et puis les touristes (Am Ende kommen Touristen), de Robert Thalheim, 2007.
- Sonderkommando, Auschwitz-Birkenau, film documentaire de Emil Weiss, France, 2007, 52 min, diffusé sur Arte le 23 janvier 2008
- Le Convoi, documentaire d'André Bossuroy, 60 min, 2009 [voir en ligne] (extrait de 20 min) [vidéo]
- Auschwitz, premiers témoignages, film documentaire de Emil Weiss, France, 2010, 80 min, diffusé sur Arte le 26 janvier 2011
- Criminal Doctors, Auschwitz, film documentaire de Emil Weiss, France, 2013, 54 min, diffusé sur Arte le 21 janvier 2014
- Pitchipoï, court métrage de Salomé Duarte Lepez et Anaïs Cavalié, 33 min, 2013 [voir en ligne] (intégral) [vidéo]
- Le Procès du siècle de Mick Jackson, 2016
- Shoah, film documentaire de Claude Lanzmann, France, 1985, 570 min.
- La Zone d'intérêt de Jonathan Glazer, 2023

#### Articles généralistes sur cette période
- Troisième Reich
- Négationnisme
- Seconde Guerre mondiale
- Camps d'extermination nazis
- Shoah (aussi appelé Holocauste)
- Shoah en Pologne
- Porajmos
- Liste des camps de concentration nazis
- Camp de concentration
- Procès d'Auschwitz
- Système de marquage nazi des prisonniers
- Convois de la déportation des Juifs de France
- Auschwitz (chanson)

#### Emplacement et vie du site
- Camp de concentration de Fürstengrube : un des plus grands camps externes dépendant d'Auschwitz.
- Musée national Auschwitz-Birkenau
- Carmel d'Auschwitz : installation, de 1985 à 1993, de l'ordre du Carmel sur le site.

#### Hommages
- 27 janvier : Journée internationale dédiée à la mémoire des victimes de l'Holocauste pour commémorer la libération du camp d’Auschwitz le 27 janvier 1945.
- Mémorial italien d'Auschwitz